# 에버랜드

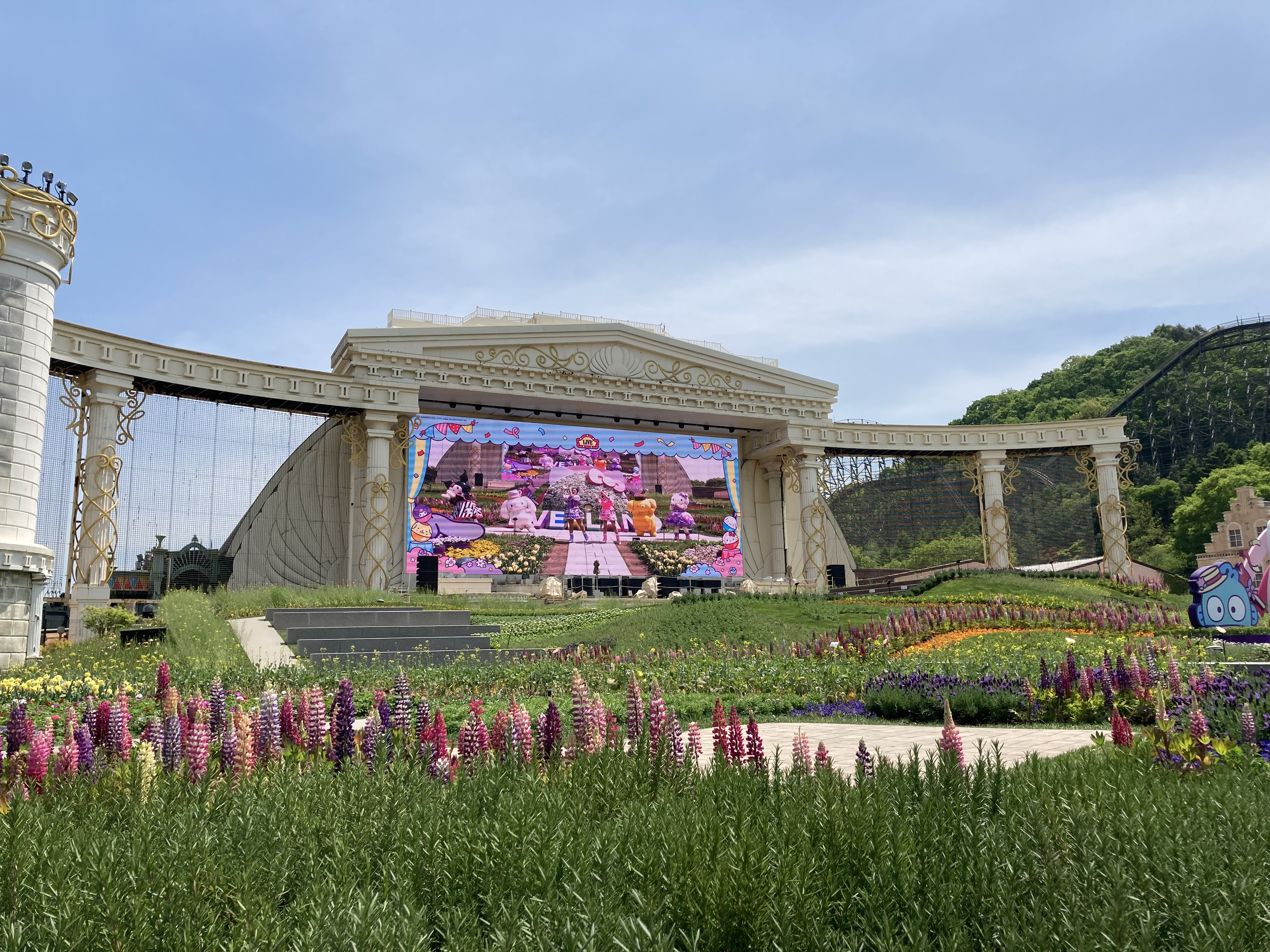
에버랜드 무대(2025년 05월 경)

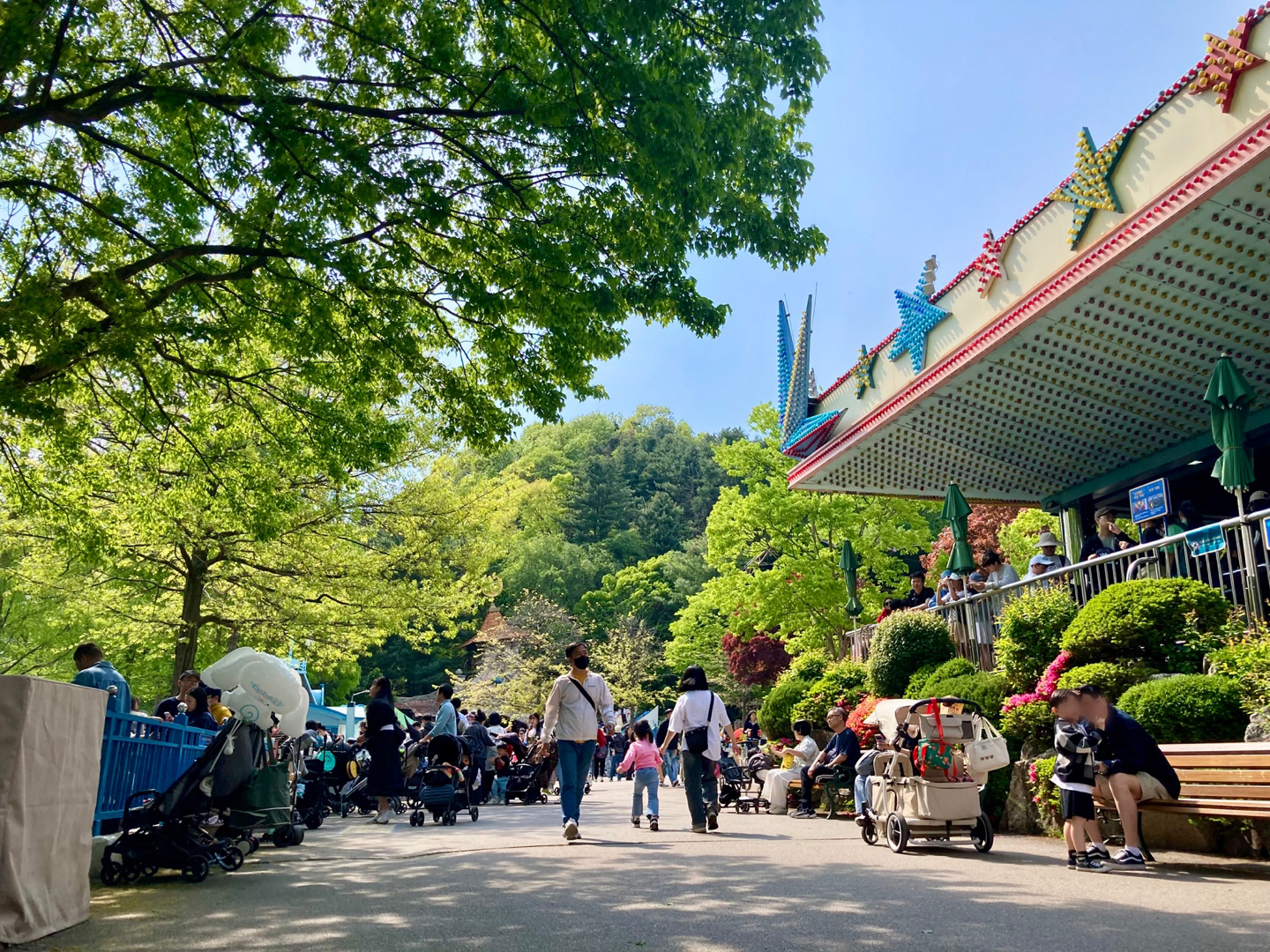
에버랜드 놀이기구 탑승하는 가족들

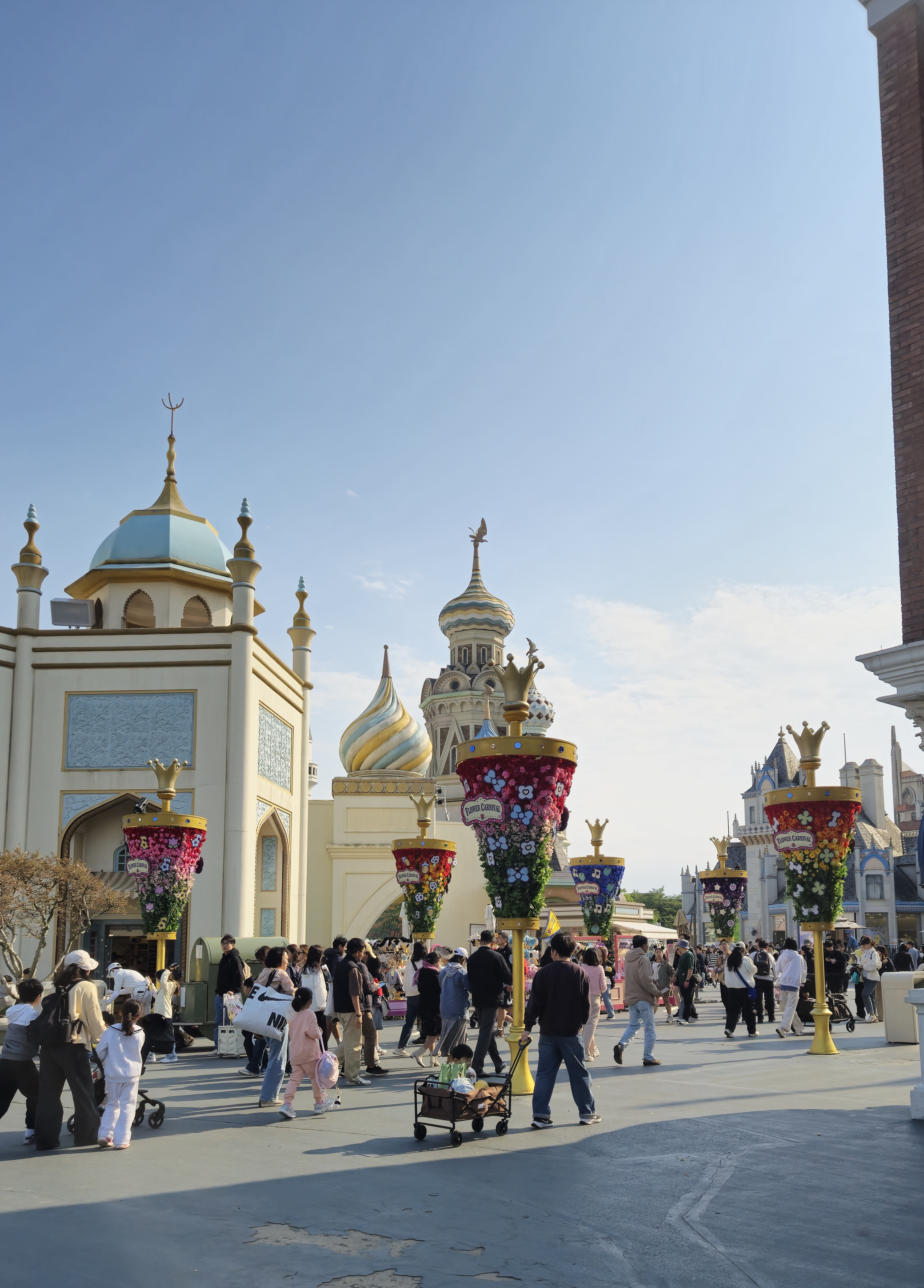
에버랜드로 입장하고 있는 가족들

에버랜드(영어: Everland)는 대한민국 경기도 용인시 처인구 포곡읍에 있는 유원지이다. 사계절, 동식물, 유럽 혹은 아메리카 테마 등 여러 가지 테마가 있다.

## 역사
- 1972년 용인종합산림단지 계획 수립
- 1973년 양돈장 개장[1]
- 1974년 용인종합산림단지를 용인자연농원으로 명칭
- 1976년 4월 17일: 용인자연농원(龍仁自然農園) 명칭으로 테마파크 개장[2]
- 1978년: 서커스장 오픈
- 1979년 2월 1일: 페스티벌트레인 개장
- 1981년 3월 31일: 후룸라이드 개장
- 1981년 4월 17일: 용인자연농원 5주년
- 1982년 1월 2일: 정글마우스 개장
- 1982년 6월 3일: 우주관람차 개장
- 1983년 2월 1일: 헬리 사이클 개장
- 1984년 10월: 서커스장 철거
- 1985년 5월 30일: 장미축제 오픈
- 1985년 10월 1일: 지구마을 개장
- 1986년 1월 4일: 다람쥐놀이 개장
- 1986년 4월 17일: 용인자연농원 10주년
- 1987년 2월 11일: 비룡열차 개장
- 1987년 12월 3일: 나는 코끼리 개장
- 1988년: 디스코라운드 개장
- 1988년 2월: 무지개여행, 풍선타기 개장, 정글마우스 철거, 양돈사업부를 1991년까지 폐쇄 결정
- 1988년 4월 16일: 롤링 X 트레인(舊.환상특급) 개장
- 1990년 3월: 챔피언쉽 로데오 개장
- 1991년 4월 17일: 용인자연농원 15주년
- 1991년 9월 19일: 크레이지 리모(舊.샤크) 개장
- 1992년 9월 8일: 독수리 요새 개장
- 1993년: 누적입장객 4000만명 기록
- 1994년 4월 10일: 아마존 익스프레스 개장
- 1995년: 슈퍼 봅슬레이 개장
- 1995년 6월 23일: 오즈의 성 개장
- 1995년 8월: 요술집 폐장
- 1996년 1월 20일: 허리케인 개장
- 1996년 3월: 현재의 명칭인 에버랜드로 개칭
- 1996년 4월 17일: 에버랜드 20주년
- 1996년 7월 12일: 캐리비안 베이 개장
- 1998년 5월 1일: 콜럼버스 대탐험 개장
- 1999년 8월: 다람쥐놀이 폐장
- 2001년 4월 17일: 에버랜드 25주년
- 2001년 4월 18일: 매직퍼레이드 공연시작
- 2001년 5월 1일: 문라이트 퍼레이드 공연시작
- 2003년 2월 8일: 스푸키 펀 하우스 개장
- 2003년 3월: 풍선타기 폐장
- 2003년 9월: 무지개여행 폐장
- 2003년 12월: 매직 인 더 스카이
- 2003년 12월 5일: 더블 락스핀 개장
- 2004년 6월 19일: 썸머 스플래쉬 퍼레이드 공연시작
- 2004년 7월 1일: 매직스윙 개장
- 2004년 10월: 제트열차 폐장
- 2005년 1월 1일: 스노우 퍼레이드 공연 시작
- 2005년 9월 9일: 해피할로윈 퍼레이드 공연시작
- 2005년 10월 1일: 이솝빌리지 터스코 싱이레, 플라잉레스큐 개장
- 2005년 11월 10일: 매직퍼레이드 공연종료
- 2006년: 슈퍼 봅슬레이 폐장
- 2006년 1월: 에버랜드 리조트 BI변경
- 2006년 2월: 카니발 판타지 퍼레이드 시즌1
- 2006년 2월 28일: 스노우 퍼레이드 공연종료
- 2006년 4월 17일: 에버랜드 30주년
- 2007년: 디스코라운드 폐장 및 철거
- 2007년 4월: 크레이지 리모 폐장
- 2008년 3월 14일: T 익스프레스, 렛츠 트위스트 개장
- 2009년 1월 1일: 드림오브라시언 공연시작
- 2009년 1월: 독수리 요새 폐장
- 2009년 3월: 플로라 포토파티 공연시작
- 2010년 2월: 매직트리 오픈
- 2010년 8월 14일 우주관람차 아듀! 은퇴식
- 2011년 4월~2016년 12월: 랄랄라 이솝동요극장
- 2011년 4월 17일: 에버랜드 35주년
- 2011년 6월 11일: 아쿠아 루프 개장(캐리비안 베이의 놀이기구)
- 2012년 7월 21일: 마다가스카 LIVE 공연시작
- 2012년 9월 23일: 스카이 크루즈 개장
- 2013년 1월 2일: 이스터 버니 미니 퍼레이드 공연시작
- 2013년 4월 15일: 로스트 밸리 개장
- 2014년 9월 13일: 글램핑힐 개장
- 2014년 11월: 오즈의 성 폐장
- 2014년 11월 16일: 후룸라이드 폐장 및 철거[3]
- 2014년 12월 31일: 드림오브라시언 공연종료
- 2015년 1월 1일: 카니발 판타지 퍼레이드 시즌2
- 2015년 7월 31일: 썬더폴스 개장
- 2015년 8월: 이스터 버니 미니 퍼레이드 공연종료
- 2015년 9월 6일: 미니어쳐 가든 개장, 지구마을 폐장
- 2015년 10월 9일: 매직 쿠키 하우스 개장
- 2015년 11월 29일: 마다가스카 LIVE 공연종료
- 2016년 4월 17일: 에버랜드 40주년
- 2016년 4월 21일: 판다월드 개장, 러바오의 모험 공연시작
- 2016년 7월 22일: 뮤직가든 개원
- 2016년 8월 28일: 썸머 스플래쉬 퍼레이드 공연종료
- 2016년 10월 5일: 숲속 산책로 개장
- 2016년 11월 26일: 우주관람차VR 오픈
- 2017년 3월 15일: 로봇 VR 개장
- 2017년 3월 26일: 플로라 포토파티 공연종료
- 2017년 6월 24일: 슈팅! 워터 펀 & 밤밤 클럽, 워터 스텔라
- 2018년 1월 1일: 헬리 사이클 폐장[4]
- 2018년 7월 19일: 슈팅! 고스트 개장
- 2018년 11월 11일: 해피할로윈 퍼레이드 공연종료
- 2019년 3월 29일: 하늘정원길 개원
- 2019년 7월 16일: 스타벅스 용인에버랜드R점 개점
- 2019년 8월 31일: 미니어쳐 가든 철거
- 2019년 9월 1일: 할로윈 위키드 퍼레이드 공연시작
- 2020년 3월 1일: 러바오의 모험 공연종료
- 2020년 5월 15일: 레니의 대모험 드래곤을 찾아서 공연시작
- 2021년 4월 17일: 에버랜드 45주년
- 2021년 5월 10일: 아듀! 사파리버스 운행종료(사파리 와일드트램 운행시작)
- 2022년 1월~3월: 에버랜드 아기호랑이 오둥이 어흥스쿨
- 2022년 10월 29일: 할로윈 위키드 퍼레이드 공연종료
- 2023년 3월 17일: 페어리타운 공연시작
- 2023년 3월 24일~6월 18일: 라라의 몬스터 클린업
- 2023년 6월 23일~8월 27일: 장미성 뮤직워터 BaMM
- 2023년 7월 31일: 매직트리 철거
- 2023년 9월 1일~11월 12일: 해피 땡스기빙 파티
- 2024년 2월 4일: 레니의 대모험 드래곤을 찾아서 공연종료
- 2026년 4월 17일: 에버랜드 50주년

## 교통정보
- 지하철 이용- 기흥역(● 수도권 전철 수인·분당선)에서 에버라인(● 용인 경전철)으로 환승 이용시간- 5:30~ 23:30

- 5002번 신논현역-강남역-양재역 5700번 강변역-잠실역-송파역-수서역 1500-2번 사당역-남부터미널–판교역-분당(서현역) 1113번 강변역-강동역–광주시청-외대입구

- 8862번인천터미널-수원영통 8839번인천터미널-범계역
- 일반버스 66번 수원역–수원–용인  66-4번 수원역–수원–동백–용인 670번광교 – 수지 – 죽전 – 동백[5]

## 이용료/이용방법
<이용권>대인, 청소년 A 60,000원 B 56,000원 C 50,000원 (홈페이지 캘린더 참고)

<연간이용> (신규, 재가입 가격) 레귤러(Regular) 대인/청소년-220,000- 170,000 소인-180,000-130,000 뉴셀렉트(New Select)-대인/청소년-170,000-170,000 소인-130,000-130,000 평일권(Weekdays)-대인/청소년-130,000-130,000소인-100,000-100,000 시니어(Senior)-만 55세 이상-100,000-100,000
방문전 에버랜드 온라인 앱(APP) 회원 가입 및 설치 (미 설치시 일부 시설, 탑승에 제한이 있을 수 있다.)

## 테마존
에버랜드는 아래와 같이 5개의 테마존으로 나뉜다.

### 글로벌 페어
에버랜드에 입장했을 때 가장 먼저 만나게 된 곳으로, 전 세계의 다양한 건축 양식을 테마로 하고 있으며, 주로 기프트샵이 위치하고 있다. 그리고 스타벅스 용인에버랜드R점이 입점해 있다.

#### 어트랙션
- 헬로 터닝 어드벤처: 터닝메카드, 헬로 카봇, 소피루비 스페셜 영상을 만날 수 있는 영상 체험관이다.

#### 레스토랑
| 종류                 | 설명                                                                                                   |
| -------------------- | --- |
| 베네치아 레스토랑    | 베네치아시 중심의 성 마르코 대성당을 콘셉트로 만들어 곤돌라를 타는 기분을 느낄 수 있게 조성한 레스토랑 |
| 베네치아 디저트 카페 | 디저트 전문 카페                                                                                       |
| 오리엔탈 레스토랑    | 근대 과도기 건축 양식을 컨셉으로 만든 레스토랑                                                         |

### 아메리칸 어드벤처
미국의 서부 지역을 테마로 한 파트와 젊음과 락을 테마로 한 파트(락스빌)로 나뉜 테마존으로 스릴 어트랙션이 주로 자리잡고 있다. 에버랜드 정문과 가깝기에 잘 알려져 있다.

#### 어트랙션
| 허리케인 | 원판 형식의 기구가 회전하면서 좌우로 움직인다. 최대 19m 높이까지 올라간다. | 130cm ↑     | 예 | 예 | 예 | 예 | 예 | 예 | 예 |   | 예 |  |
| 챔피언쉽 로데오 | 미국 서부시대 분위기의 로데오 경기장에서 음악과 함께 회전하는 로데오 체험. | 130cm ↑     | 예 | 예 | 예 | 예 | 예 | 예 | 예 | △ | 예 |  |
| 콜럼버스 대탐험 | 33m 고공과 75도 각도에서 떨어지는 바이킹.                                  | 110cm ↑     | 예 | 예 | 예 | 예 | 예 | 예 | 예 |   |    |  |
| 롤링 엑스 트레인 | 루프 2회전, 콕스크류 코스 체험 어트랙션.                                   | 120cm ↑     | 예 | 예 | 예 | 예 | 예 | 예 | 예 |   | 예 |  |
| 더블 락스핀 | 강렬한 리듬의 음악 속 20m 높이에서 360도 연속 3~5회 회전하는 기구.         | 140cm ↑     | 예 | 예 | 예 | 예 | 예 | 예 | 예 |   | 예 |  |
| 렛츠 트위스트 | 20m 높이에서 입체회전을 즐기는 기구.                                       | 140 ~ 195cm | 예 | 예 | 예 | 예 | 예 | 예 | 예 |   | 예 |  |
| 범례 ↑ 해당 키 이상 탑승 가능 ↓ 해당 키 미만 탑승 가능 ● 해당 키 미만 (~사이)일 경우, 보호자 동승 시 탑승 가능 △ 입장 전 안내 근무자에게 문의 요망 |                                                                            |             |    |    |    |    |    |    |    |   |    |  |

#### 레스토랑
| 종류                 | 설명                                                                  | 비고 |
| -------------------- | --------------------------------------------------------------------- | ---- |
| 타운즈 마켓 레스토랑 | 이솝빌리지의 마을 장터를 테마로 한 아기자기한 콘셉트의 돈가스 전문점. |      |
| 굿 프렌즈 캐빈       | 포그리(여우)와 크레니(두루미)가 운영하는 스낵점.                      |      |

### 매직랜드
마법과 동화를 테마로 한 지역이다.

#### 어트랙션
| 터스코 싱이레 | 토끼(허키)와 거북이(티미)의 달리기 경주를 테마로 한 어트랙션. 어린이와 함께 즐기는 가족형 롤러코스터.                                   | 100cm ↑               | 예 | 예 | 예 | 예 | 예 | 예 |    |   | 예 |  |
| 플라잉 레스큐 | 겁쟁이 사자(라이모)를 구출하기 위해 용감한 생쥐(미니모)가 모험을 떠나는 어트랙션. 아래 위로 떨어졌다 올라갔다 하는 어린이용 미니 드롭.  | 90 ~ 100cm ● 100cm ↑  | 예 | 예 | 예 | 예 | 예 |    |    |   |    |  |
| 릴리 댄스 | 엄마 개구리(아만다)와 아기 개구리(호피)가 연못 위에서 추는 춤을 테마로 한 어트랙션. 연꽃 모양의 기구를 타고 도는 어트랙션.              | 100cm ●               | 예 | 예 | 예 |    | 예 |    |    |   |    |  |
| 볼 하우스 | 베짱이(니콜로)와 개미(제이미)가 운영하는 폼 볼 공장을 테마로 한 어트랙션. 스펀지 볼과 바람을 이용하는 놀이기구가 많이 있는 어린이 공간. | 105 ~ 125cm           | 예 | 예 | 예 |    |    |    |    |   |    |  |
| 플레이 야드 | 시골쥐(이반)과 서울쥐(몬티)가 살고 있는 집을 테마로 한 어트랙션. 나무로 만든 시골쥐, 서울쥐 집에서의 모험놀이를 즐기는 어린이 놀이터.   | 90 ~ 130cm            |    |    |    |    |    |    |    |   | 예 |  |
| 썬더폴스 | 대한민국 최초 백드롭, 최대높이 20m, 최대각도 45도를 장착한 슈퍼플룸.                                                                    | 100 ~ 110cm ● 110cm ↑ | 예 | 예 | 예 | 예 | 예 | 예 |    | △ | 예 |  |
| 우주 전투기 | 하늘 높이 올라가 직접 조종하는 회전 전투기.                                                                                             | 110cm ●               | 예 | 예 | 예 |    |    |    |    | △ |    |  |
| 스푸키 펀 하우스 | 꼬마유령 스푸키네 유령의 집. | 연소자 ●              | 예 | 예 |    |    |    |    |    |   |    |  |
| 비룡 열차 | 하늘을 나는 용을 타고 스릴을 즐기는 미니 롤러코스터.                                                                                    | 110cm ●               | 예 | 예 | 예 |    |    |    |    |   | 예 |  |
| 시크릿 쥬쥬 비행기 | 시크릿 쥬쥬와 떠나는 신나는 비행기 여행.                                                                                                | 100cm ●               | 예 | 예 | 예 |    |    |    |    |   |    |  |
| 플래쉬 팡팡 | 동화 속 엄지 공주가 되어 공중으로 통통 솟아오르는 의자에 탑승.                                                                          | 100cm ●               | 예 | 예 | 예 |    | 예 |    |    |   |    |  |
| 피터팬 | 후크 선장의 해적선을 타고 회전. | 100cm ●               | 예 | 예 | 예 |    |    |    |    |   |    |  |
| 나는 코끼리 | 코끼리를 타고 하늘을 날며 회전하는 어트랙션.                                                                                            | 100cm ●               | 예 | 예 | 예 |    |    |    |    |   |    |  |
| 매직 쿠키 하우스 | 창의력과 상상력, 도전정신을 키울 수 있는 동화 속 과자집 콘셉트의 체험 놀이터.                                                           | 110 ~ 150cm           |    |    |    |    |    | 예 | 예 | △ | 예 |  |
| 매직스윙 | 마법사의 타로카드 모양 기구를 타고 하늘을 나는 기구.                                                                                    | 100 ~ 120cm ● 120cm ↑ | 예 | 예 | 예 |    |    |    |    |   |    |  |
| 범퍼카 | 자동차를 타고 레이싱을 즐기는 기구. | 120cm ↑               | 예 | 예 | 예 | 예 | 예 | 예 | 예 |   | 예 |  |
| 스카이 댄싱 | 빙빙 돌며 공중으로 솟아오르는 원형 열차.                                                                                                | 100cm ●               | 예 | 예 | 예 |    |    |    |    |   |    |  |
| 자동차 왕국 | 어린이 전용 자동차 놀이시설. | 80 ~ 125cm            |    |    |    |    |    |    |    |   |    |  |
| 로보트카 | 로봇을 타고 회전하는 어린이 어트랙션.                                                                                                   | 80 ~ 125cm            |    |    |    |    |    |    |    |   |    |  |
| 붕붕카 | 빙글빙글 회전하는 어린이 어트랙션. | 80 ~ 125cm            |    |    |    |    |    |    |    |   |    |  |
| 안전체험관 | | 6세 이상              | 예 | 예 | 예 | 예 | 예 | 예 |    |   | 예 |  |
| 범례 ↑ 해당 키 이상 탑승 가능 ↓ 해당 키 미만 탑승 가능 ● 해당 키 미만 (~사이)일 경우, 보호자 동승 시 탑승 가능 △ 입장 전 안내 근무자에게 문의 요망 | |                       |    |    |    |    |    |    |    |   |    |  |

### 유러피안 어드벤처
유럽을 테마로 하여 꾸며진 지역으로 메인 공연이 펼쳐지는 퍼레이드 길, 카니발 광장, 그랜드 스테이지, 포시즌스 가든이 속해 있다.

#### 어트랙션
| 로얄 쥬빌리 캐로셀 | 회전목마.                                                                   | 100cm ●     | 예 | 예 | 예 |    |    |    |    |  |  |  |
| 페스티벌 트레인 |                                                                             |             |    |    |    |    |    |    |    |  |  |  |
| 슈팅! 고스트 | 유령이 가득한 맨션 안에서 레이저 총으로 유령을 맞추도록 설계된 놀이기구.    | 110cm ↑     | 예 | 예 | 예 | 예 |    |    |    |  |  |  |
| 레니의 마법학교 |                                                                             | 110cm ↑     | 예 | 예 | 예 | 예 | 예 |    |    |  |  |  |
| 스페이스 투어 |                                                                             | 110cm ↑     |    |    |    |    |    |    |    |  |  |  |
| T 익스프레스 | 77도로 엄청난 각도, 104km/h로 엄청난 속도를 만드는 기구. 유명한 롤러코스터. | 130 ~ 195cm | 예 | 예 | 예 | 예 | 예 | 예 | 예 |  |  |  |
| 범례 ↑ 해당 키 이상 탑승 가능 ↓ 해당 키 미만 탑승 가능 ● 해당 키 미만 (~사이)일 경우, 보호자 동승 시 탑승 가능 △ 입장 전 안내 근무자에게 문의 요망 |                                                                             |             |    |    |    |    |    |    |    |  |  |  |

#### 레스토랑
| 종류              | 설명                                                                      | 비고                                      |
| ----------------- | ------------------------------------------------------------------------- | ----------------------------------------- |
| 가든 테라스       | 테라스형 카페 & 펍                                                        |                                           |
| 스낵 버스터       | 떡볶이, 어묵, 닭강정 등 남녀노소 모두가 좋아하는 스낵이 가득한 곳         |                                           |
| 쿠치나 마리오     | 마리오 아저씨의 부엌이라는 뜻을 가진 피자&파스타 전문 레스토랑            |                                           |
| 홀랜드 빌리지     | 네덜란드의 노천 카페를 연출하는 1,000석 규모의 홀이 있는 야외 레스토랑    |                                           |
| 암스텔담          | 항구 도시인 암스텔담을 배경으로 한 오므라이스 전문점                      | 현재 영업 종료 후 프렌시아 존으로 교체됨. |
| 플란다즈 레스토랑 | 그릴 스테이션을 테마로 한 유럽풍 홈메이드 디쉬 레스토랑                   |                                           |
| 차이나 문         | 중국과 무역을 하던 문이 유러피안 어드벤처에 세운 중화요리 식당            |                                           |
| 버거카페 유럽     | 유럽 스타일로 꾸며진 홀에서 프리미엄 햄버거를 즐길 수 있는 레스토랑       |                                           |
| 매직타임 레스토랑 | 시공간을 뛰어넘는 시간 여행자가 되어 5개국의 요리를 맛볼 수 있는 레스토랑 |                                           |
| 한가람            | 깔끔하고 정갈한 맛이 일품인 에버랜드의 대표 한식 레스토랑                 |                                           |
| 알프스 쿠체       | 알프스 마을의 고즈넉한 식당을 연출한 유럽 노천카페풍의 야외 레스토랑      |                                           |
| 알파인 종합식당   | 깔끔한 알프스풍의 인테리어가 돋보이는 종합식당                            |                                           |

### 주토피아
동물들의 지상낙원을 테마로 한 동물원 지역으로, 환경부로부터 서식지 외 보존기관으로 지정받았으며 서울시교육청으로부터 우수현장체험학습 지정을 받은 곳이다.

#### 어트랙션
| 로스트 밸리 | 수륙 양용차를 타고 백사자, 기린, 코끼리, 얼룩말, 코뿔소, 치타 등 다양한 동물들을 만날 수 있는 생태형 사파리 탐험 | 100cm ●    | 예 | △  | △  | △  | △  |  |  | △ |  |  |
| 사파리 월드 | 백호, 호랑이, 사자, 곰 등이 함께 살고 있는 사파리 여행                                                           | 4세 미만 ● |    |    |    |    |    |  |  |   |  |  |
| 랩터레인저 | |            |    |    |    |    |    |  |  |   |  |  |
| 아마존 익스프레스 | 620m 아마존 밀림을 따라가는 급류 대탐험                                                                          | 110cm ●    | 예 | 예 | 예 | 예 | 예 |  |  |   |  |  |
| 판다월드 | 살아있는 진짜 판다를 만날 수 있는 국내 유일의 최첨단 판다 전시관                                                 | 연소자 ●   |    |    |    |    |    |  |  |   |  |  |
| 범례 ↑ 해당 키 이상 탑승 가능 ↓ 해당 키 미만 탑승 가능 ● 해당 키 미만 (~사이)일 경우, 보호자 동승 시 탑승 가능 △ 입장 전 안내 근무자에게 문의 요망 | |            |    |    |    |    |    |  |  |   |  |  |

#### 동물전시
| 종류                | 설명                                                     | 비고 |
| ------------------- | -------------------------------------------------------- | ---- |
| 알버트스페이스 센터 | 원숭이들이 살고 있는 국내 최초 유인원 마을               |      |
| 버드 파라다이스     | 다양한 종류의 새들이 살고 있는 낙원                      |      |
| 뿌빠타운            | 야생의 동물들을 관찰하고 숨어있는 특징을 배울 수 있는 곳 |      |
| 야행관              | 밤을 좋아하는 동물들을 만날 수 있는 곳                   |      |
| 앵무가든            | 살아있는 자연 교과서                                     |      |
| 펭귄 아일랜드       | 바다의 꼬마신사 펭귄 관찰                                |      |
| 물범과 바다사자     | 잔점박이물범과 큰바다사자를 관찰할 수 있는 곳            |      |
| 타이거밸리          | 한국호랑이를 눈 앞에서 볼 수 있는 곳                     |      |
| 판타스틱 윙스       | 맹금을 비롯한 다양한 새들의 비행곡예와 비상              |      |

#### 레스토랑
| 종류          | 설명                                                                                             | 비고 |
| ------------- | ------------------------------------------------------------------------------------------------ | ---- |
| Cafe 정글캠프 | 사파리와 아마존을 탐험하기 전에 탐험가들이 모이는 베이스캠프를 테마로 한 파니니, 샌드위치 전문점 |      |
| 판다월드 카페 | 판다가 좋아하는 망고 디저트 카페                                                                 |      |

### 운영 종료된 시설
| 제트 열차 | 어린이용 놀이시설인 자동차왕국의 맞은 편에 위치한, 자연농원 개장 당시부터 존재했던 롤러코스터. 2005년 10월 1일에 제트 열차가 있던 일부 자리에 이솝빌리지와 레이싱 코스터가 개장했다.                              | 120cm ↑    | 1976.04.17 | 2004.10    |
| 요술집 | 1995년 8월 운행종료 이후 '고스트 맨션'으로 리뉴얼됐다가 2003년에 현재의 스푸키 펀 하우스로 이름이 바뀌어 운행 중에 있다.                                                                                          |            | 1976.04.17 | 1995.08    |
| 후룸라이드 | 현재는 2015년 7월 31일 썬더폴스로 확장 개장한 상태. |            | 1981.03.31 | 2014.11.16 |
| 우주관람차 | 대한민국에서 가장 유명했던 대관람차로 2010년 8월 14일부로 운행종료. 2016년 11월 은퇴한 우주관람차를 VR로 다시 볼 수 있게 만든 우주관람차VR이 탄생했으나 그마저도 2018년 1월부로 운행을 종료하였다.                |            | 1982.06.03 | 2010.08.14 |
| 정글마우스 | |            | 1982.01.02 | 1988.02    |
| 헬리 사이클 | |            | 1983.02.01 | 2018.01.01 |
| 지구마을 | 대한민국 최초의 다크라이드. 2016년 7월 22일부터 현재는 뮤직가든이라는 정원이 그 자리에 위치해 있다. |            | 1985.10.01 | 2015.09.06 |
| 다람쥐놀이 | 챗바퀴처럼 생긴 탑승석에 들어가 360˚ 회전을 즐기는 놀이기구. |            | 1986.01.04 | 1999.08    |
| 무지개여행 | 챔피언쉽 로데오와 허리케인 사이에 위치했던 놀이기구. 크레이지 리모와 비슷했지만 탑승석은 수평을 유지한 채 상하좌우로만 움직이는 놀이기구였다.                                                                     |            | 1988.02.02 | 2003.09    |
| 풍선타기 | 2003년 12월 5일경 그 자리에 더블 락스핀이 개장했다. 스릴이 느껴지진 않아도 나름 재미가 보장되던 어트랙션이었으며 특히 가족들에게 인기가 많았다.                                                                   |            | 1988.02    | 2003.03    |
| 디스코라운드 | | 120cm ↑    | 1988       | 2007       |
| 크레이지 리모 | 현재 렛츠 트위스트가 있는 자리에 위치하고 있었다. 개장 초창기의 이름은 '샤크'였으며 자연농원 시절에는 인기가 많았으나, 2000년대 이후로 인기 하락으로 은퇴했다.                                                    | 120cm ↑    | 1991.09.19 | 2007.04    |
| 독수리 요새 | 대한민국 최초의 서스펜디드 롤러코스터. 2014년 9월부터 철거된 후 현재 그 자리는 2019년 3월 29일경에 하늘정원길이란 정원으로 바뀌어 있다.                                                                           | 120cm ↑    | 1992.09.08 | 2009.01    |
| 슈퍼 봅슬레이 | 현 T 익스프레스 자리에 위치했던 봅슬레이 형태의 놀이기구. |            | 1995       | 2006       |
| 오즈의 성 | 1995년 6월 23일에 개장한 실내 체험형 놀이시설. 2014년 11월 5일경에 5살 어린이의 손가락이 절단되는 사고가 발생했으며, 이 사고로 인해 19년 만에 운행이 중단된 후 2015년 10월 9일경에 매직 쿠키 하우스로 대체되었다. |            | 1995.06.23 | 2014.11    |
| 로봇VR | | 130cm ↑    | 2017.03.15 |            |
| 동물타기 | | 3세 미만 ● |            |            |
| 범례 ↑ 해당 키 이상 탑승 가능 ↓ 해당 키 미만 탑승 가능 ● 해당 키 미만 (~사이)일 경우, 보호자 동승 시 탑승 가능 △ 입장 전 안내 근무자에게 문의 요망 | |            |            |            |

## 홈브리지
에버랜드 안에 있는 숙박시설이다. 

## 캐릭터

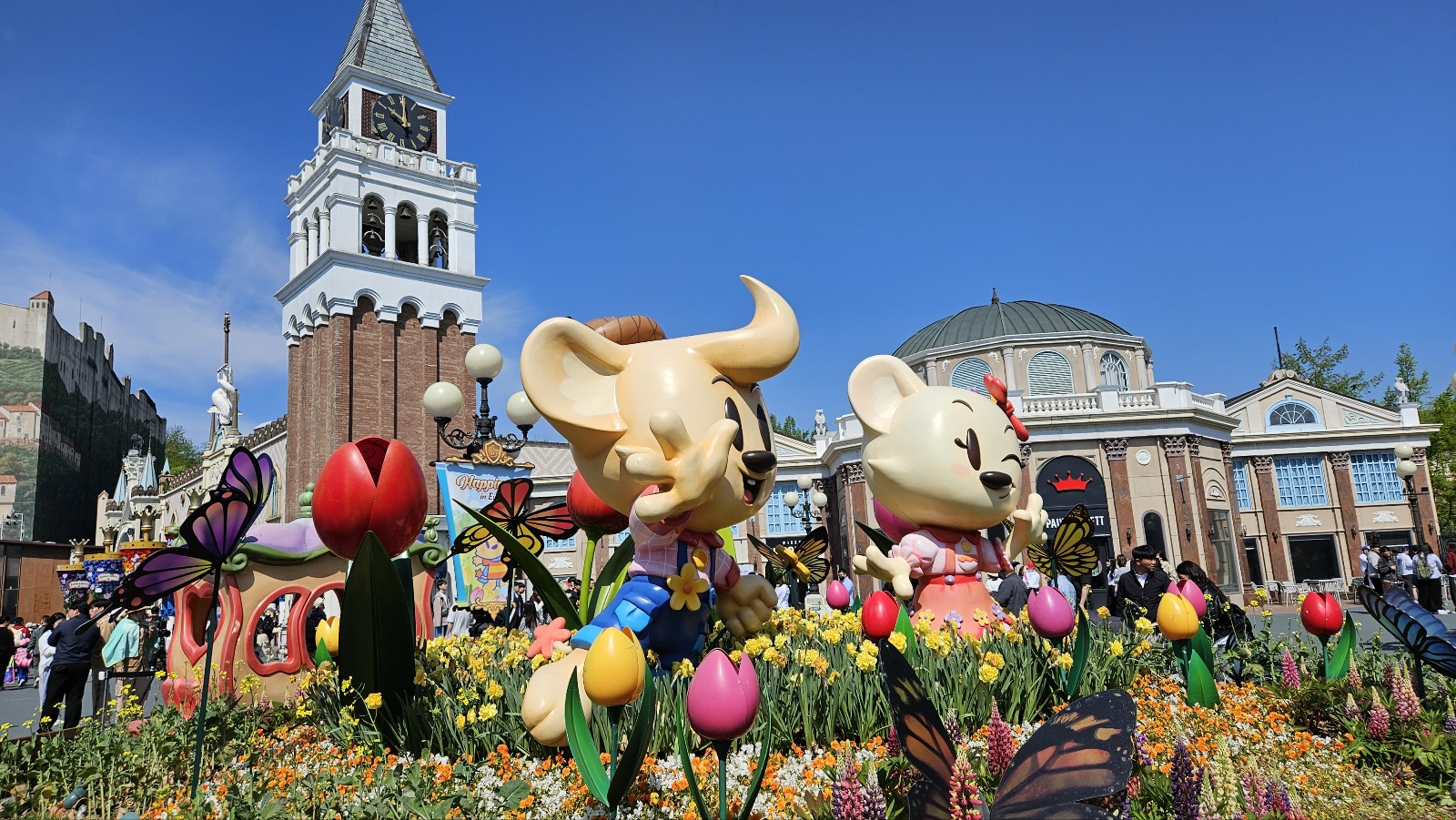
레니와 라라(2025년 05월경)

에버랜드의 캐릭터는 아래와 같다.

### 레니와 친구들
- 레니 (아기 숫사자)
- 라라 (아기 암사자)
- 잭 (숫호랑이)
- 베이글 (수컷 북극곰)
- 도나 (암컷 사막여우)

### 이솝빌리지 캐릭터
| - 이솝 할아버지(Saint Aesop) - 허키(Hucky 토끼) - 티미(Timmy 거북이) - 니콜로(Niccolo 베짱이) - 제이미(Jaymie 개미) - 몬티(Monty 서울쥐) - 이반(Aevan 시골쥐) - 라이모(Limo Maximo 사자) | - 미니모(Minimo 생쥐) - 포그리(Fogreo Fogrei 여우) - 크레니(Crennie Sözé 두루미) - 리사(Lisa Soñador 羔 거라지) - 스내퍼(Snapper Sparta 늑대) - 아만다(Amanda Hoprei 엄마 개구리) - 호피(Hoppeo Hoprei 아기 개구리) |

레니의 대모험에 나오는 파블로는 이솝빌리지 공식 캐릭터가 아니다.

### 판다
- 아이바오(엄마 팬더)
- 러바오(아빠 팬더)
- 푸바오(딸 팬더)
- 루이바오(차녀 팬더)
- 후이바오(삼녀 팬더)

### 페어리 타운
- 플로리
- 글로리
- 러블리

페어리 타운 캐릭터들은 2023년 한정으로 등장하고, 2024년부터 에버랜드와 산리오의 콜라보로 등장하지 않는다.

## 사진

### 방문인파

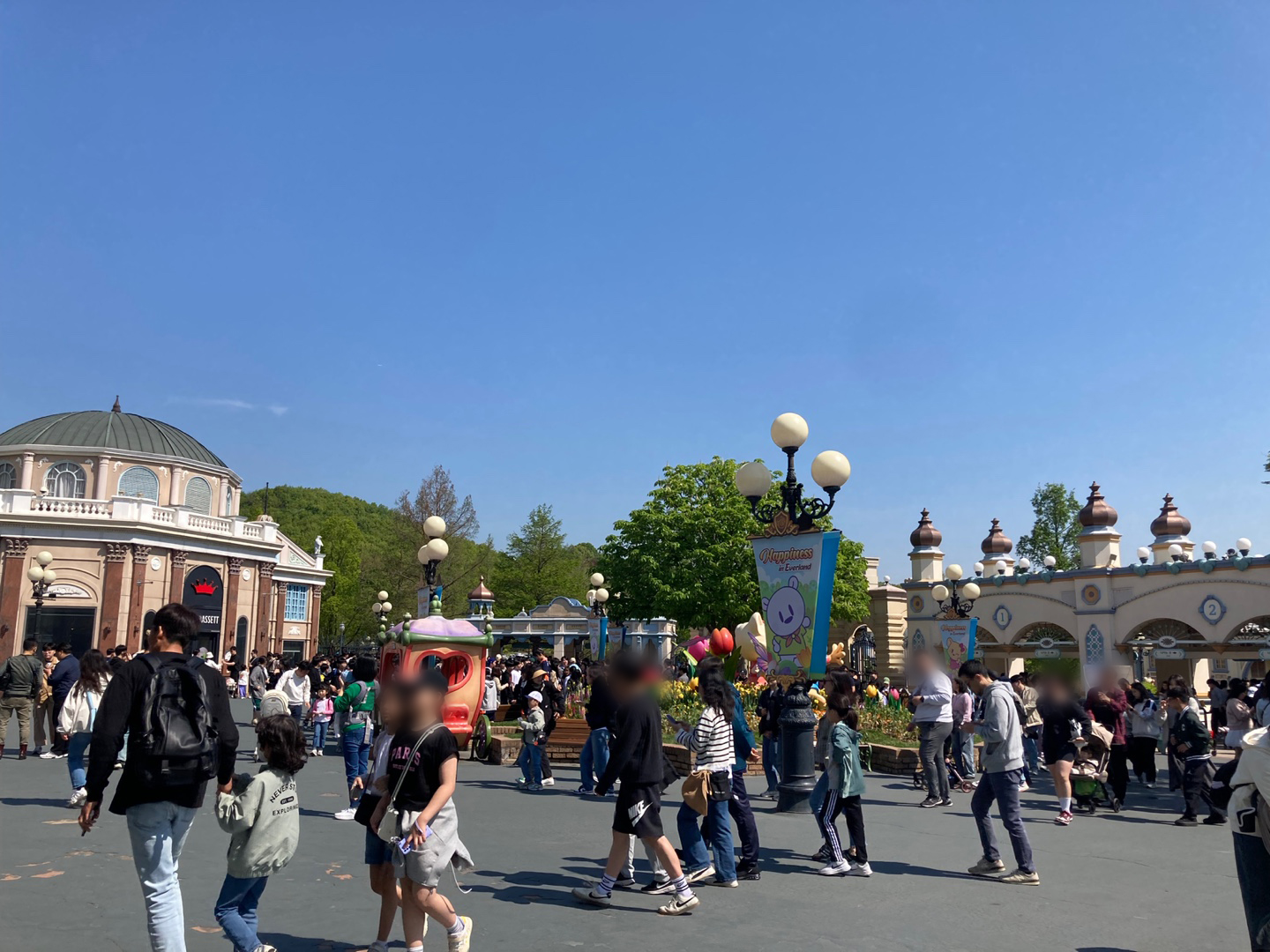
정문입장
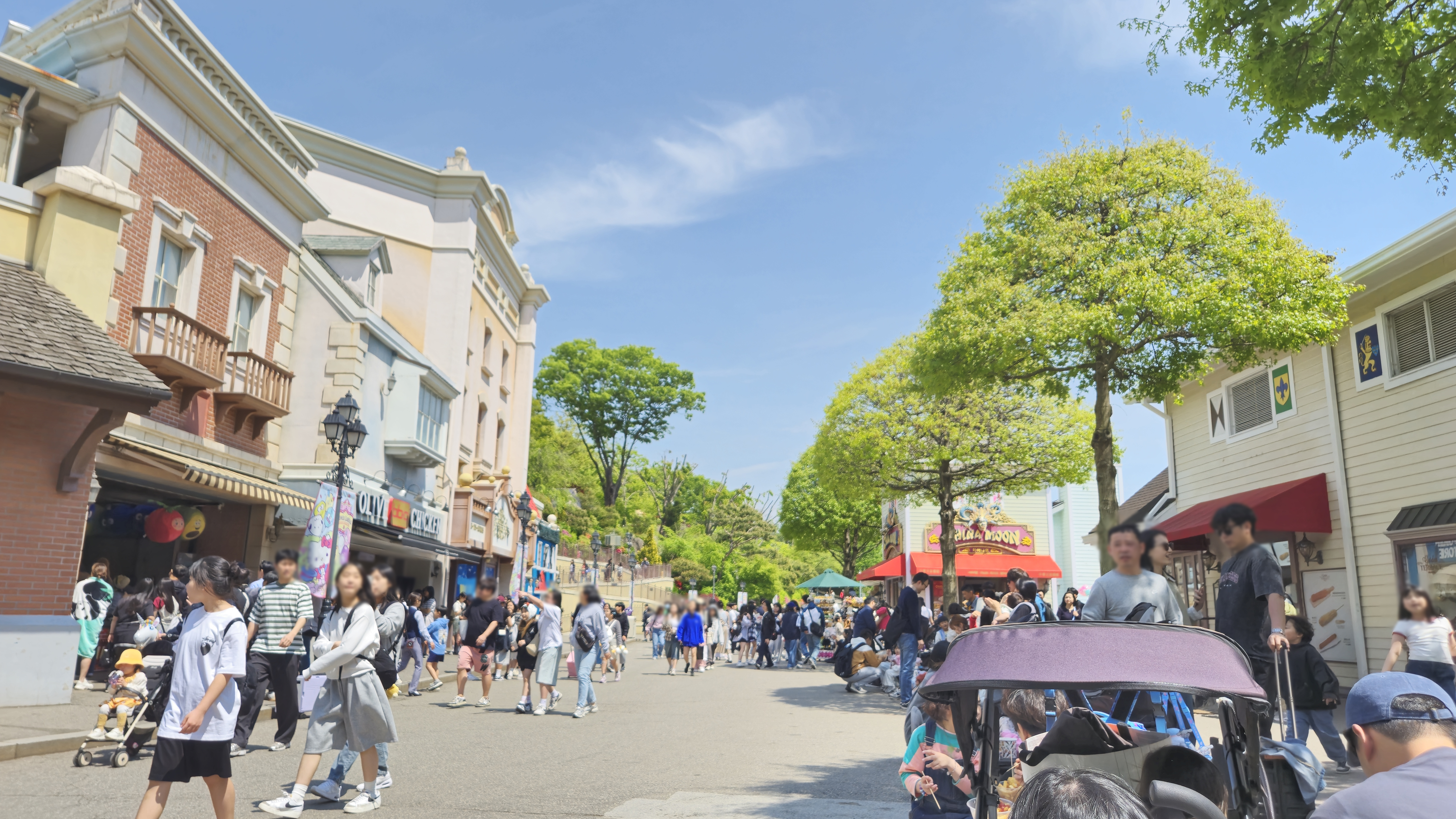
퍼레이드 거리
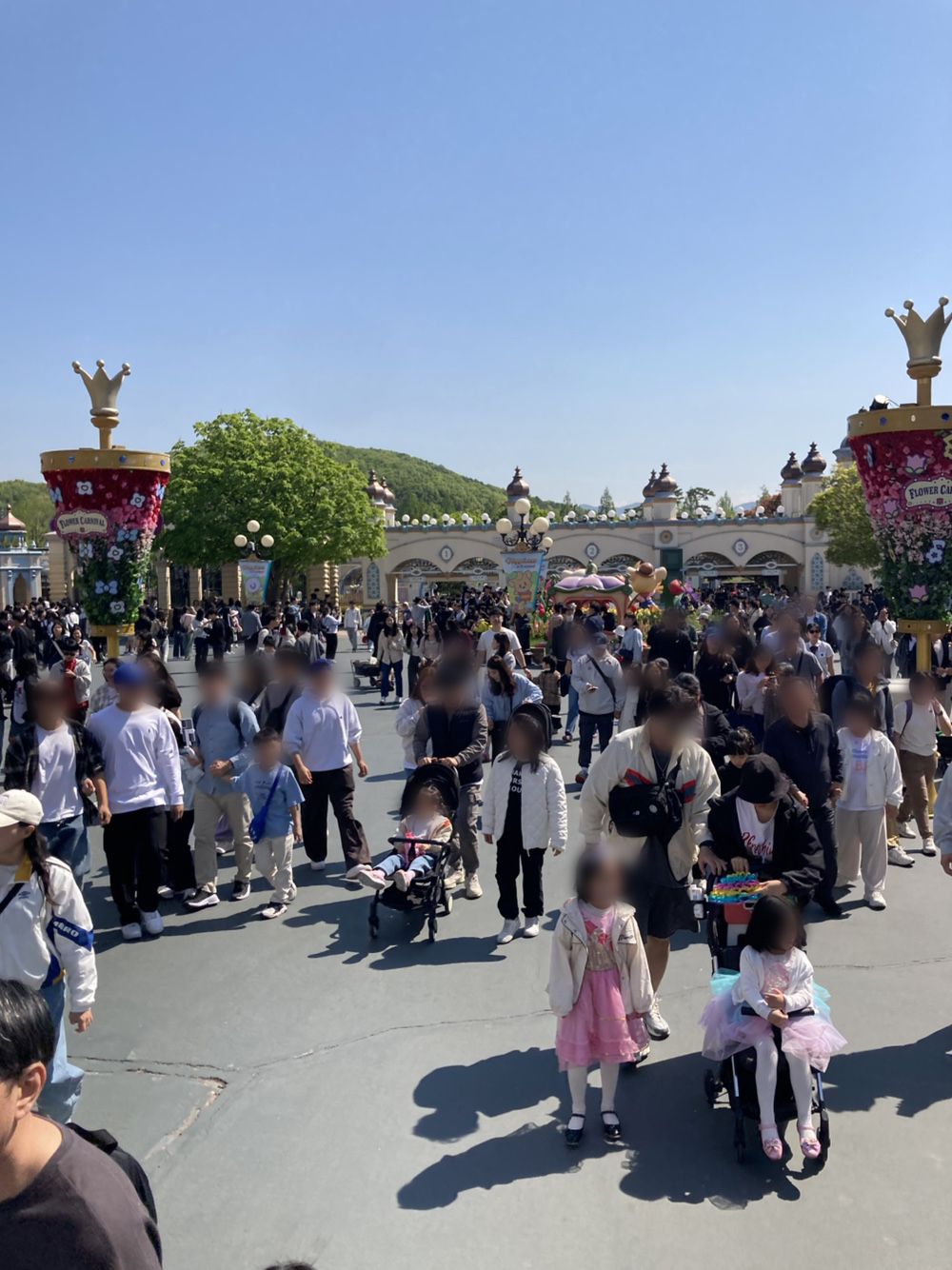
입장 후 즐거운 모습

### 퍼포먼스 & 테마

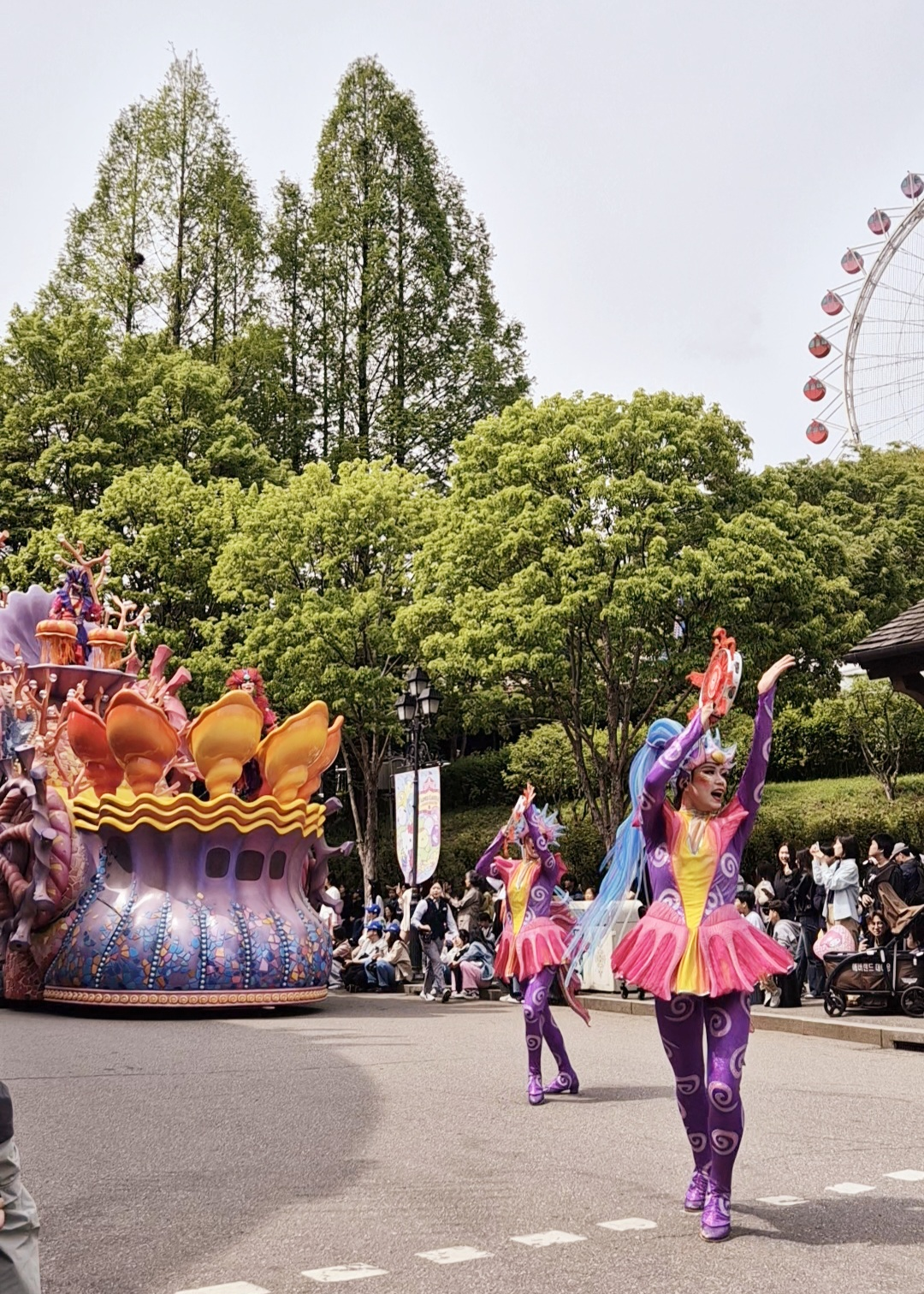
에버랜드 퍼레이드
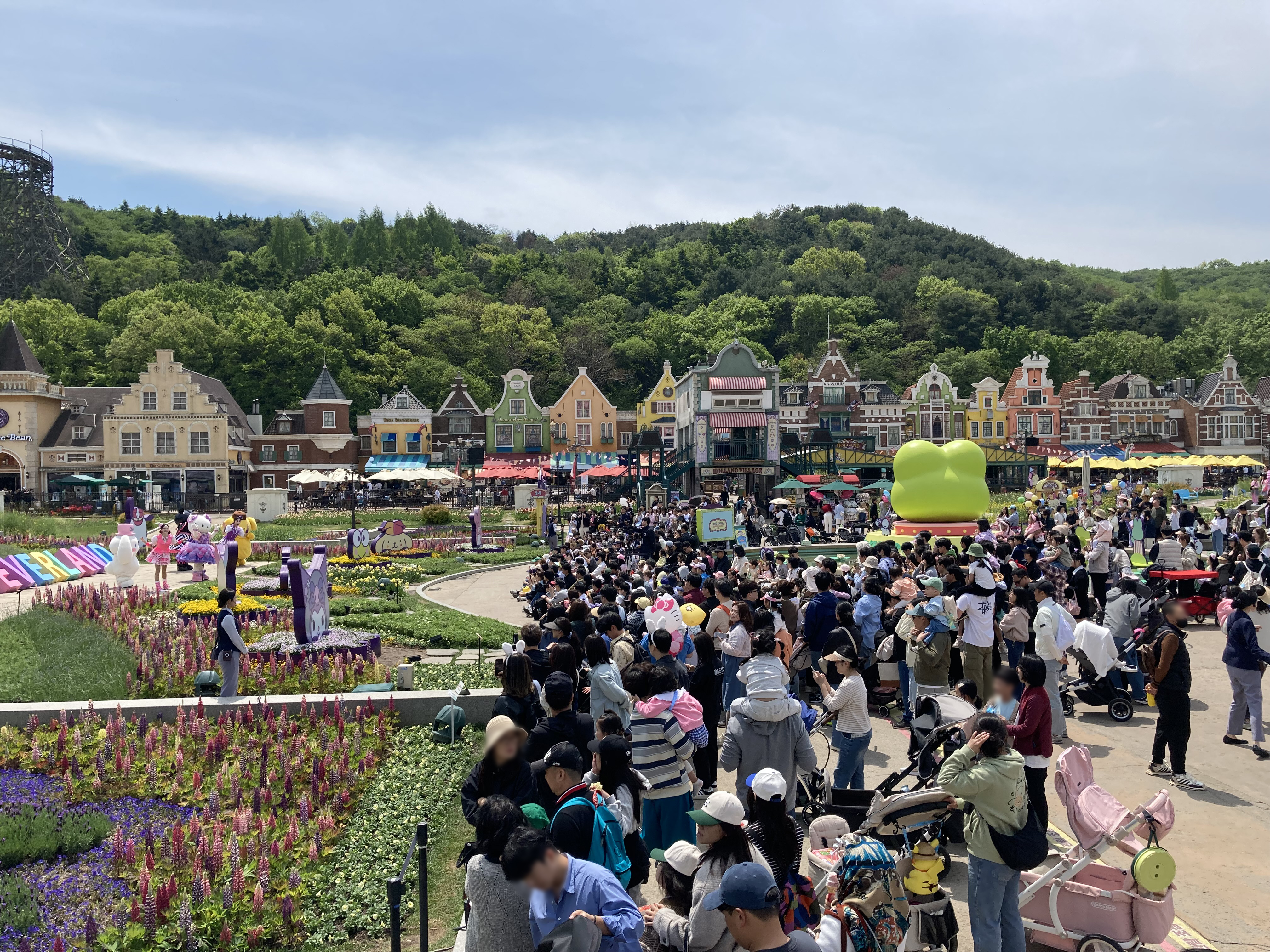
포시즌스 산리오댄스타임
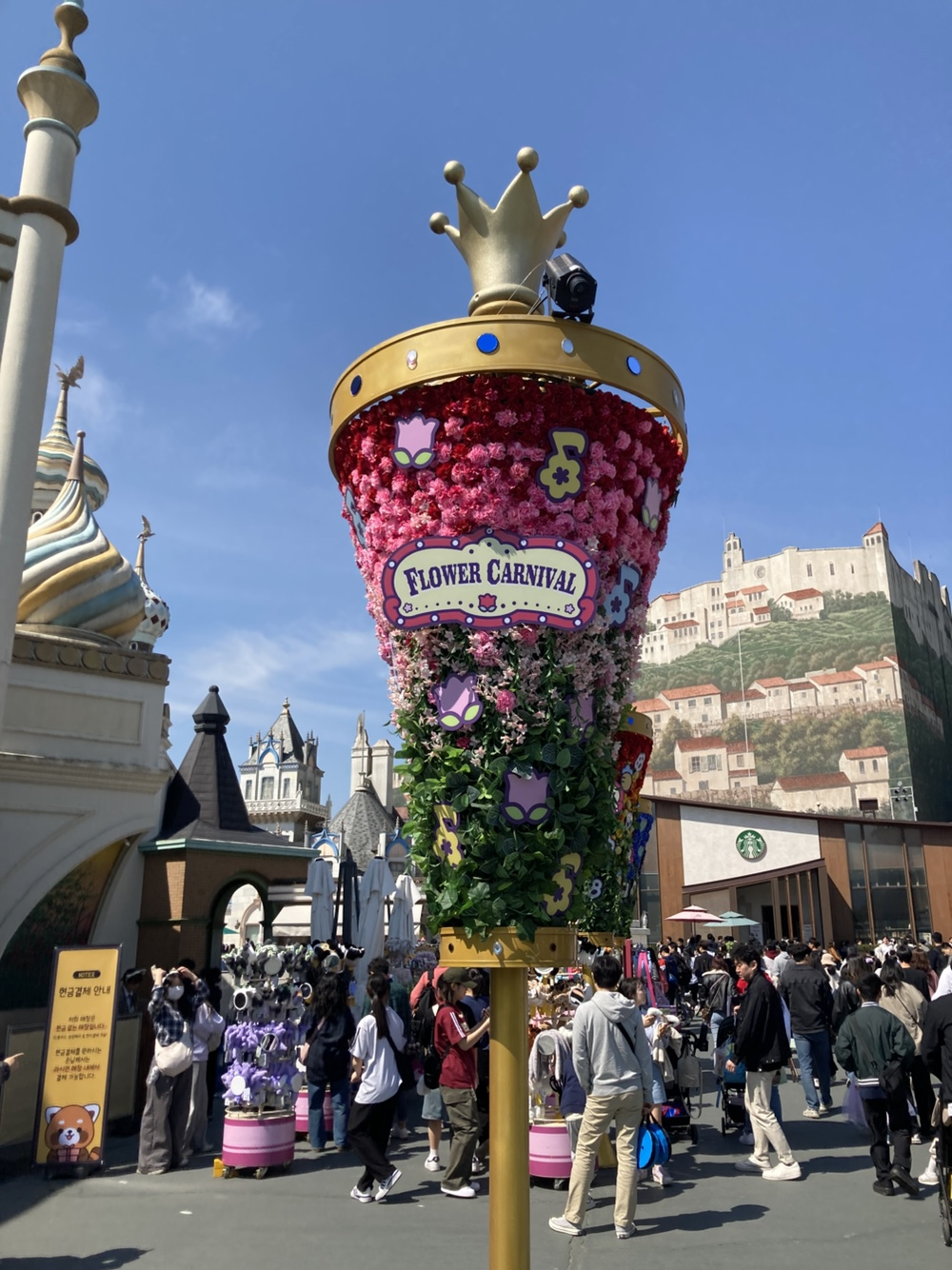
플라워카니발
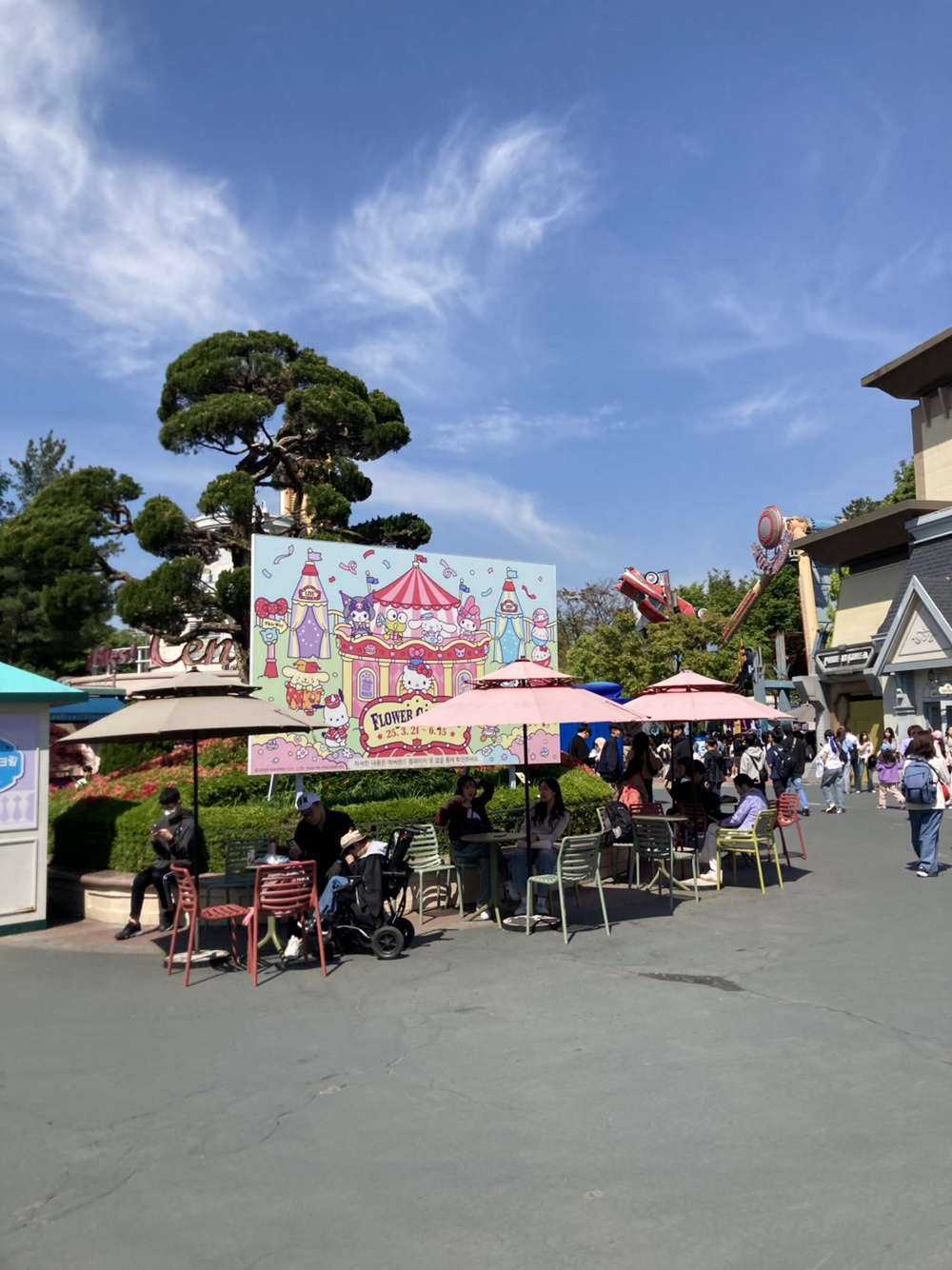
플라워카니발 & 산리오

### 마스코트

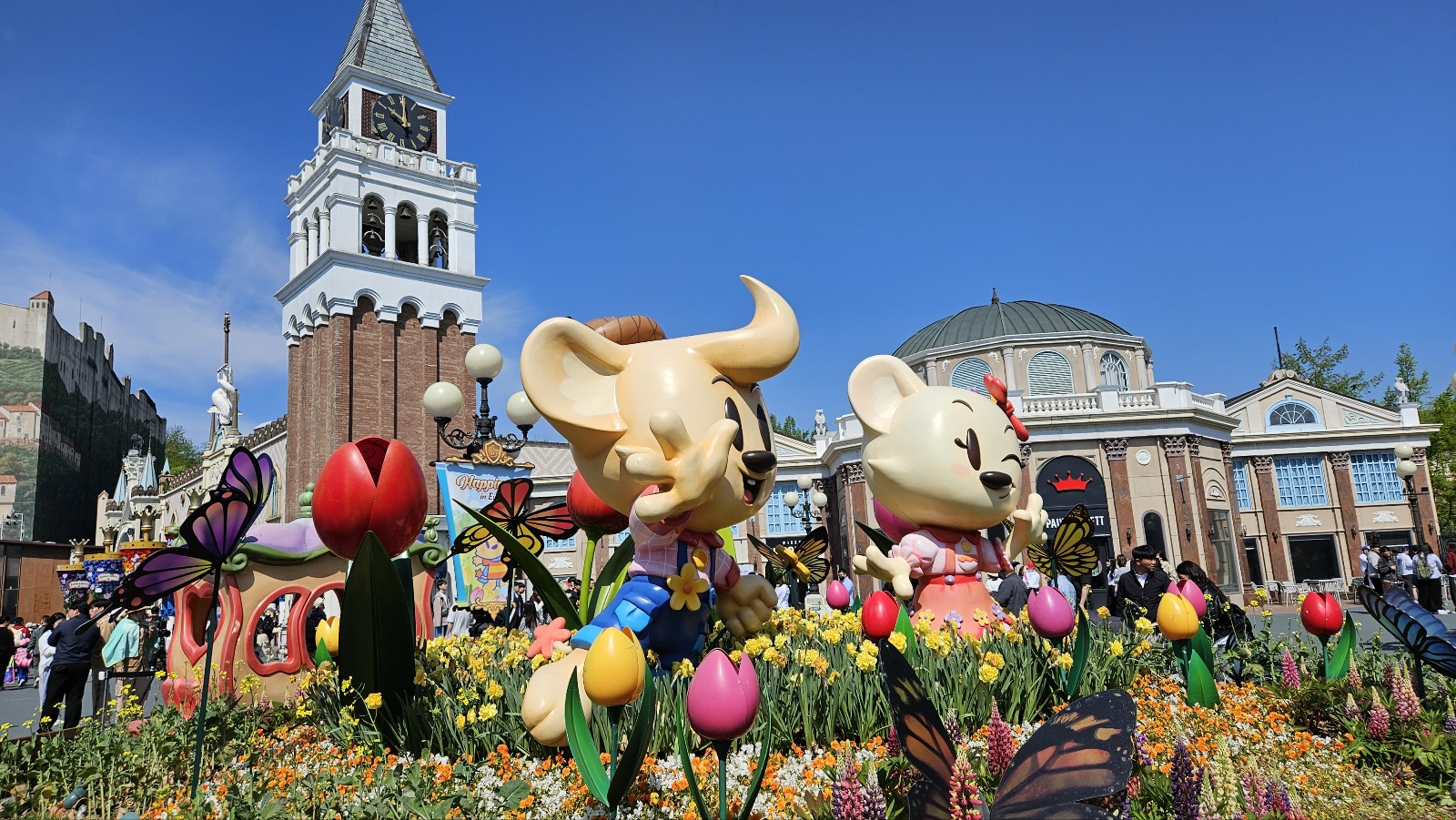
레니와 라라
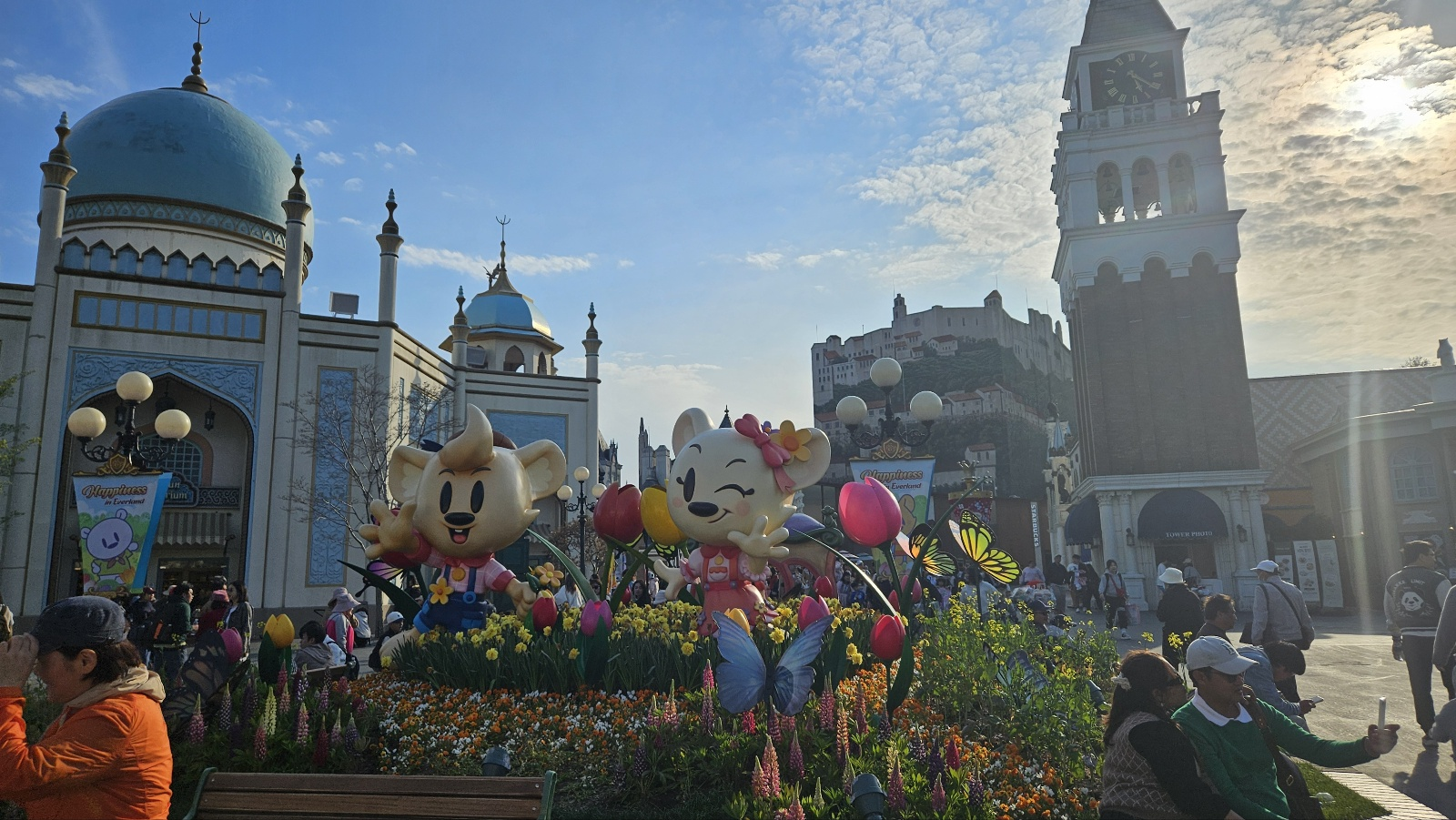
레니와 라라(정문측면)

### 시설

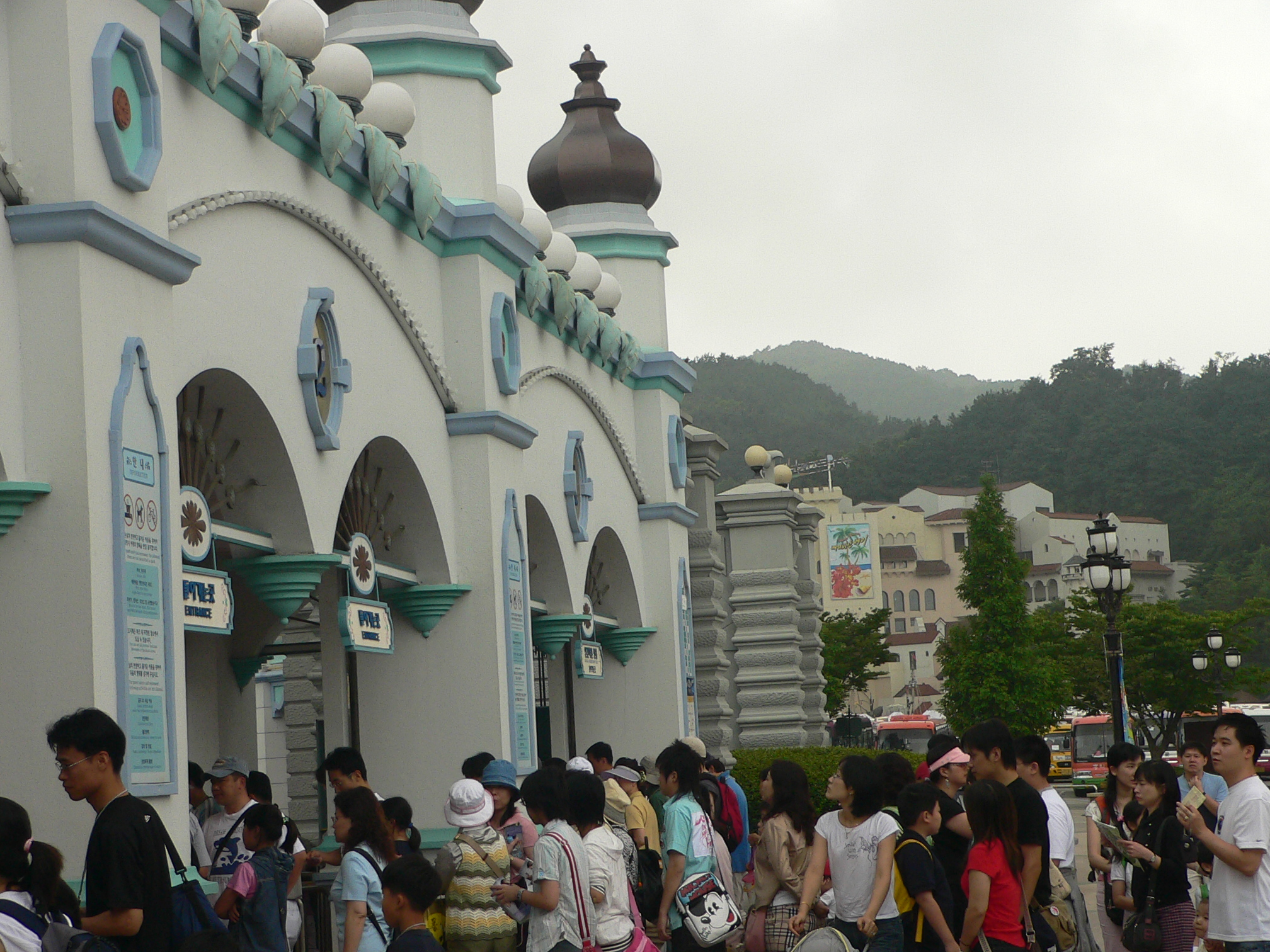
정문
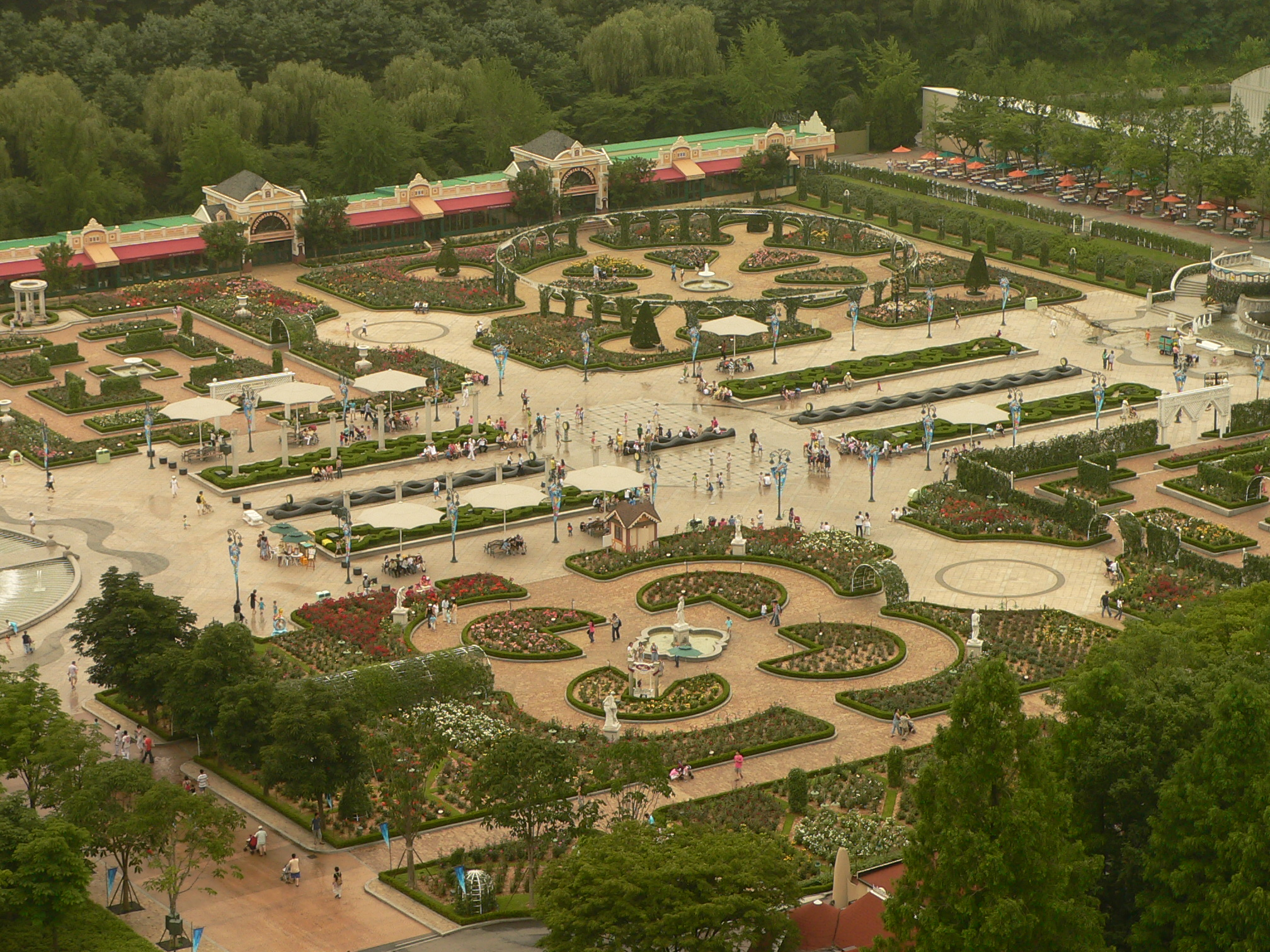
장미원
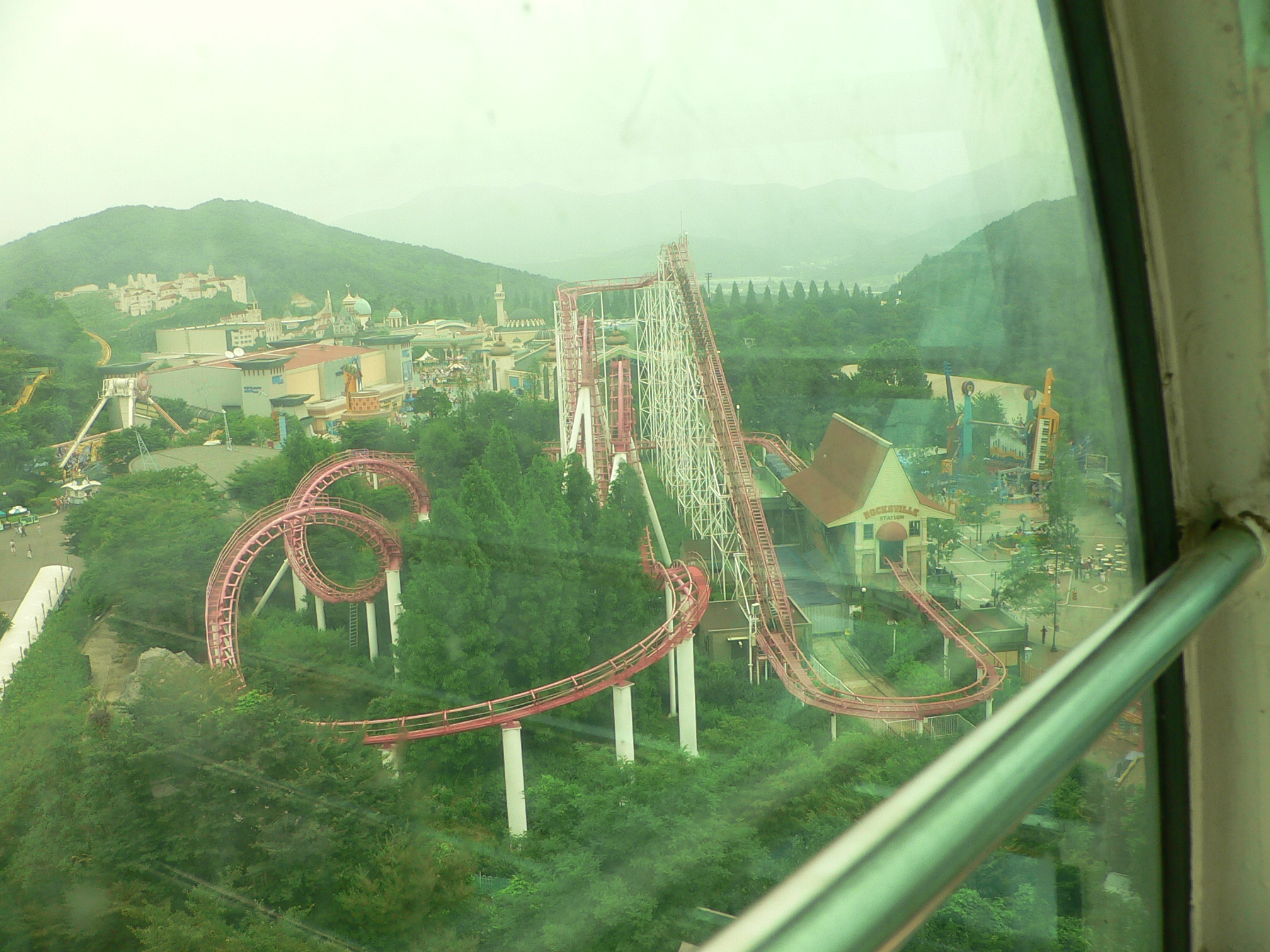
롤링x트레인의 모습
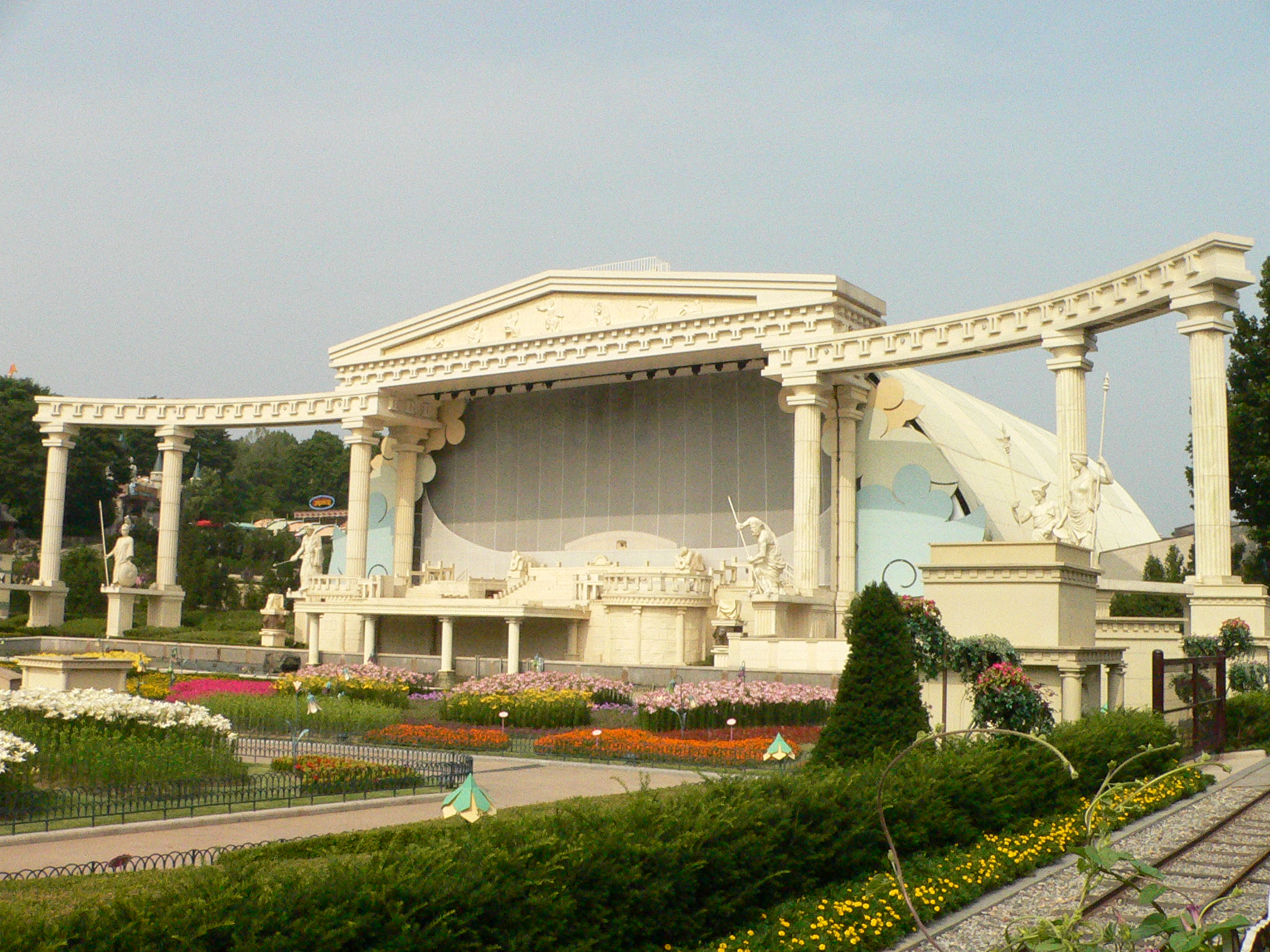
포시즌스 가든
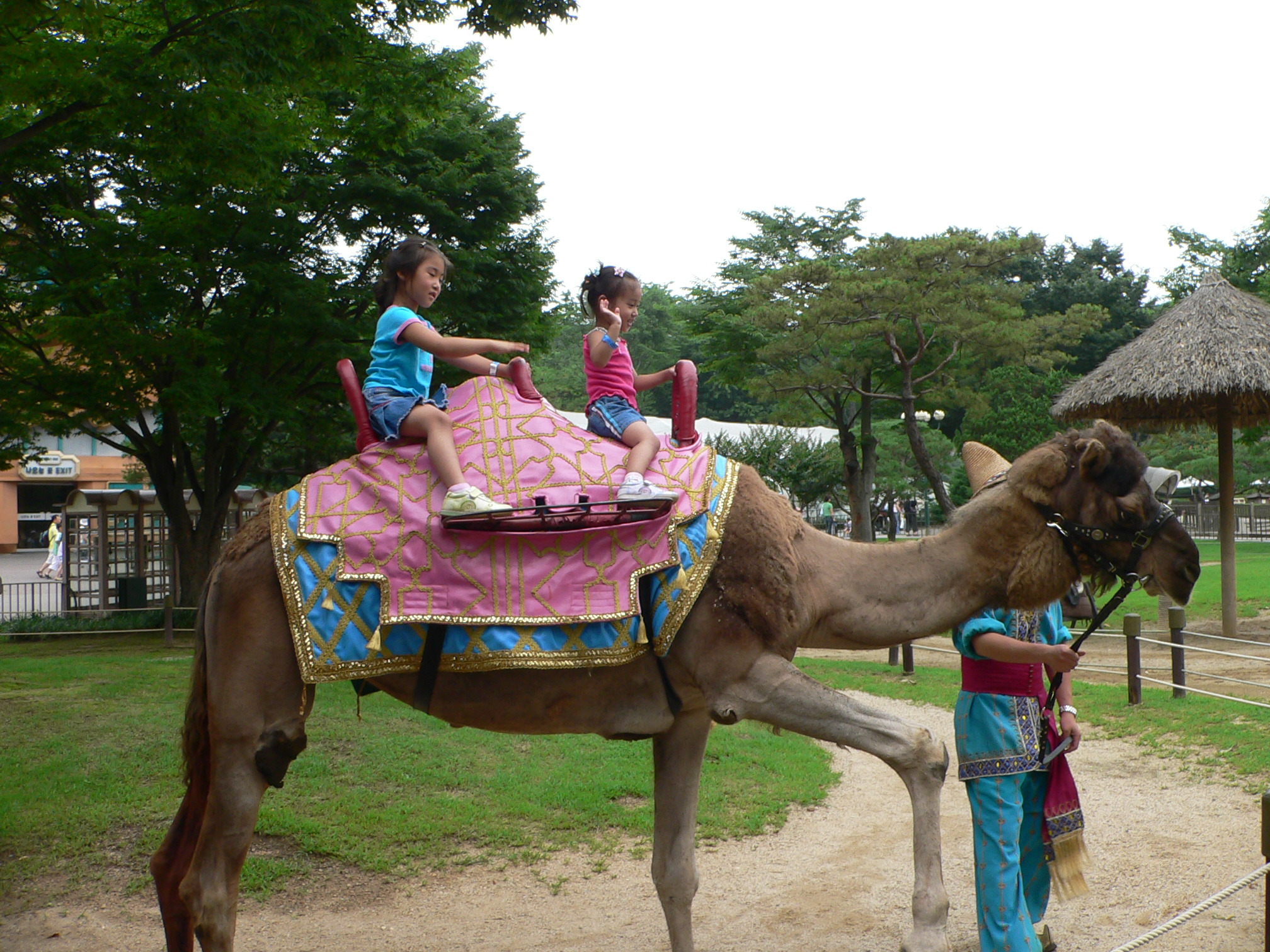
현재는 사라진 낙타 타기
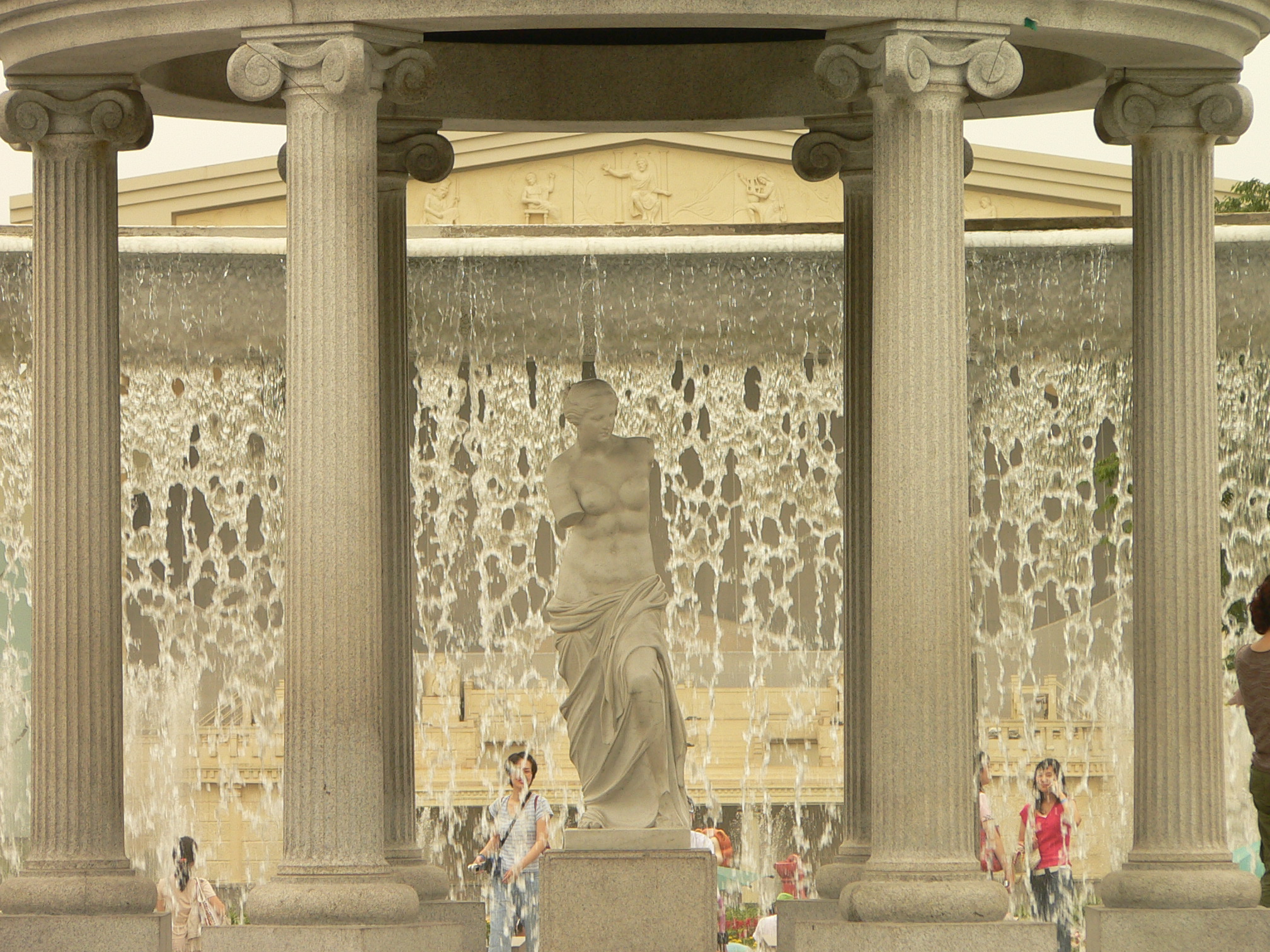
조각상
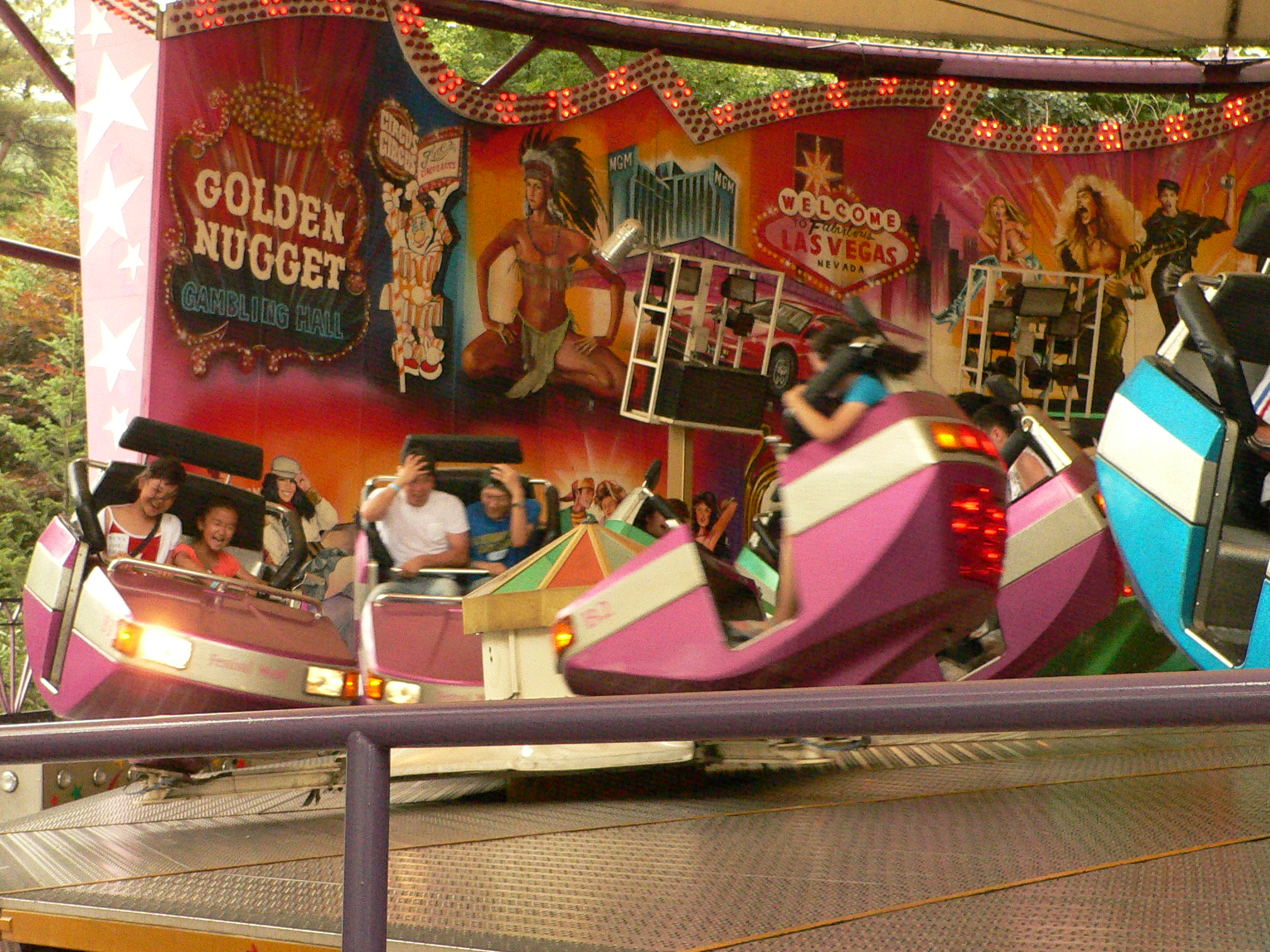
놀이기구
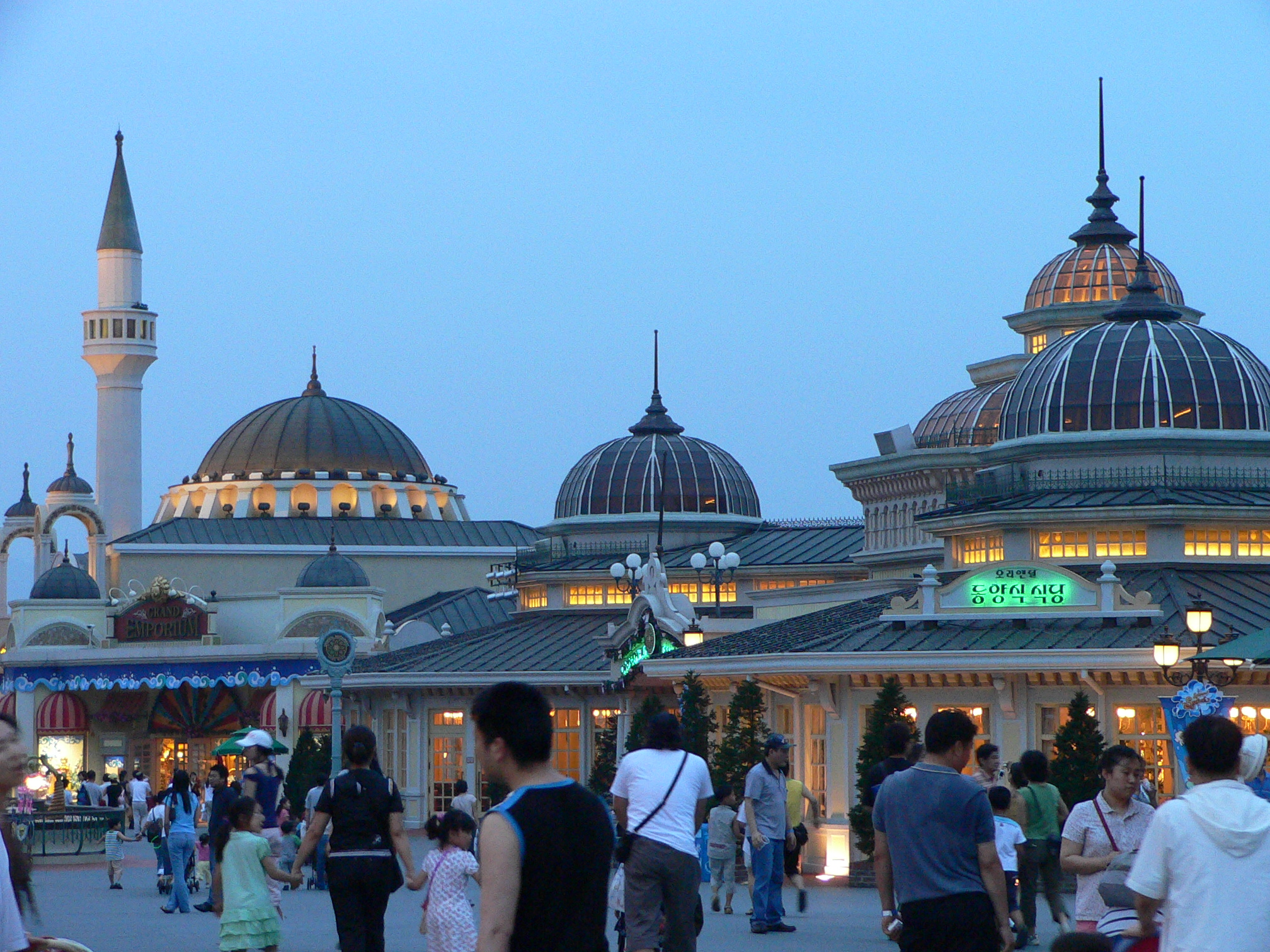
글로벌 페어
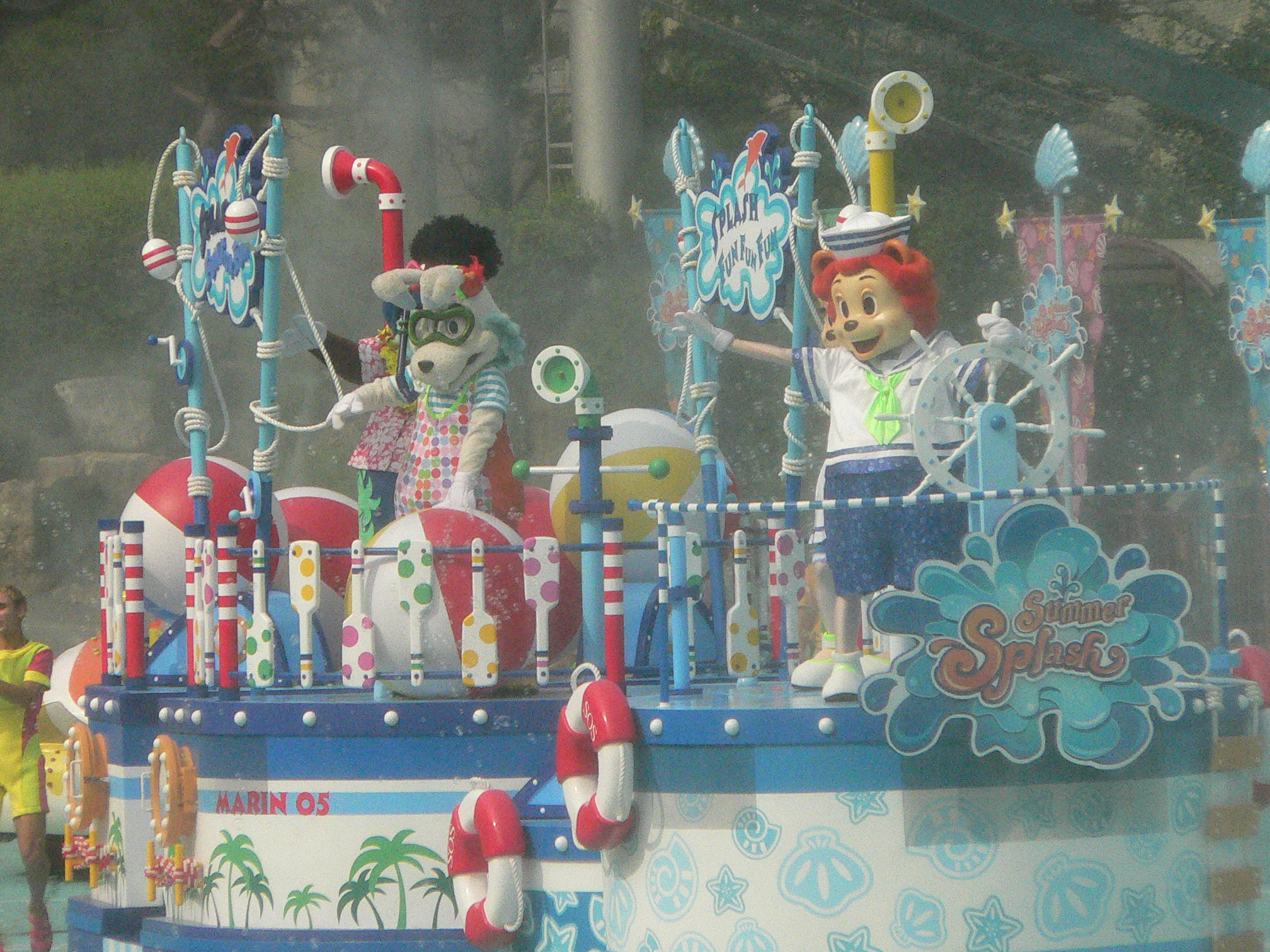
에버랜드 마스코트 케이크
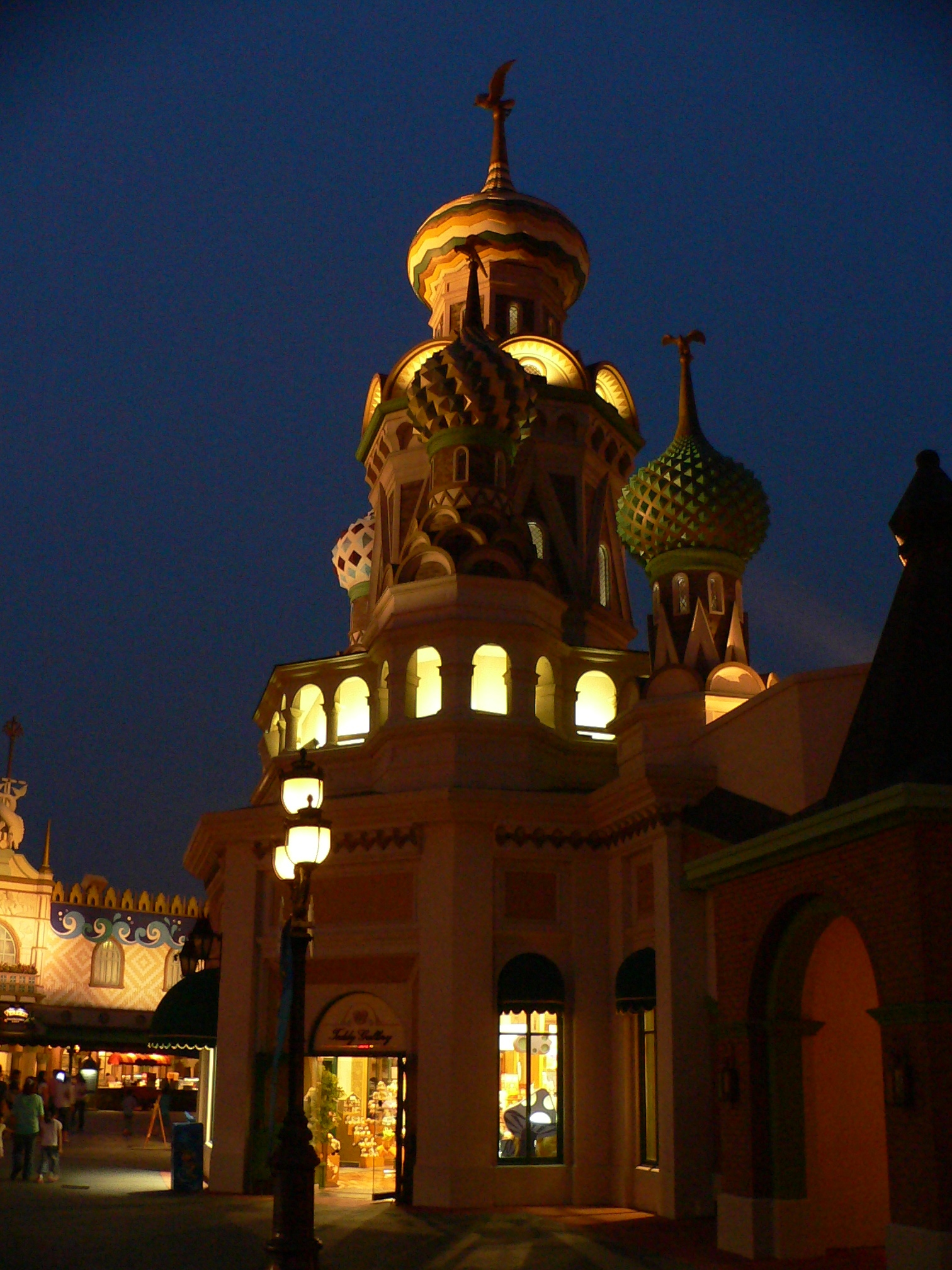
라시언 메모리엄
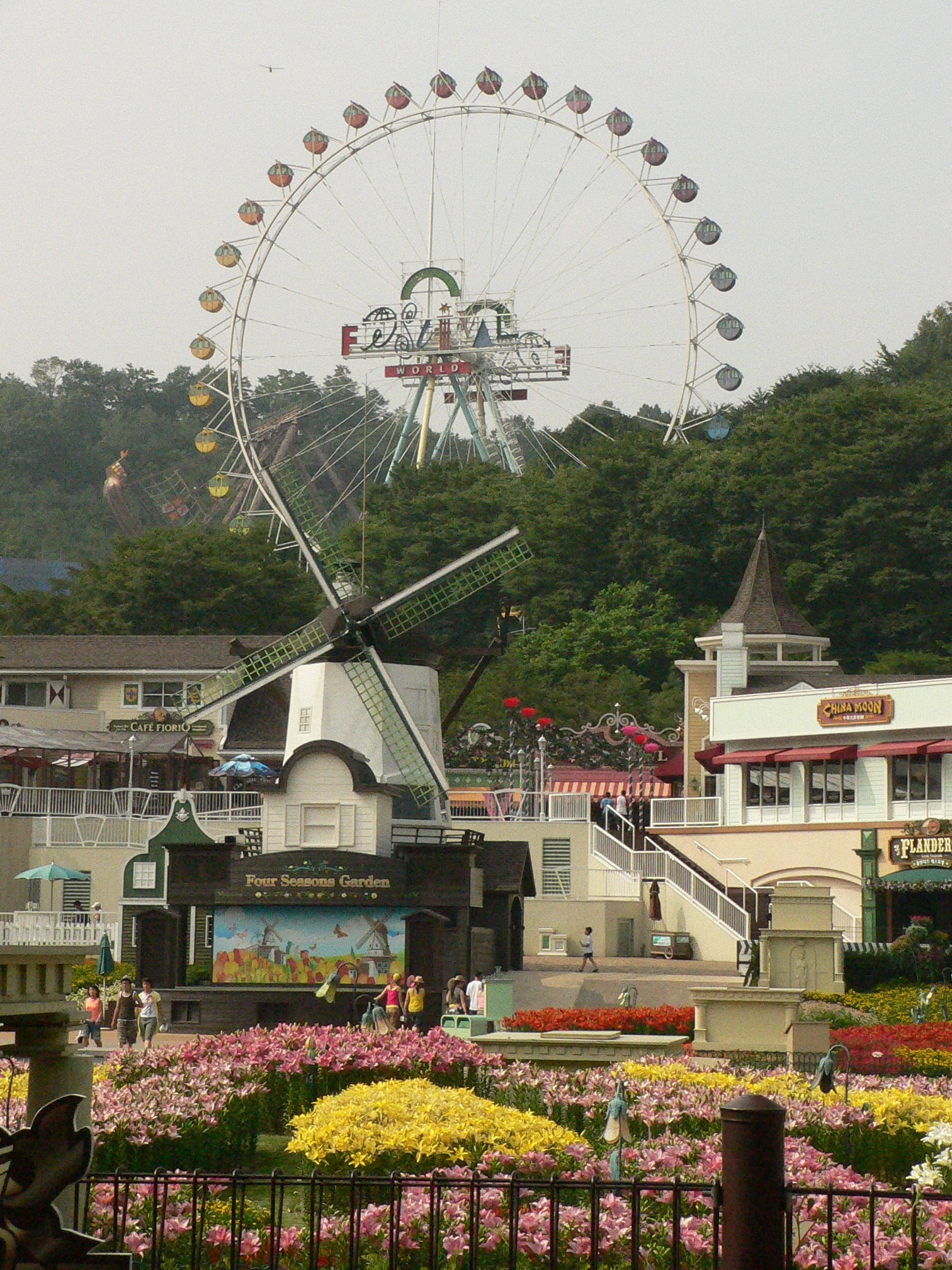
관람차&포시즌스
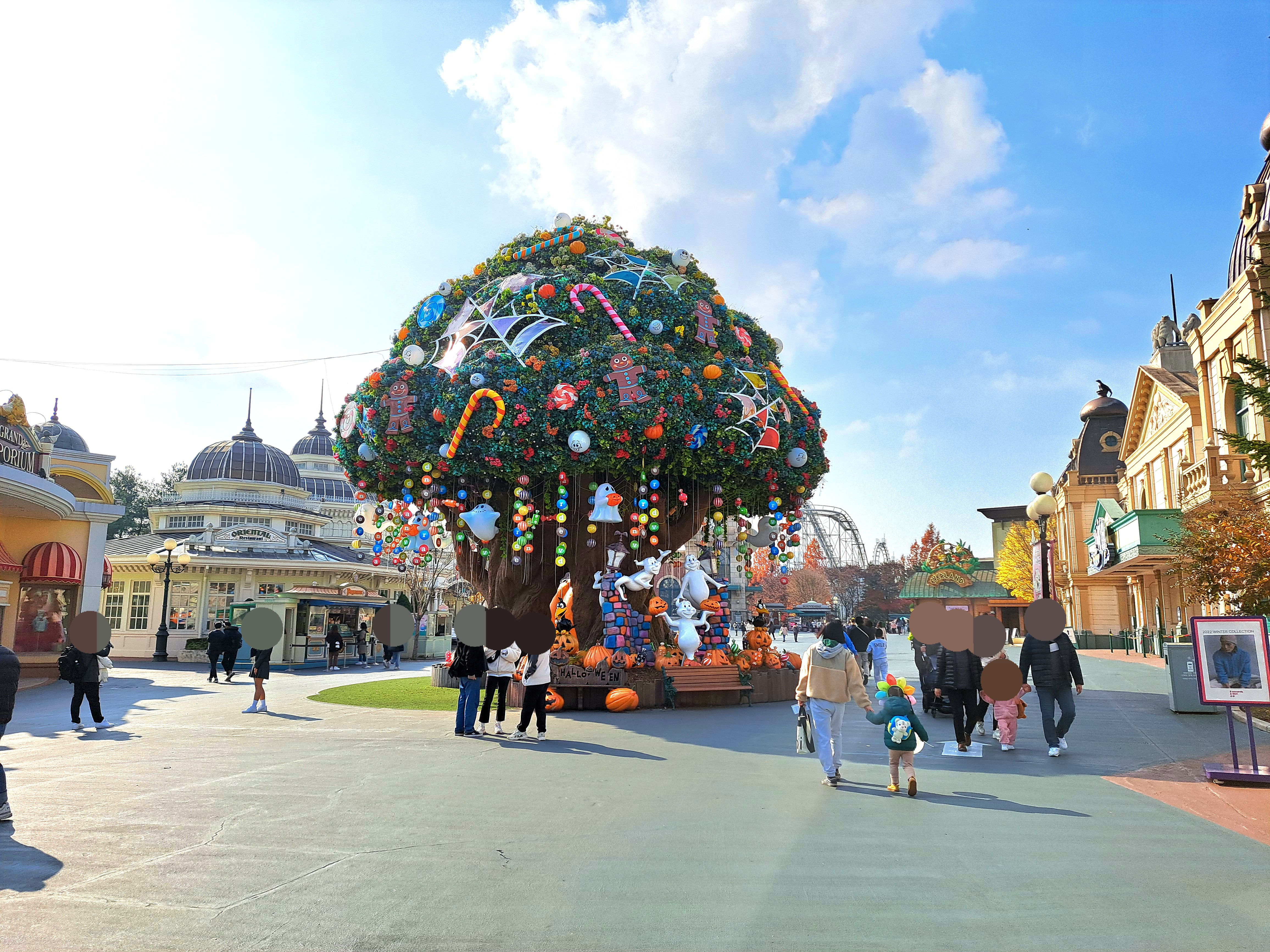
현재는 철거된 매직트리
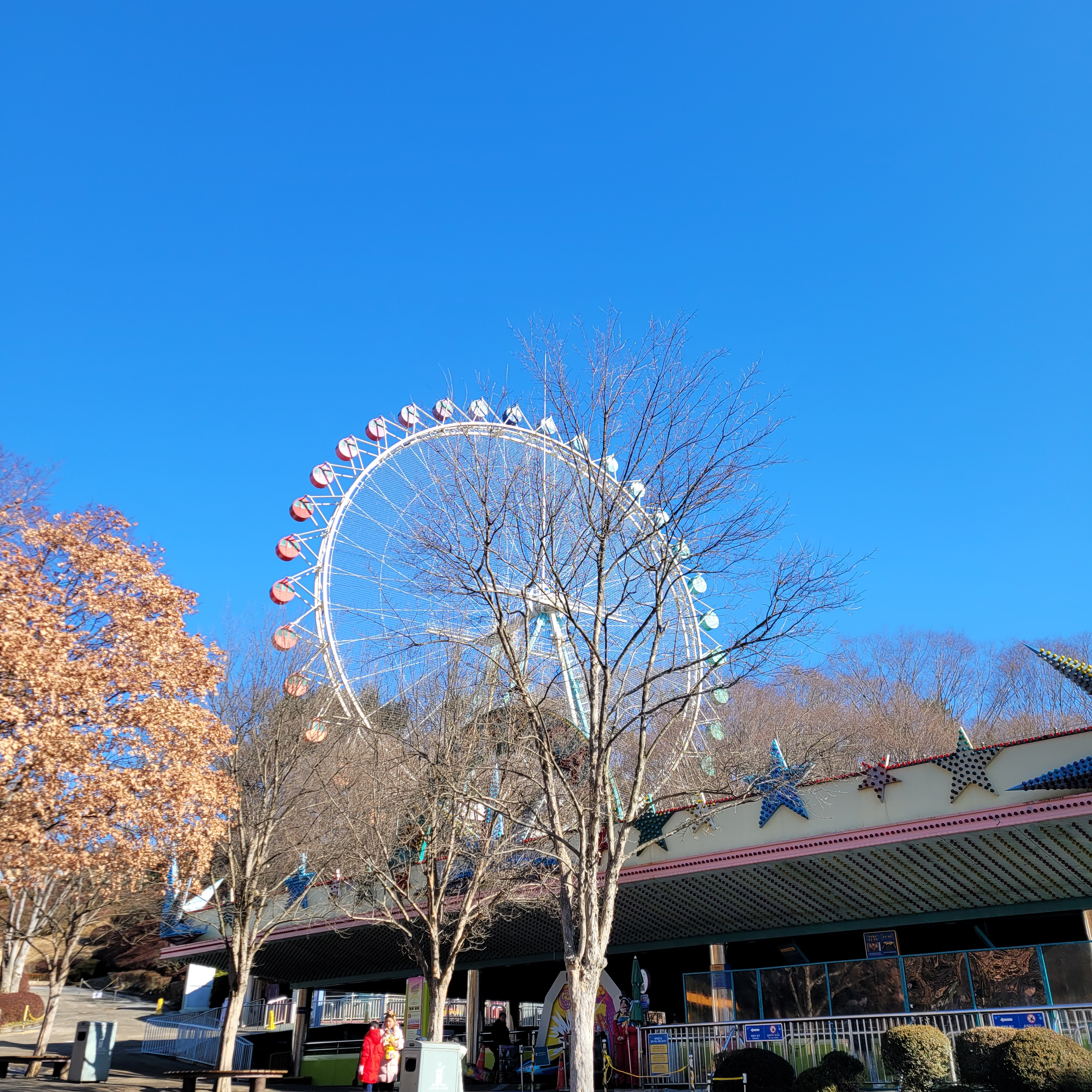
에버랜드에 있는 대관람차와 범퍼카
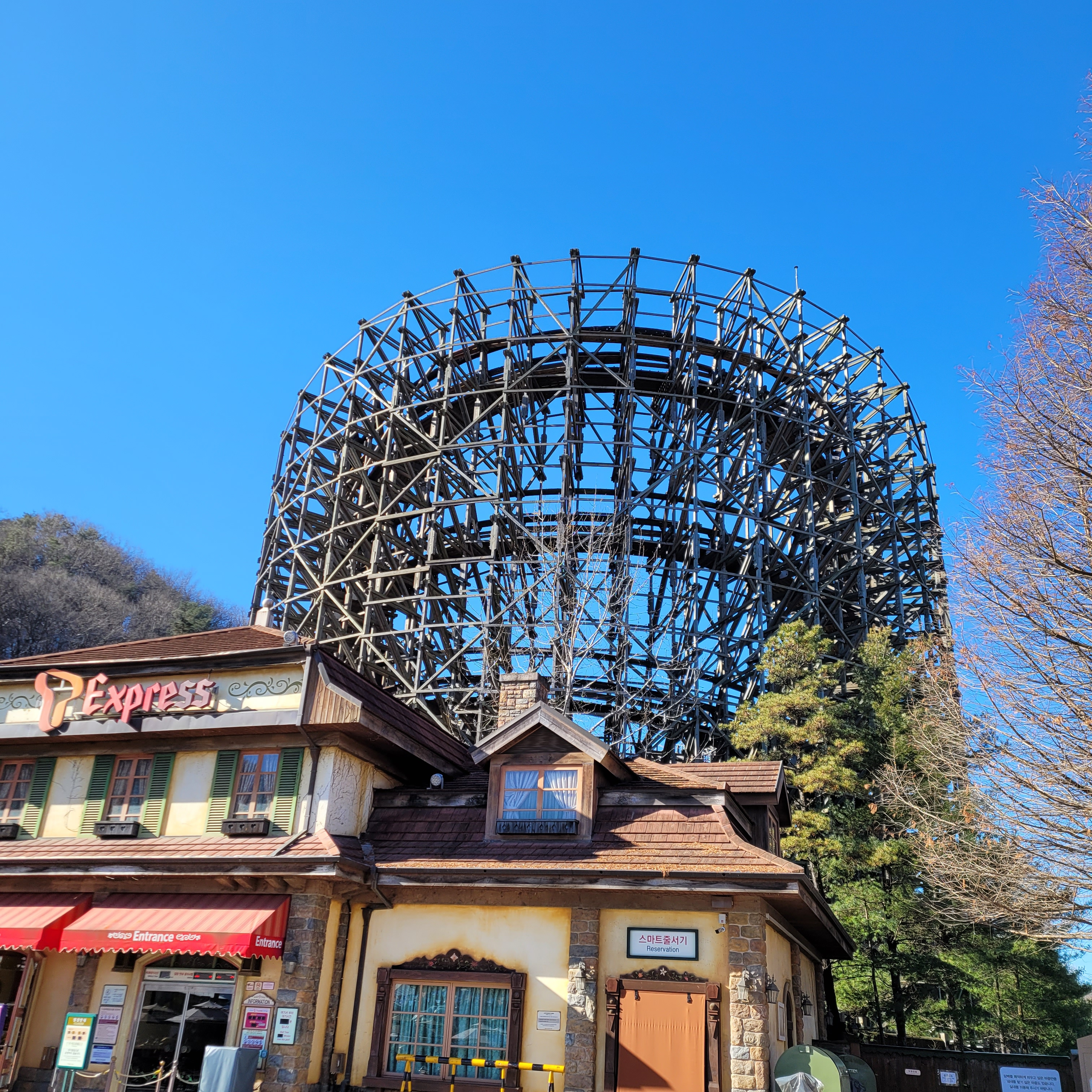
T 익스프레스의 트랙과 입구
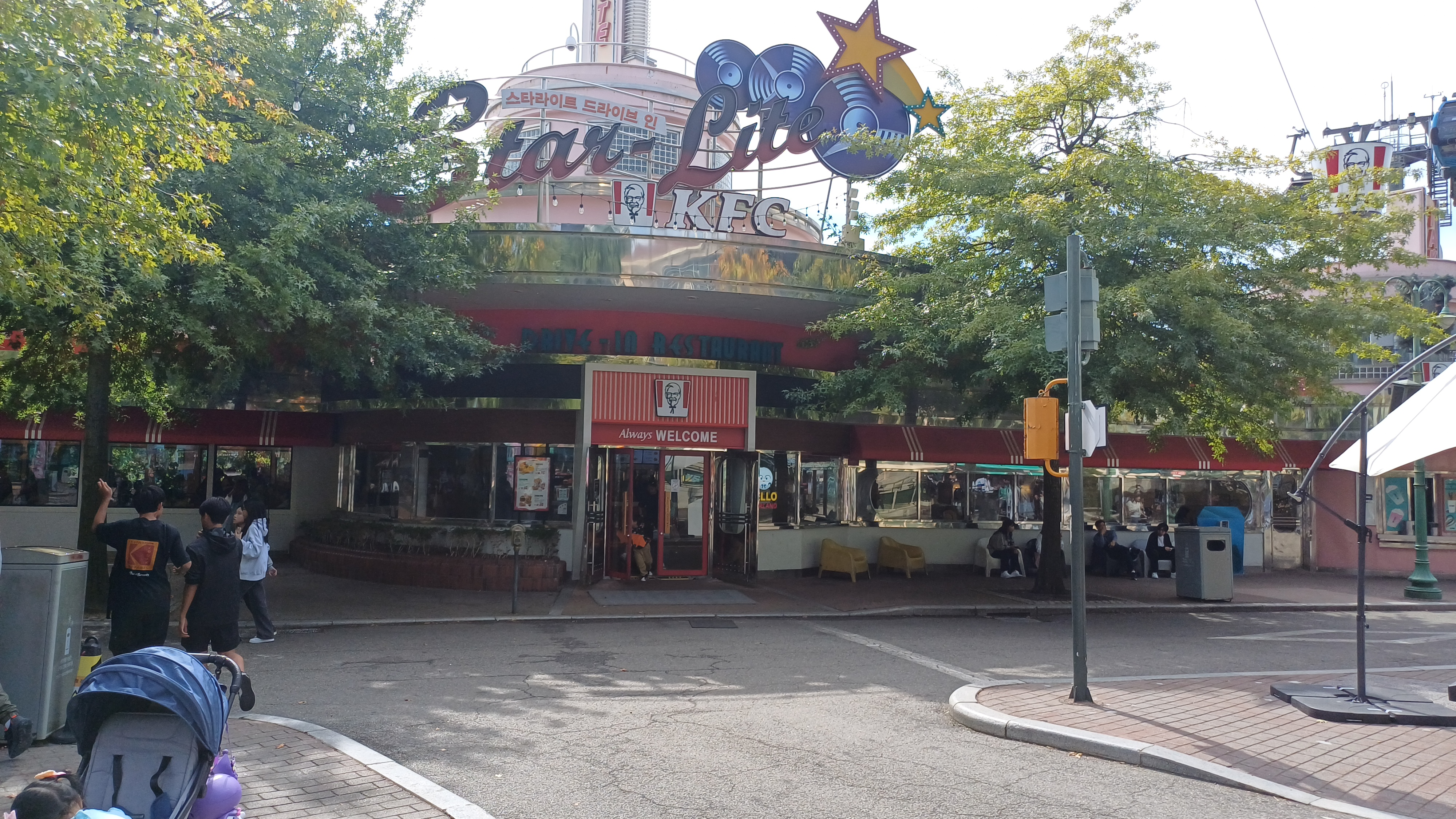
KFC 용인 에버랜드점
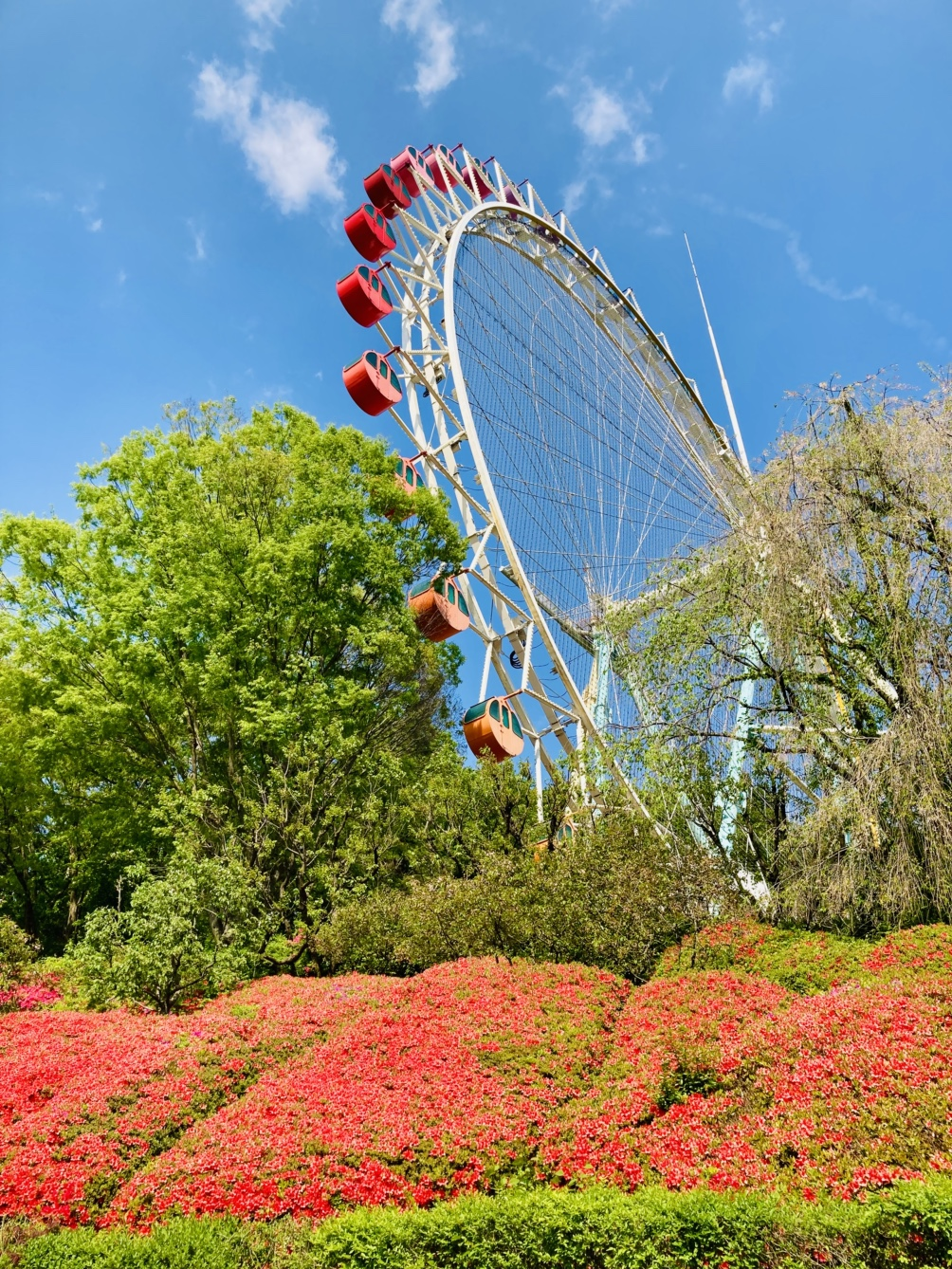
에버랜드 관람차와 정원
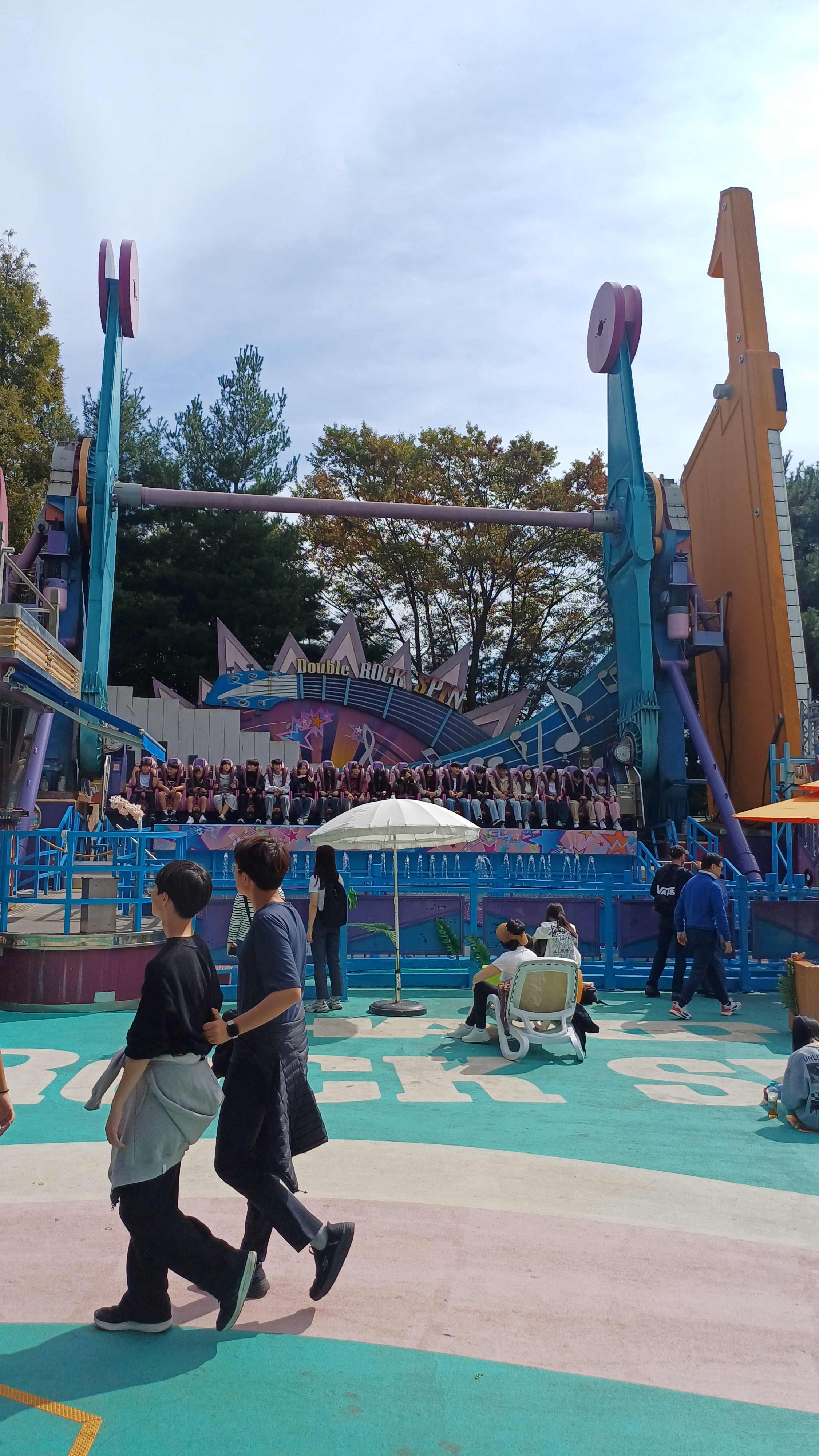
더블 락 스핀
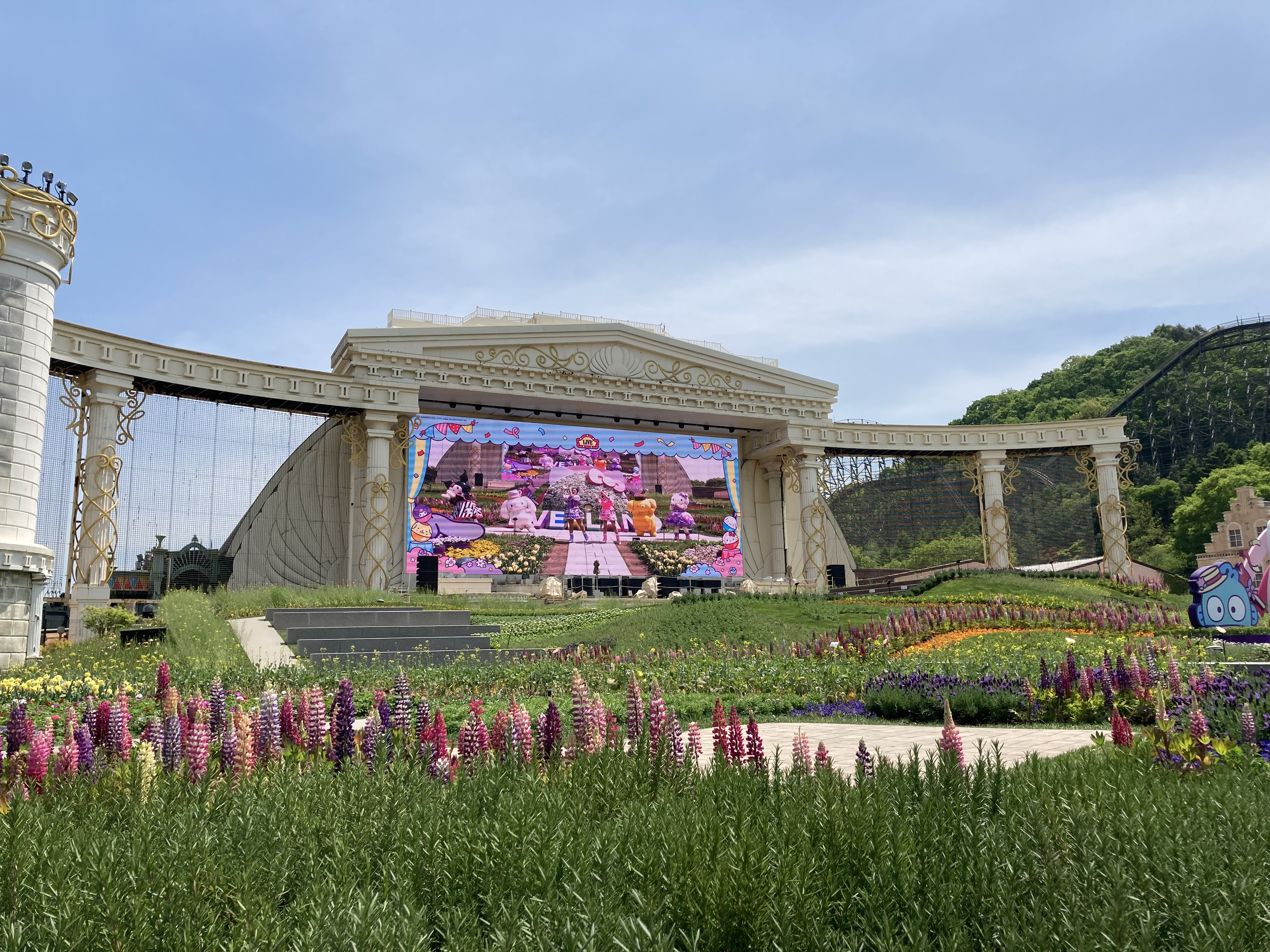
포시즌스 가든(2025년 05월)
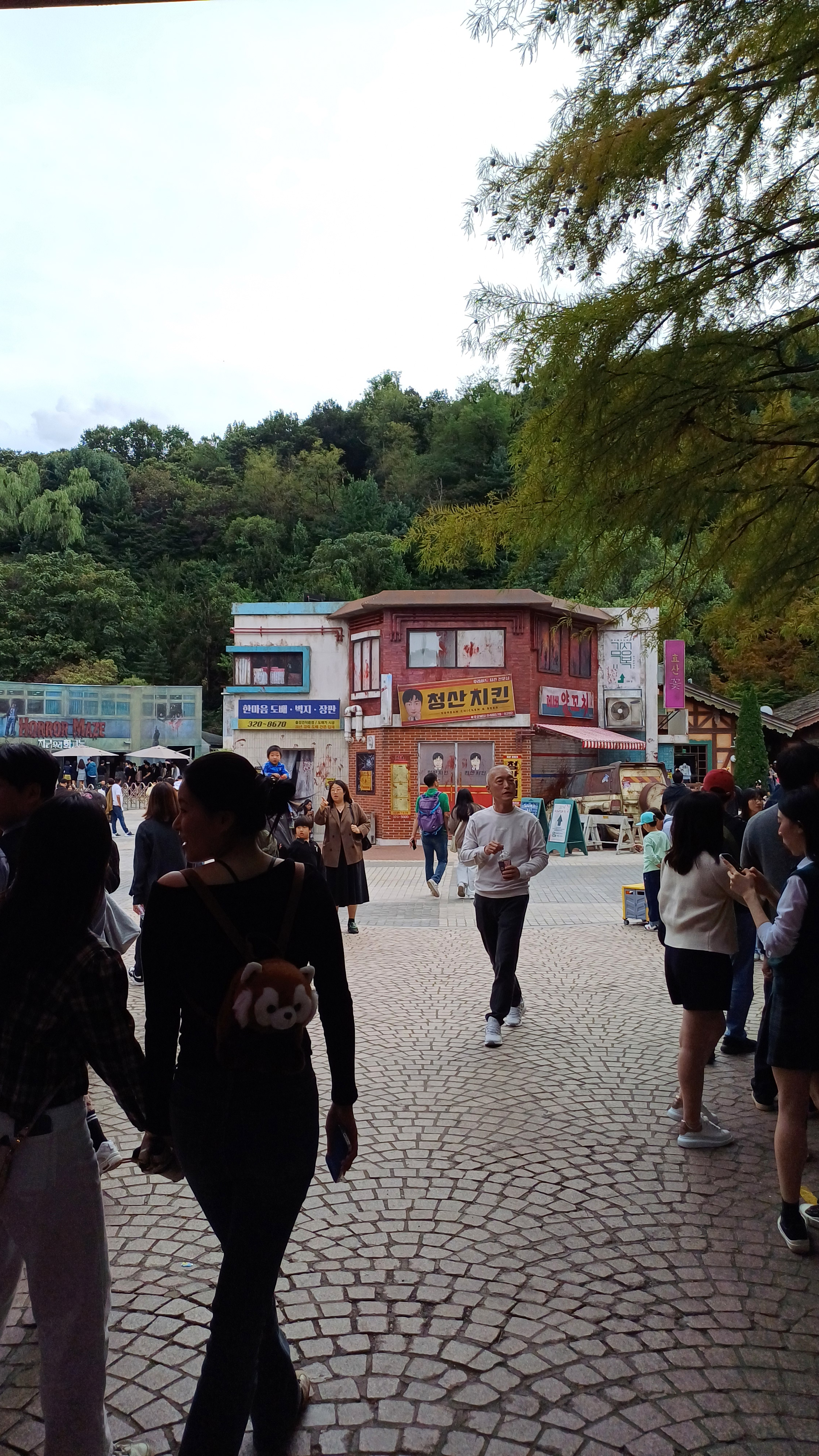
지금 우리 학교의 효산고등학교
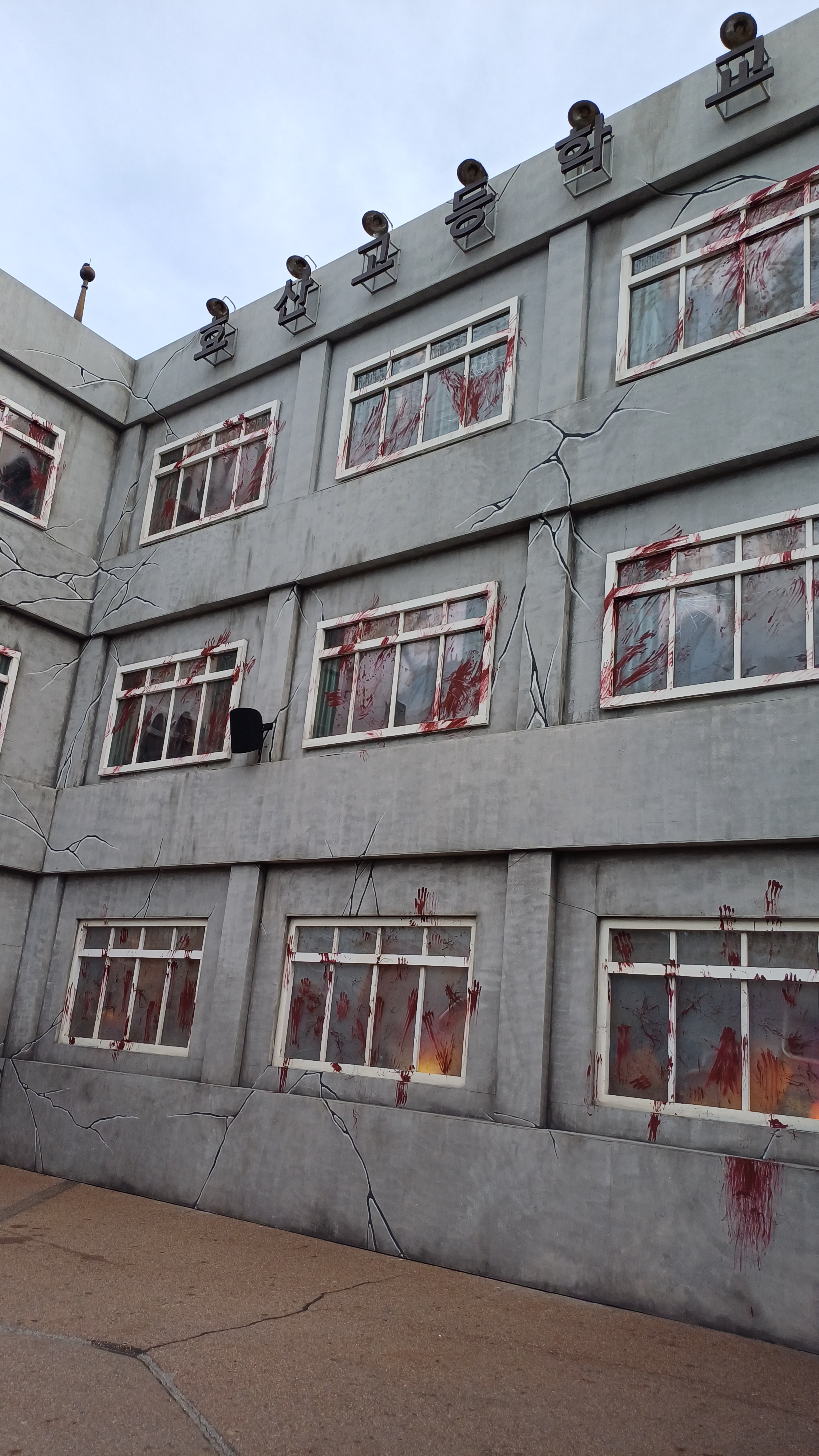
지금 우리 학교의 효산고등학교
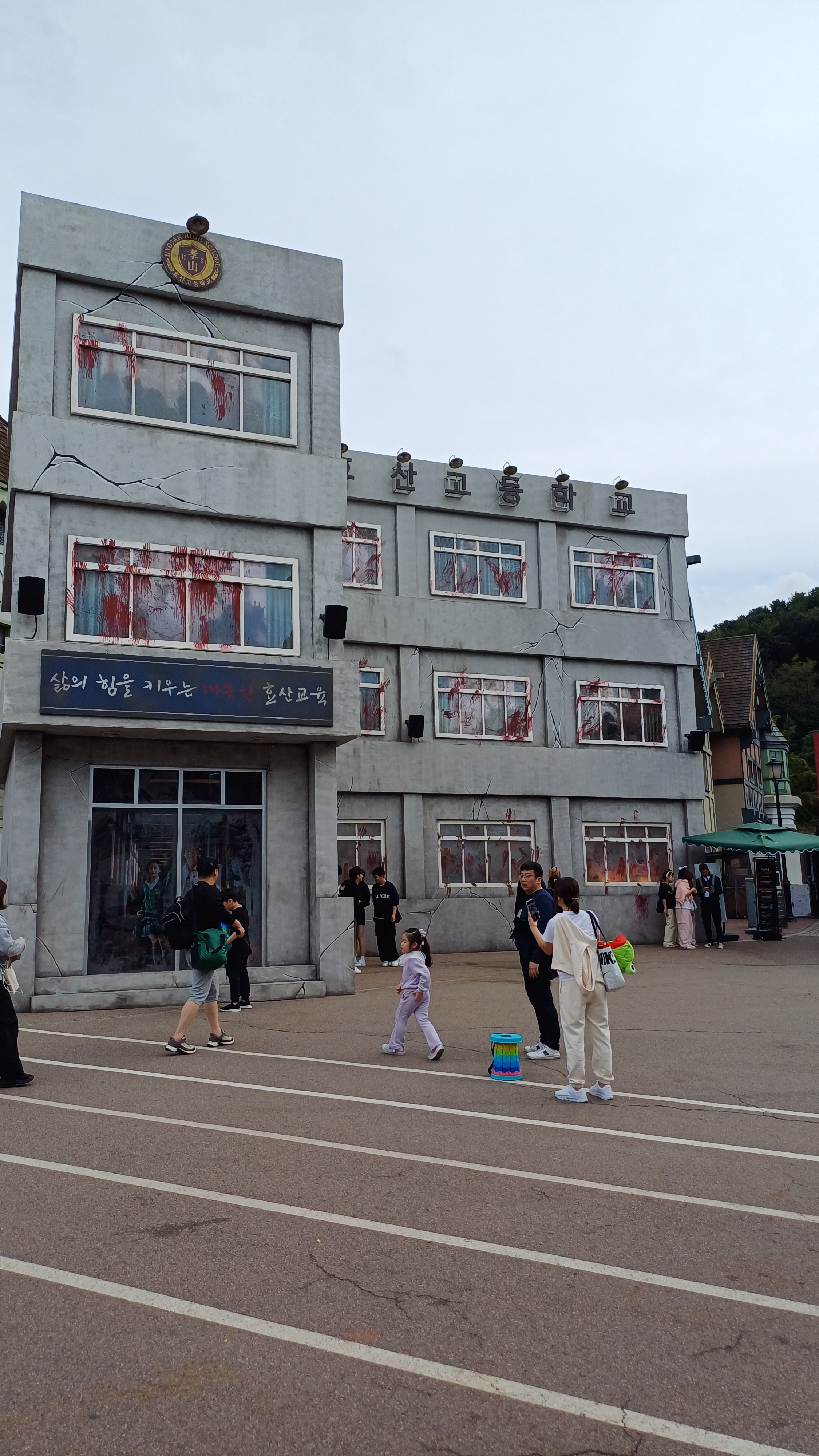
지금 우리 학교의 효산고등학교
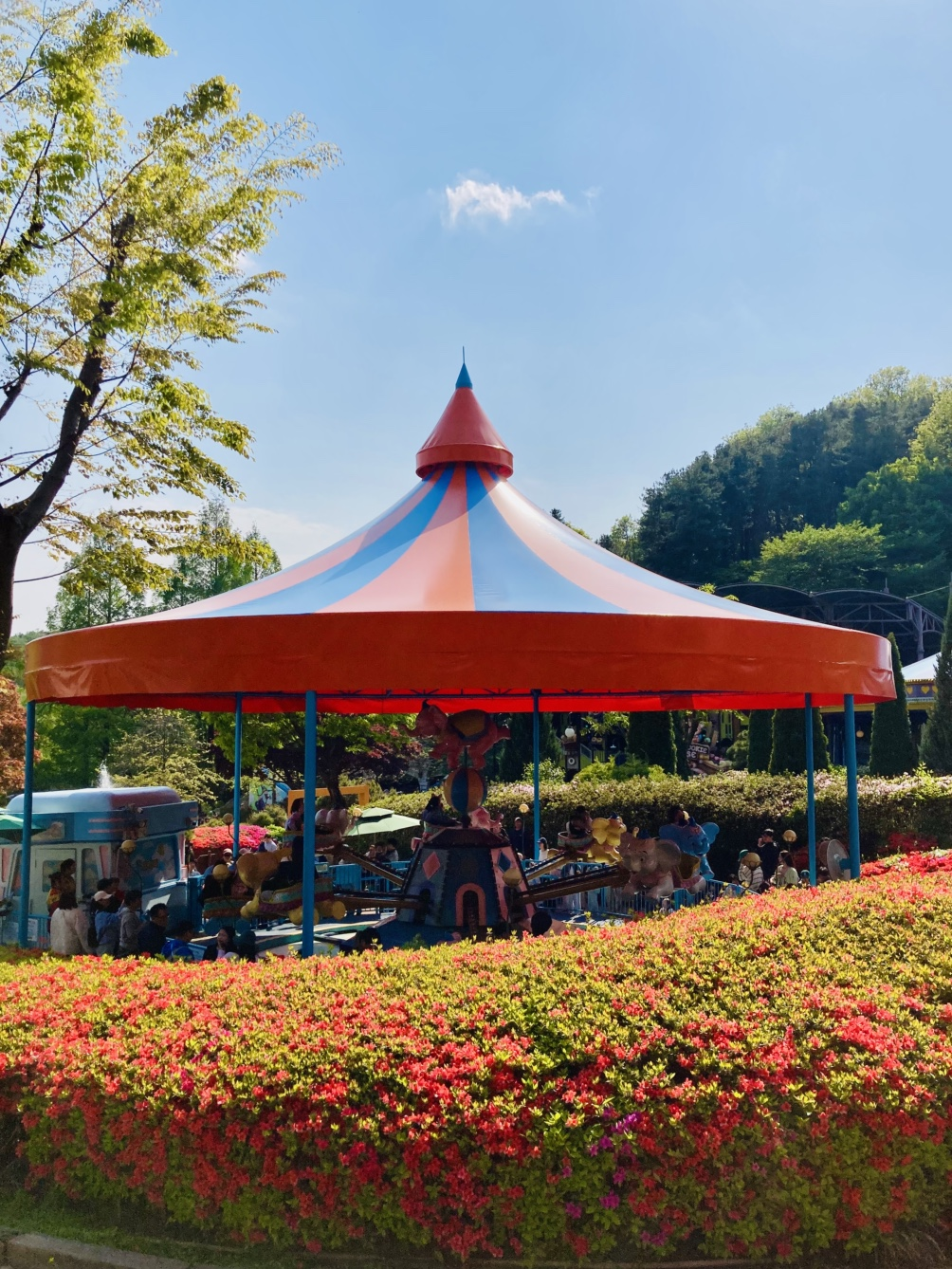
나는 코끼리
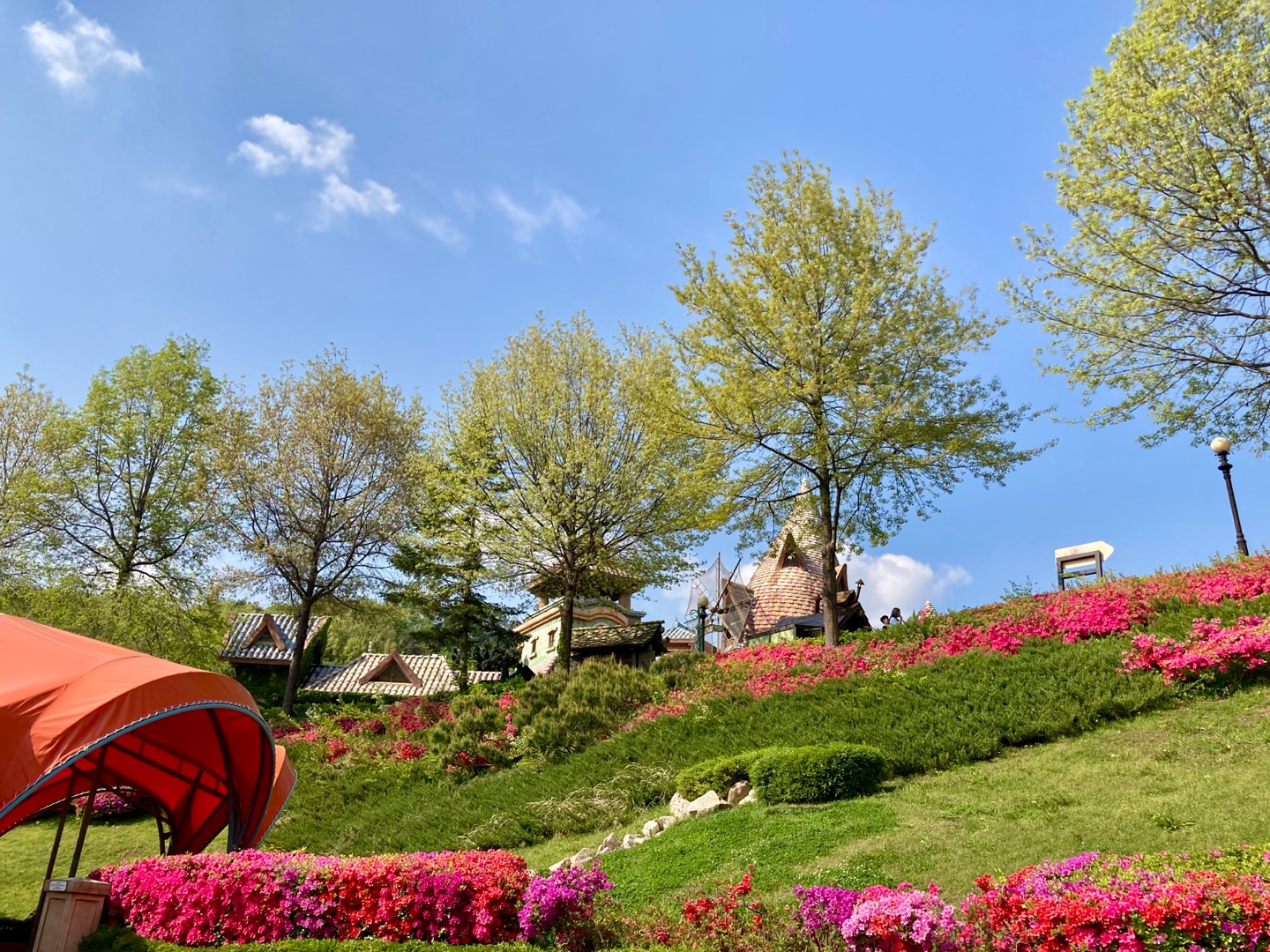
5월의 정원
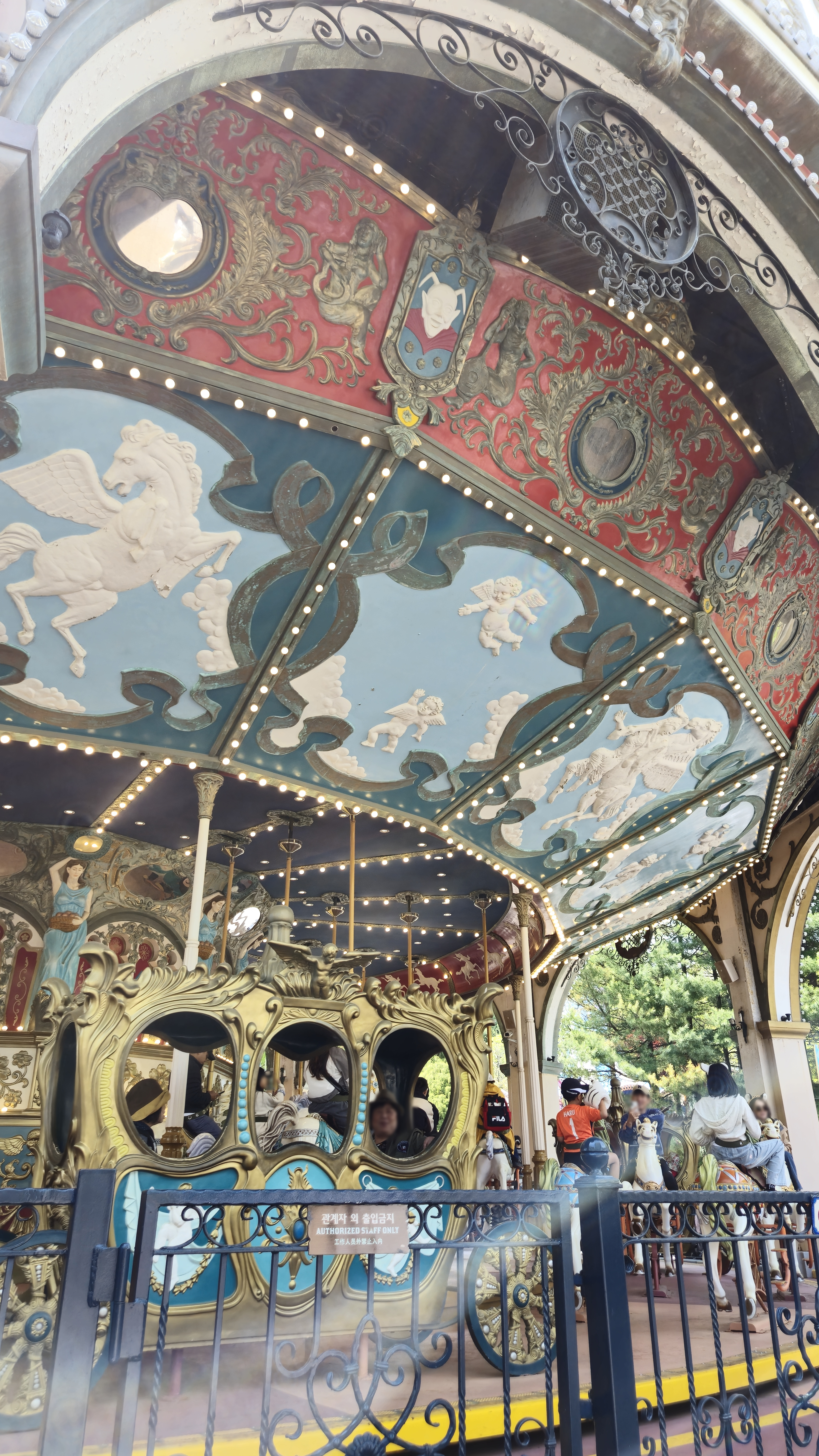
회전목마와 회전마차
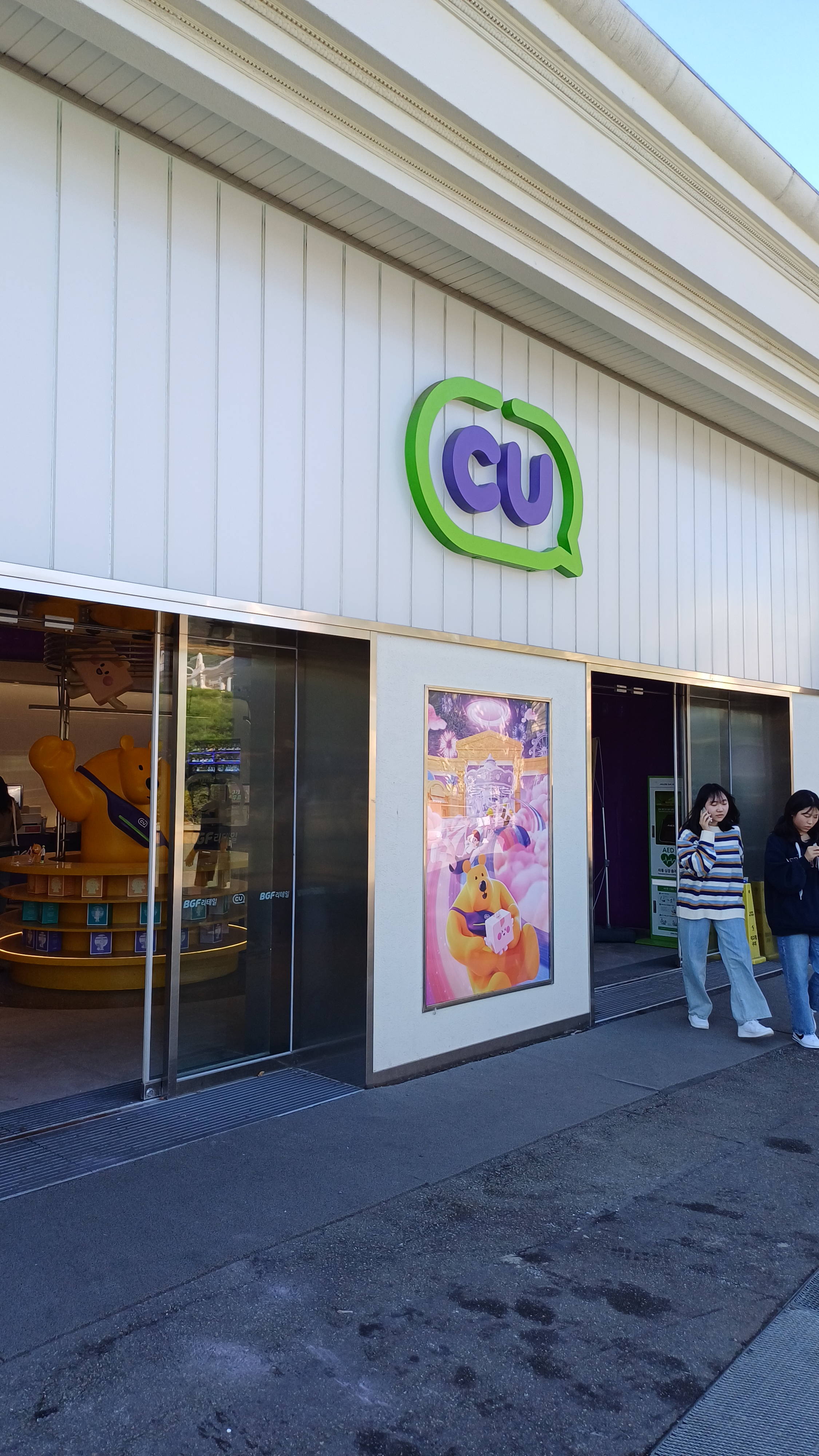
CU 용인에버랜드점
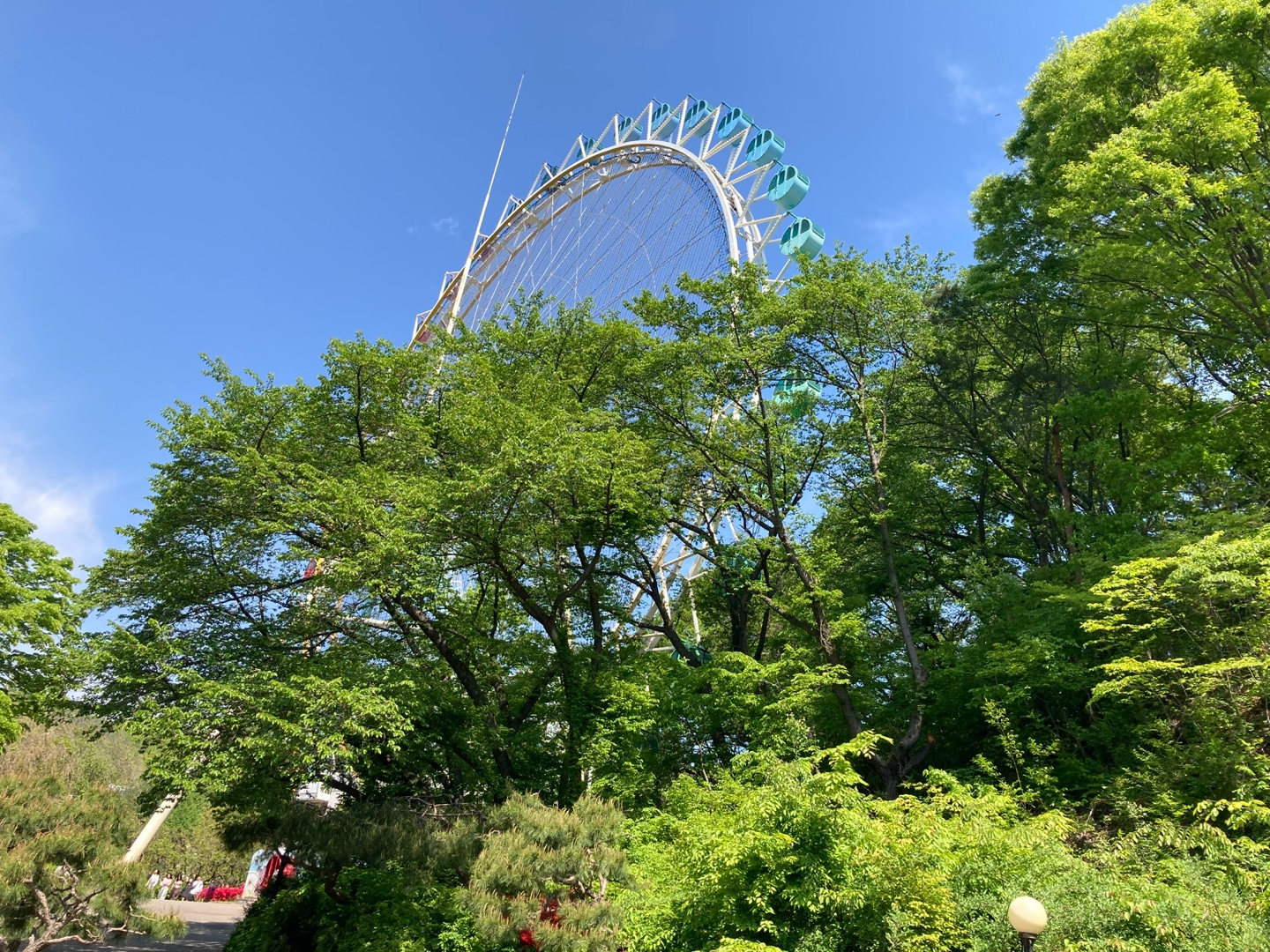
관람차(여름)
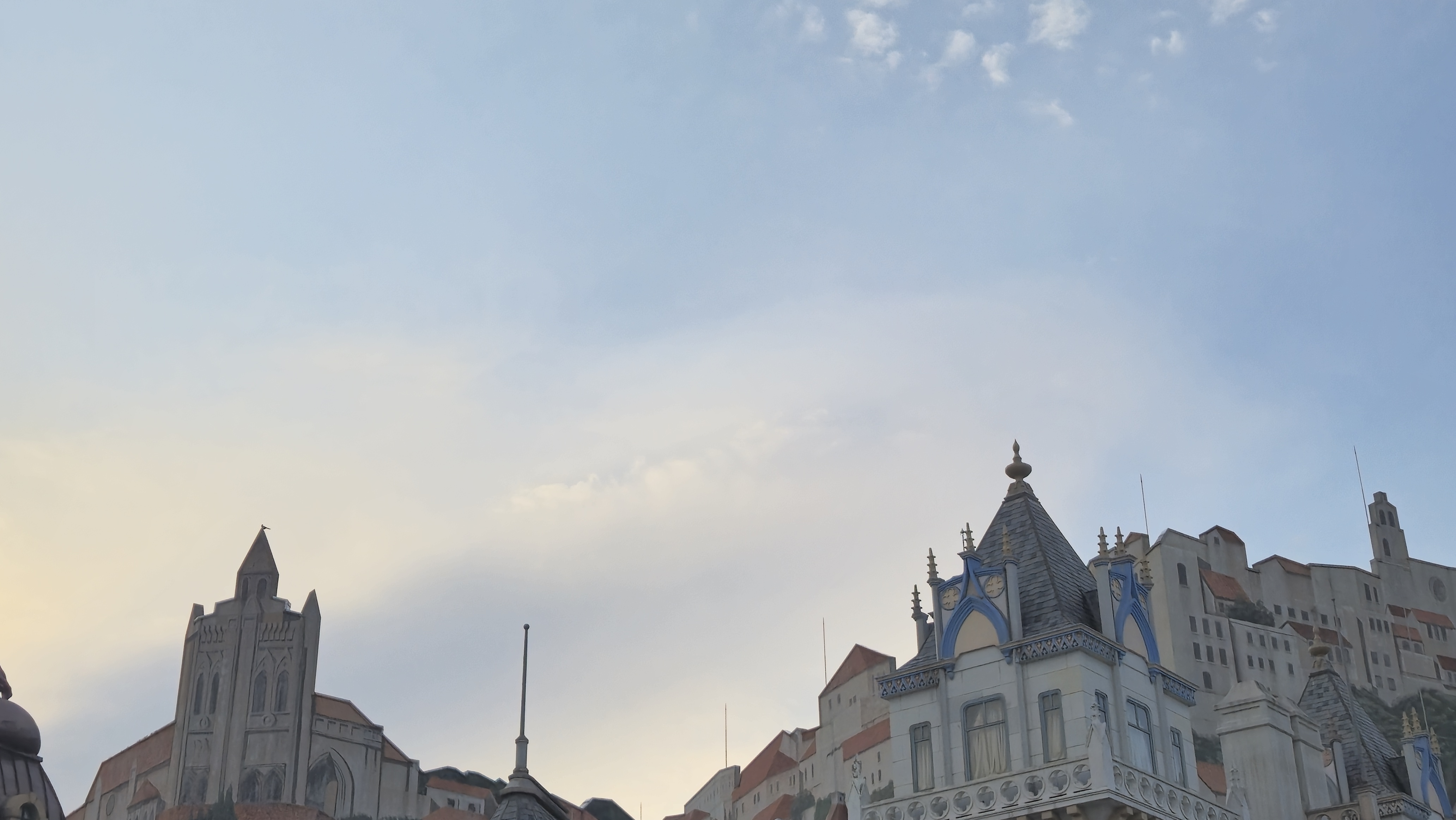
하늘풍경
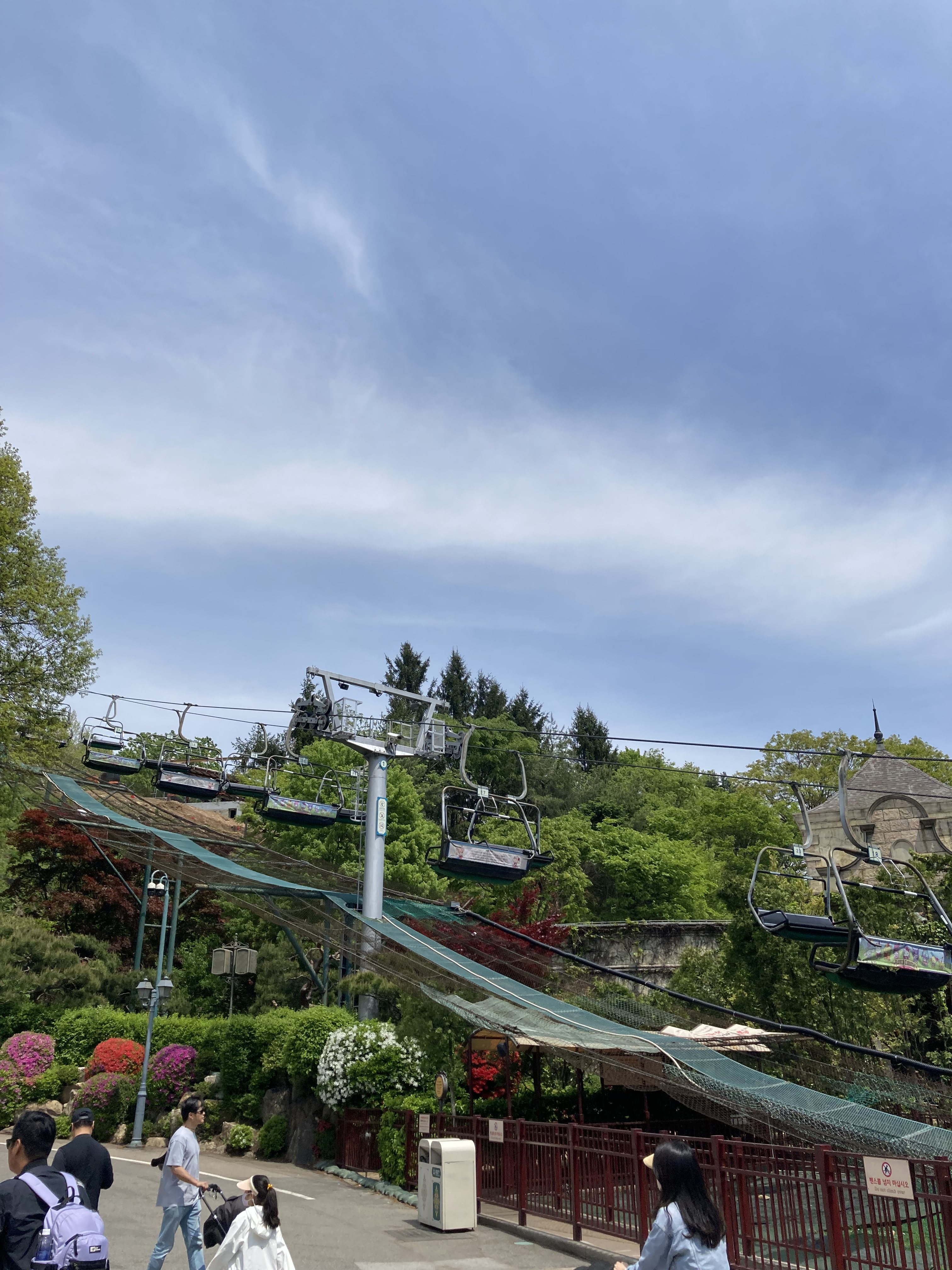
스카이크루즈
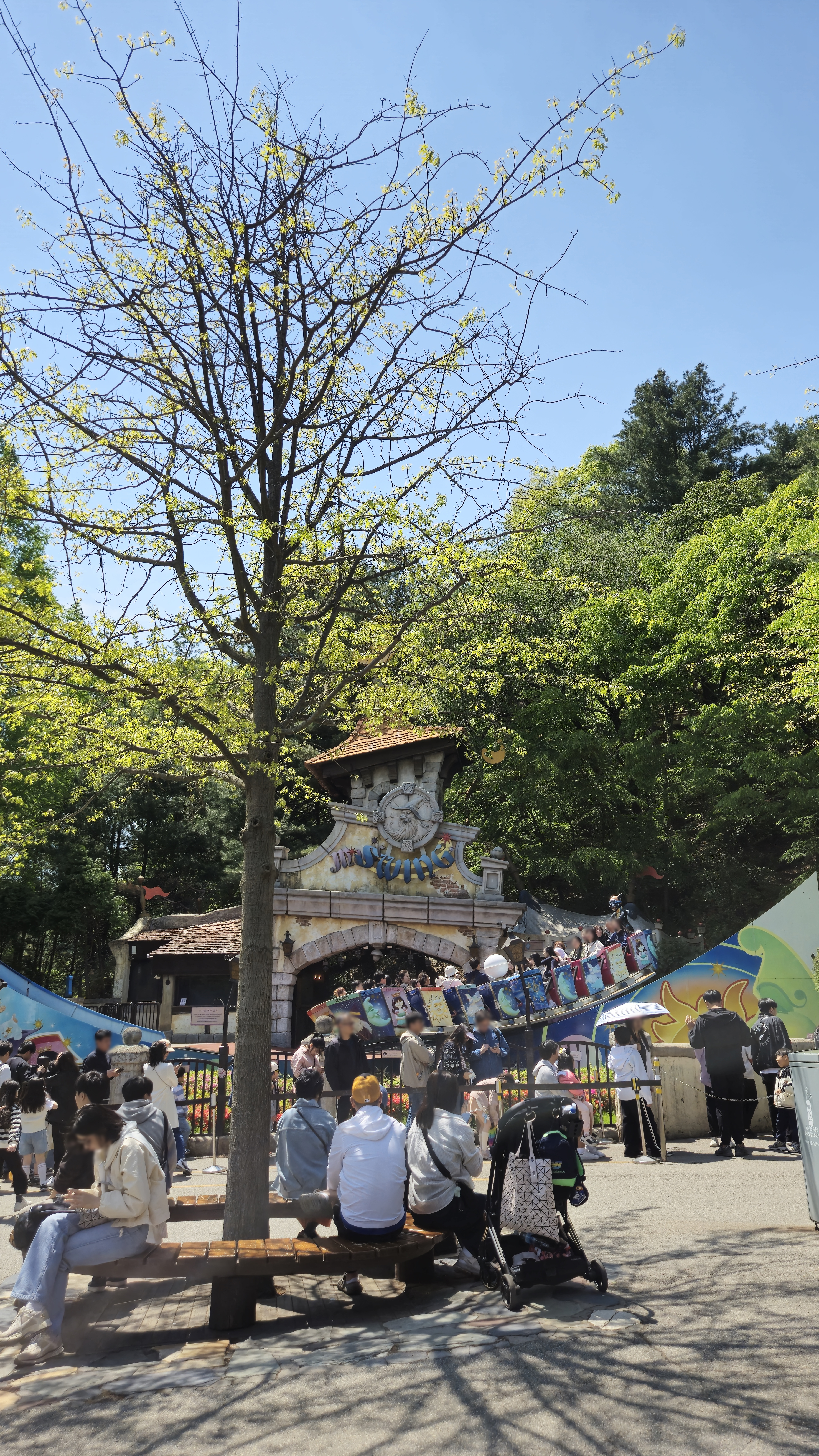
매직스윙
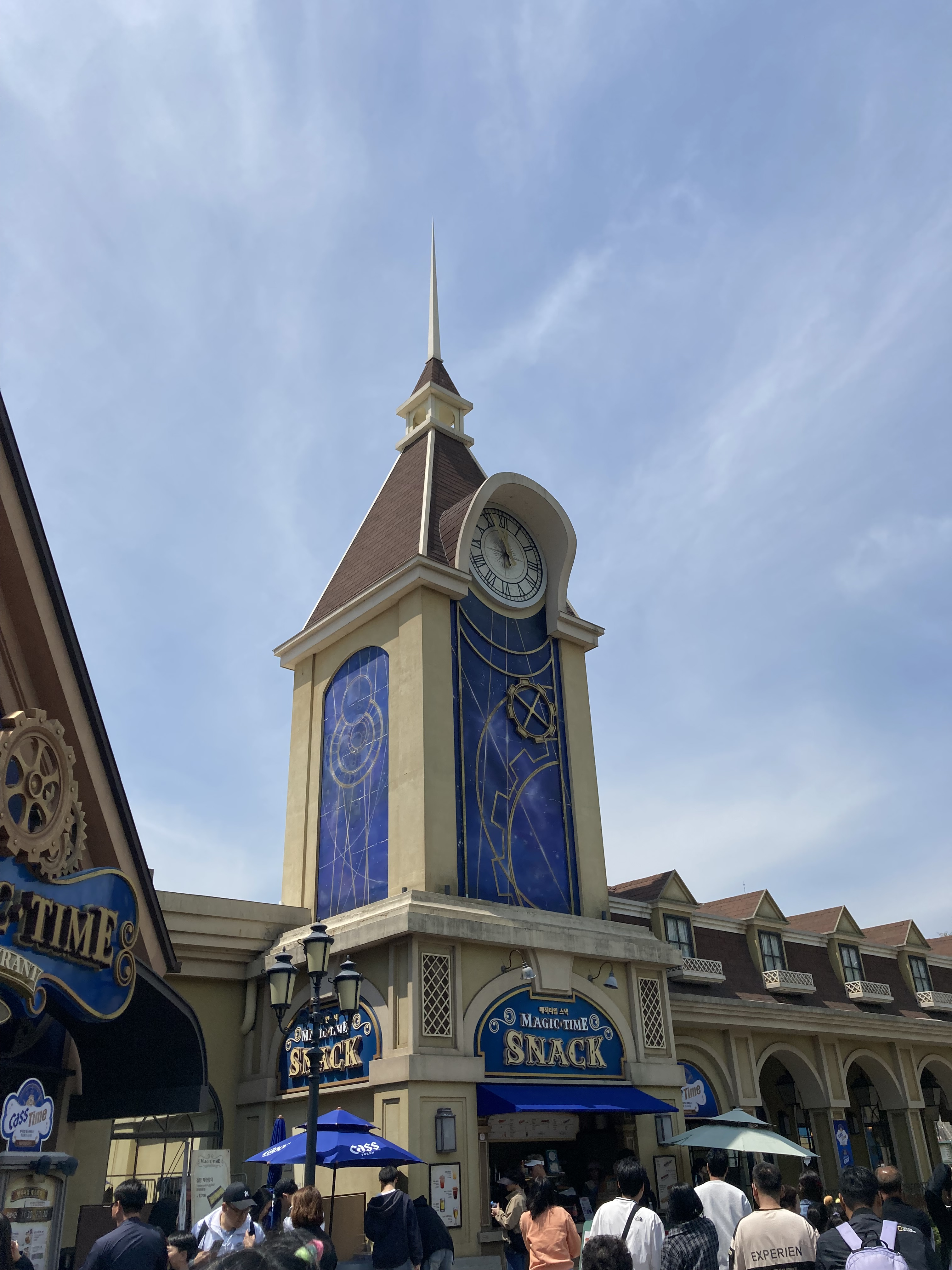
매직타임스낵
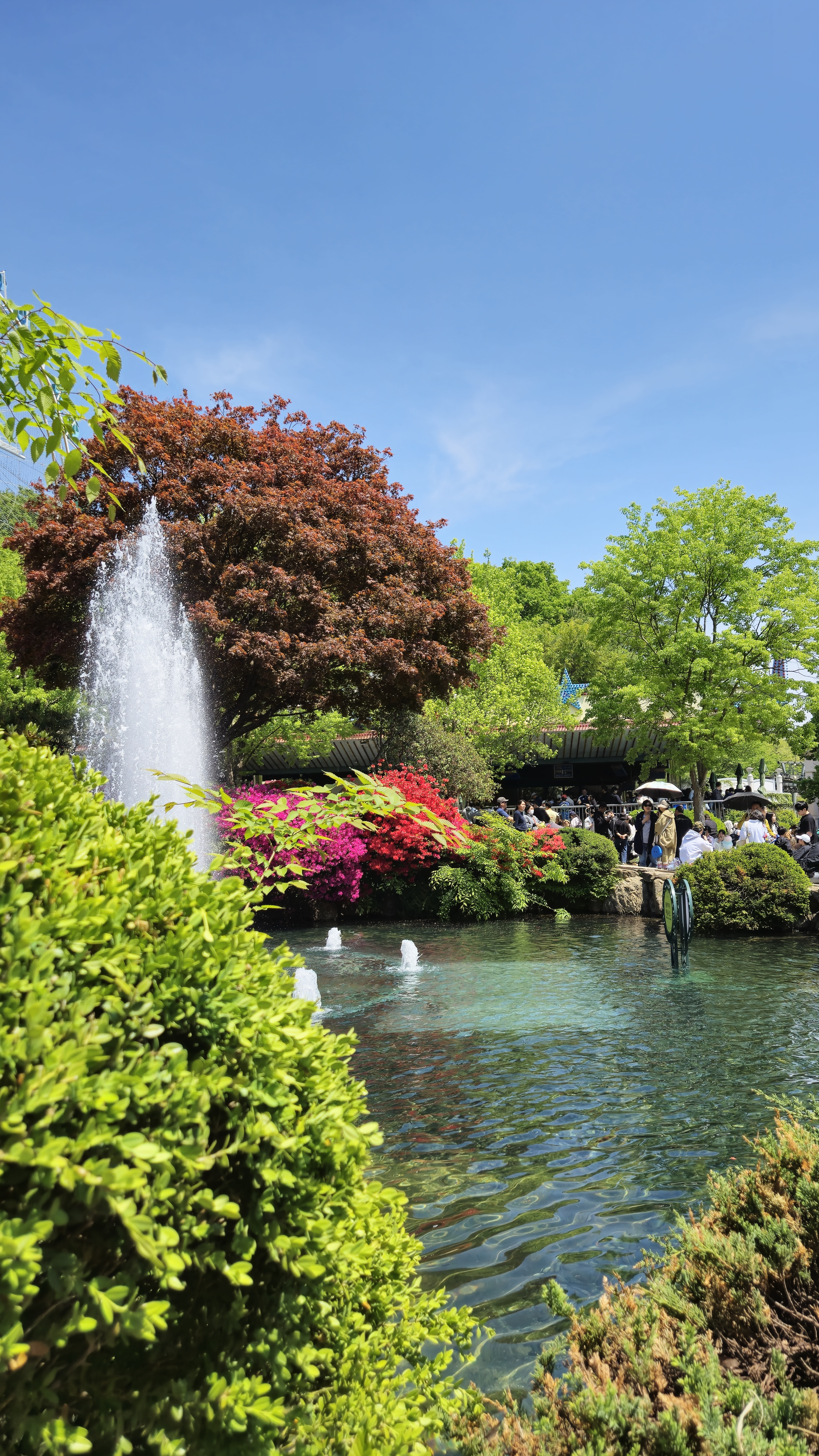
정원
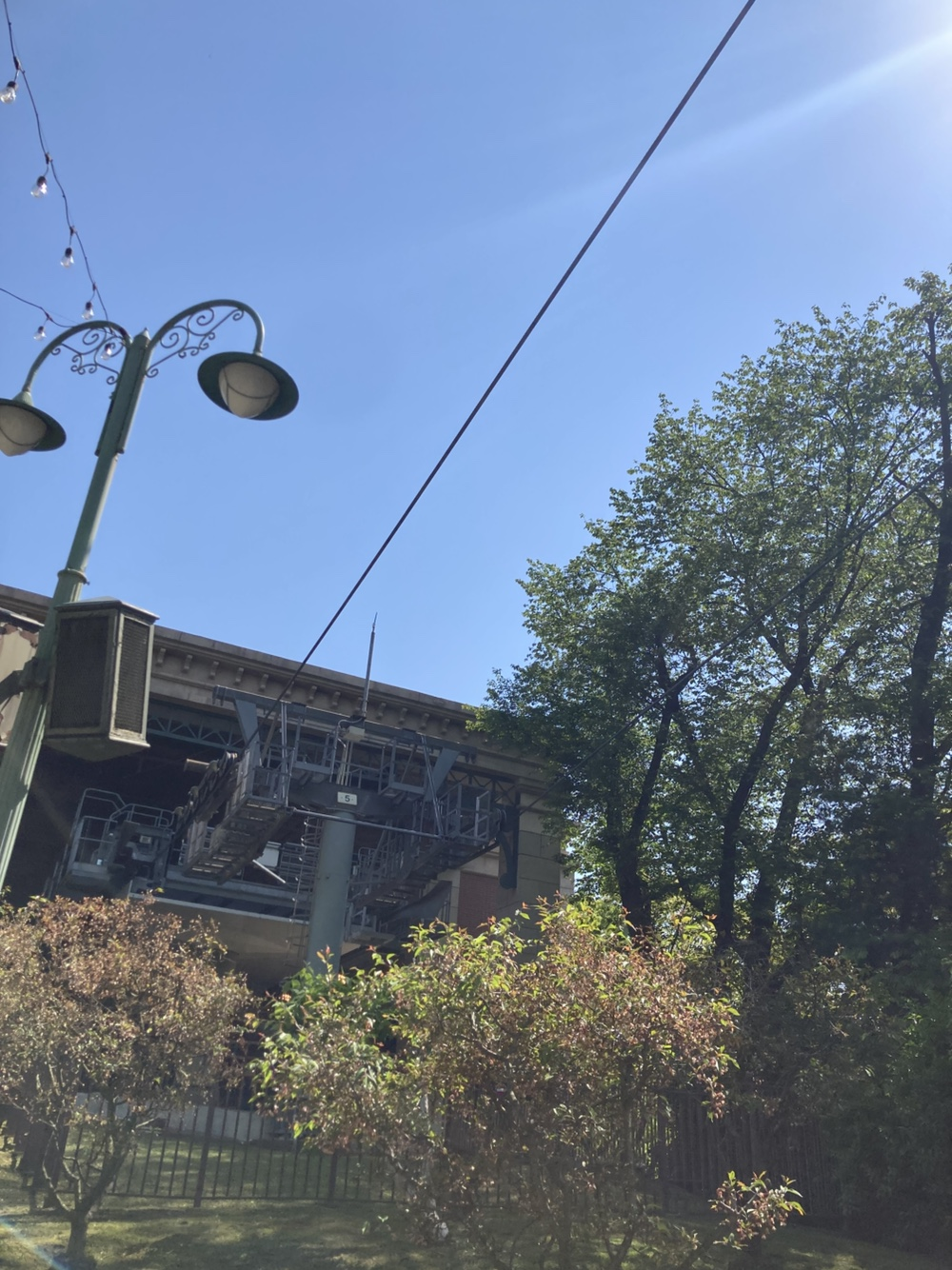
스키아크루즈
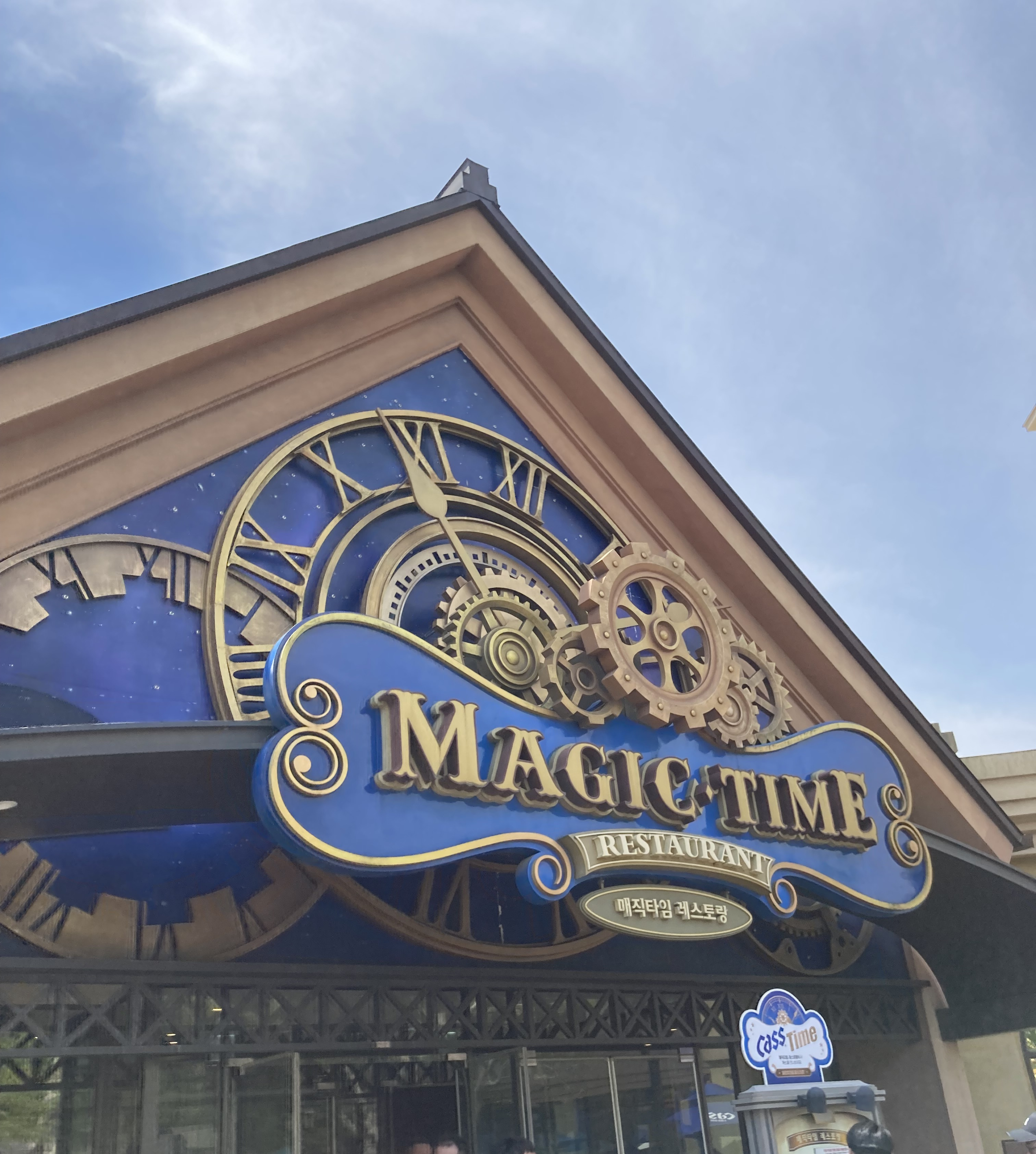
매직타임레스토랑
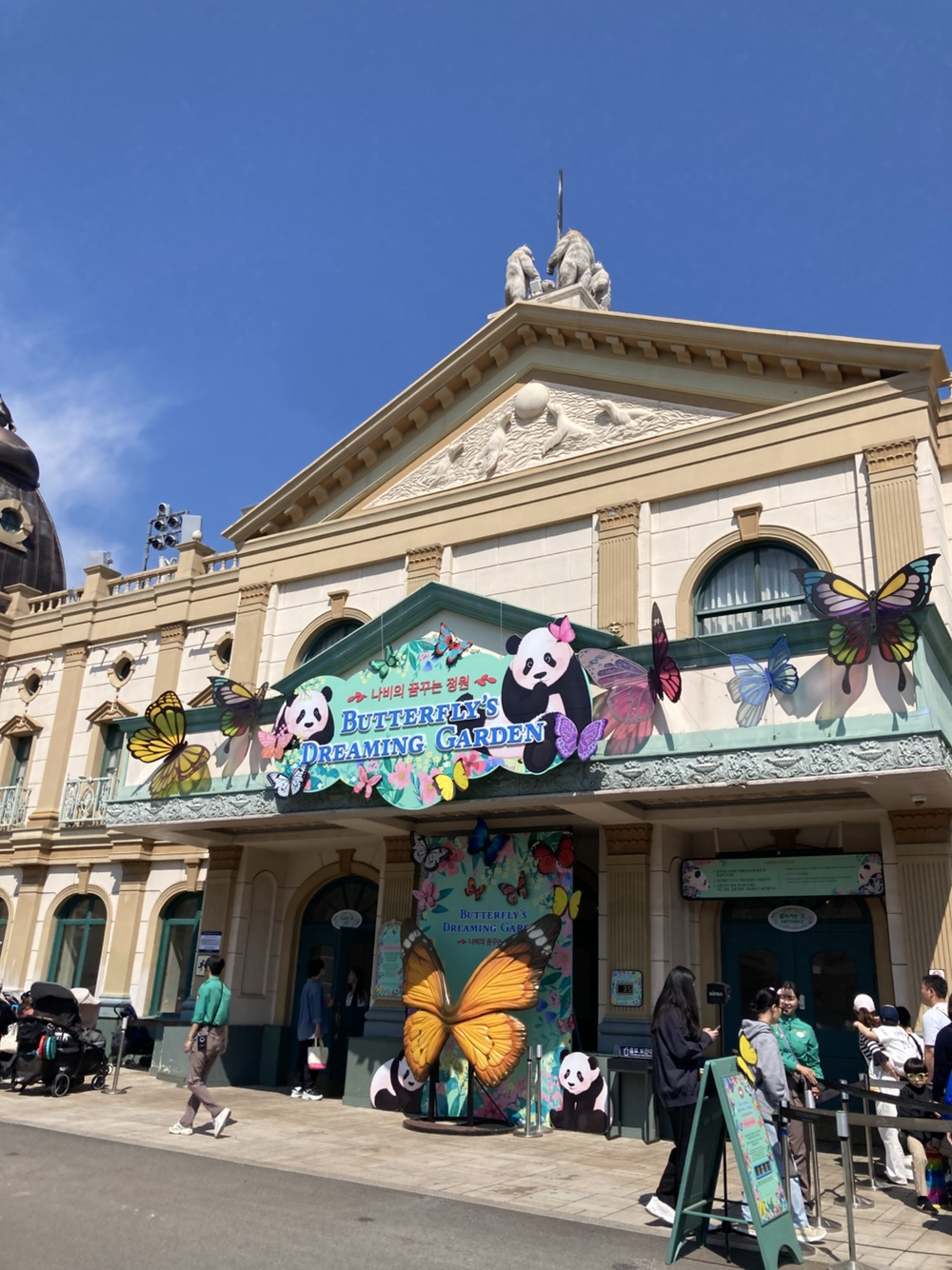
나비의꿈꾸는정원
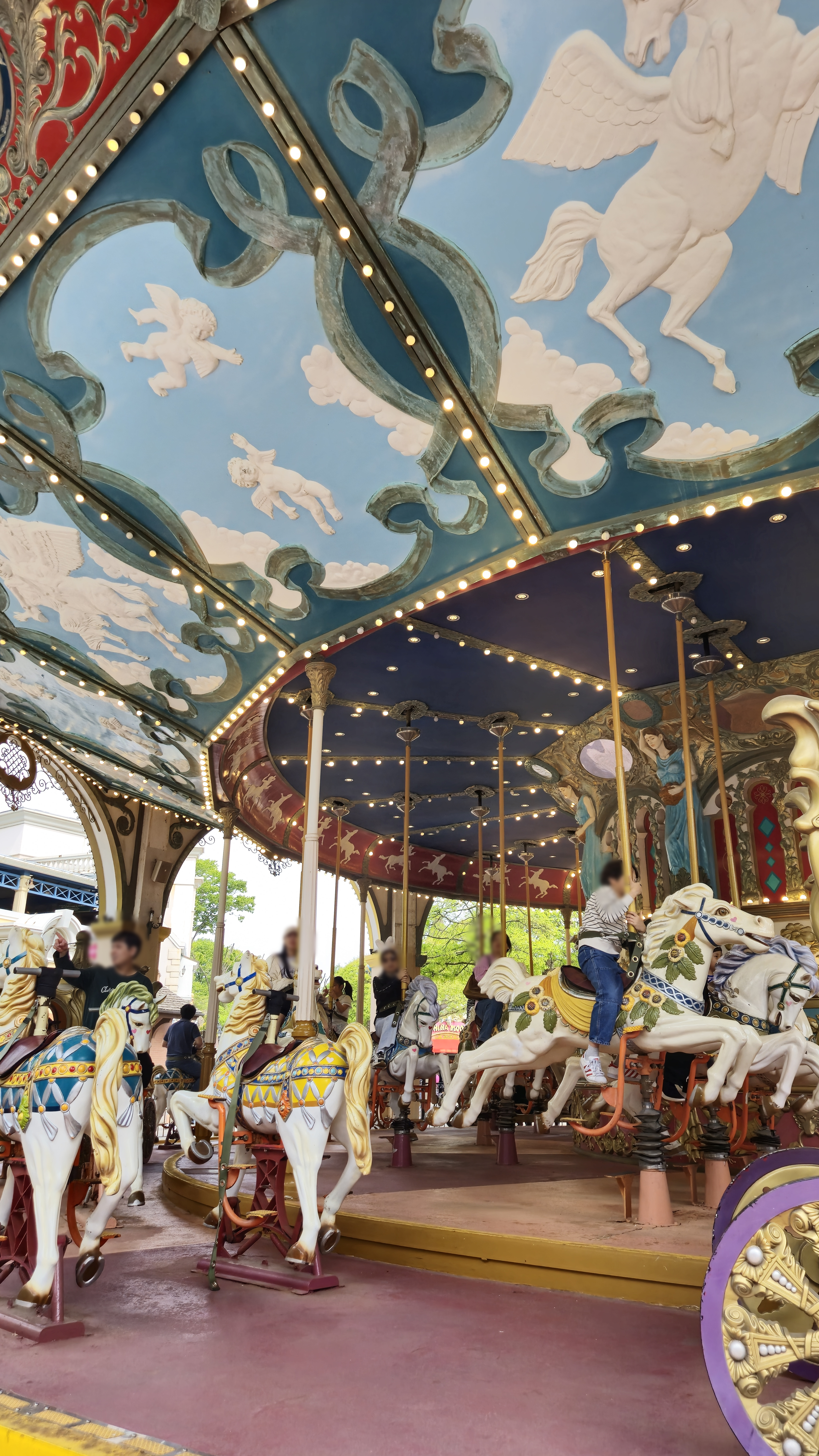
회전목마
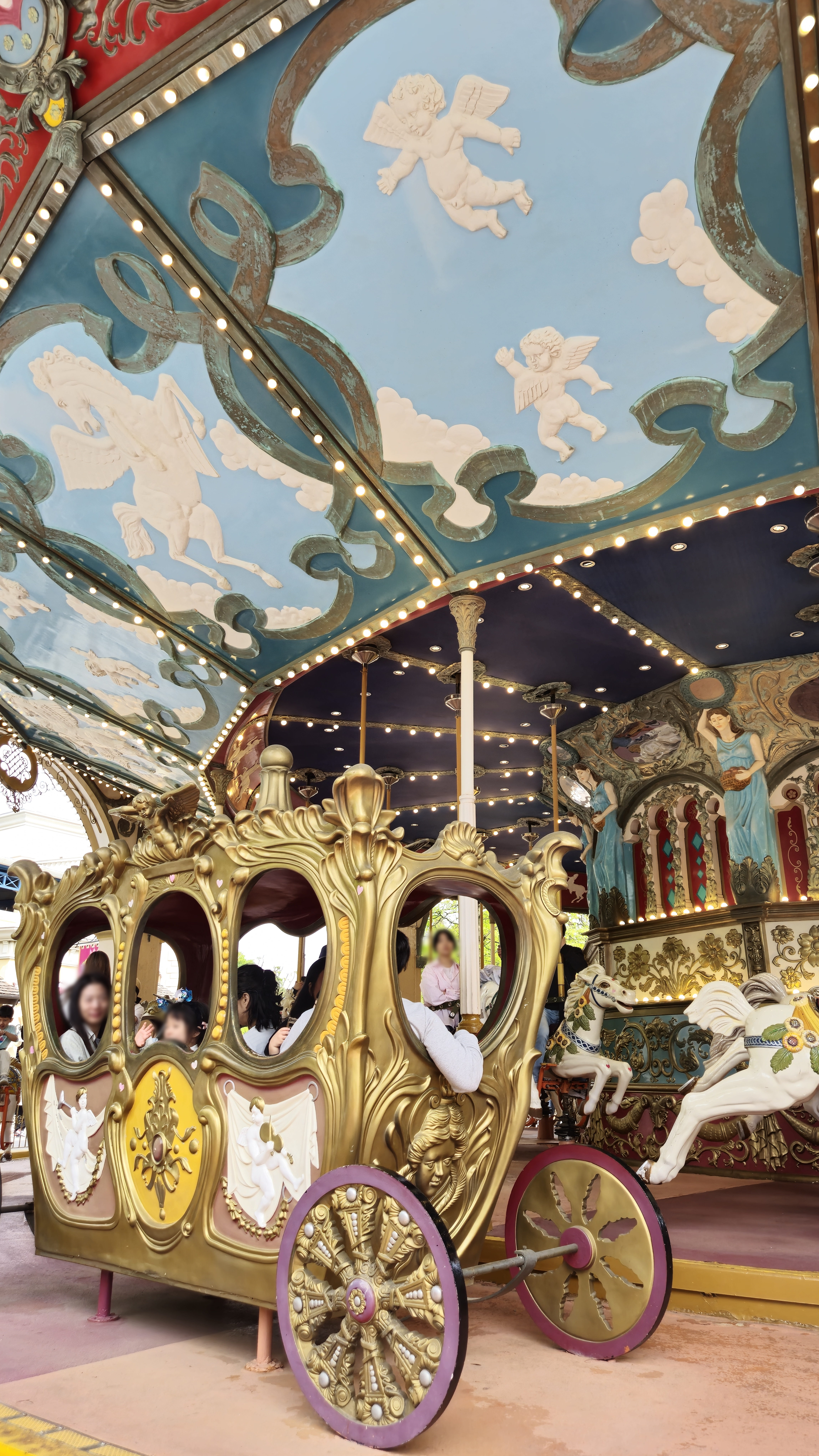
회전마차
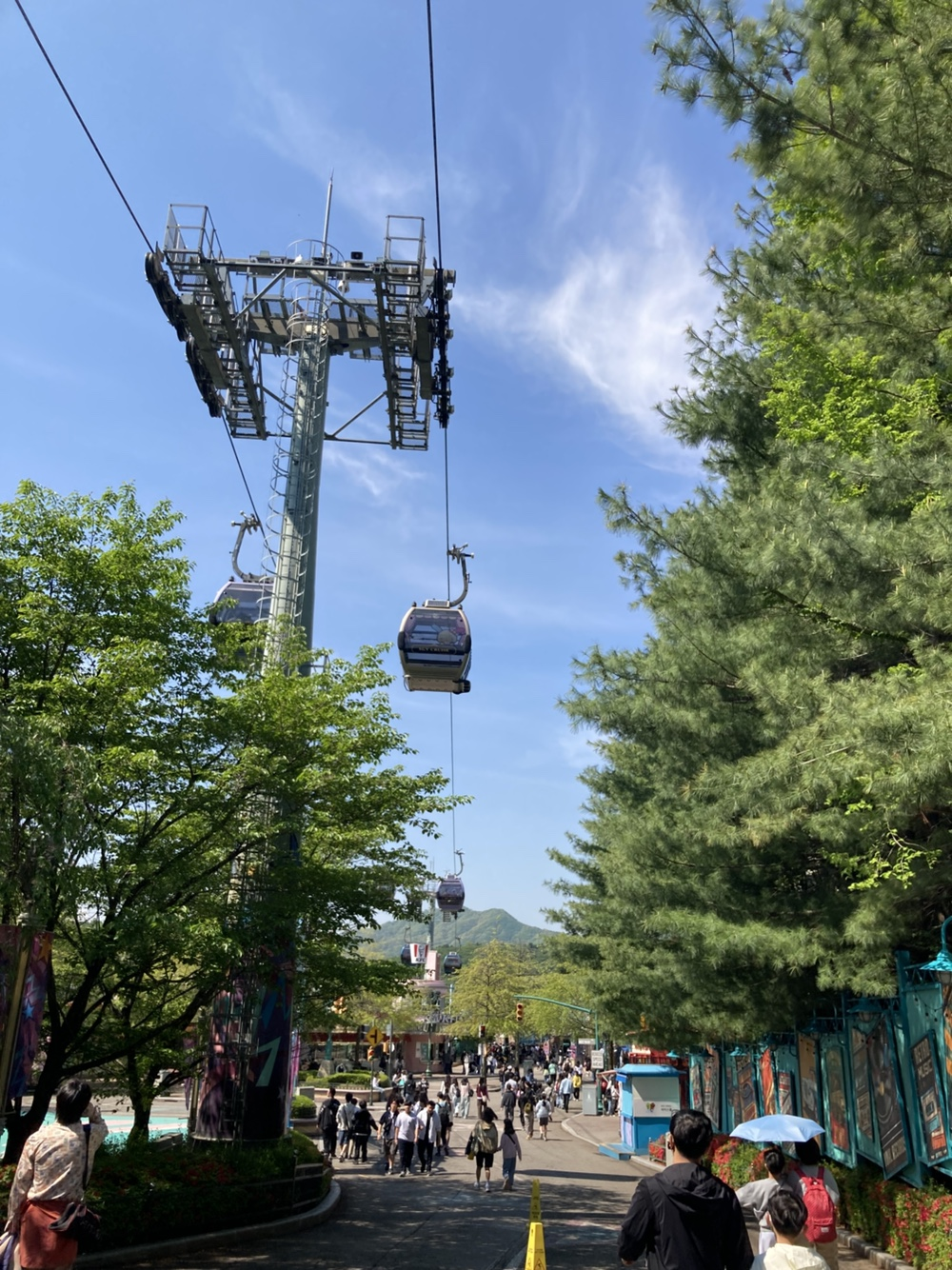
스카이라운지
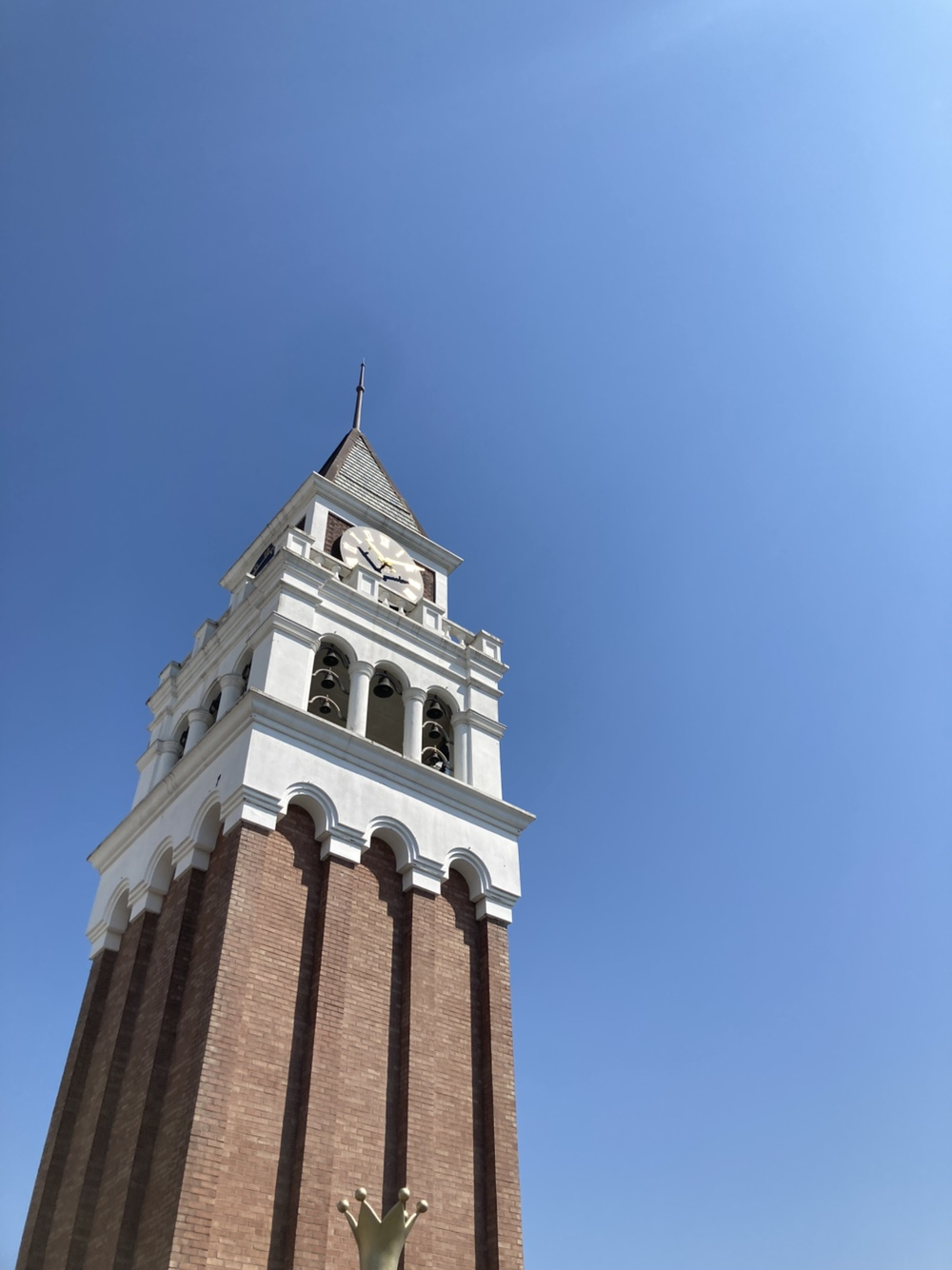
시계탑

### 동물

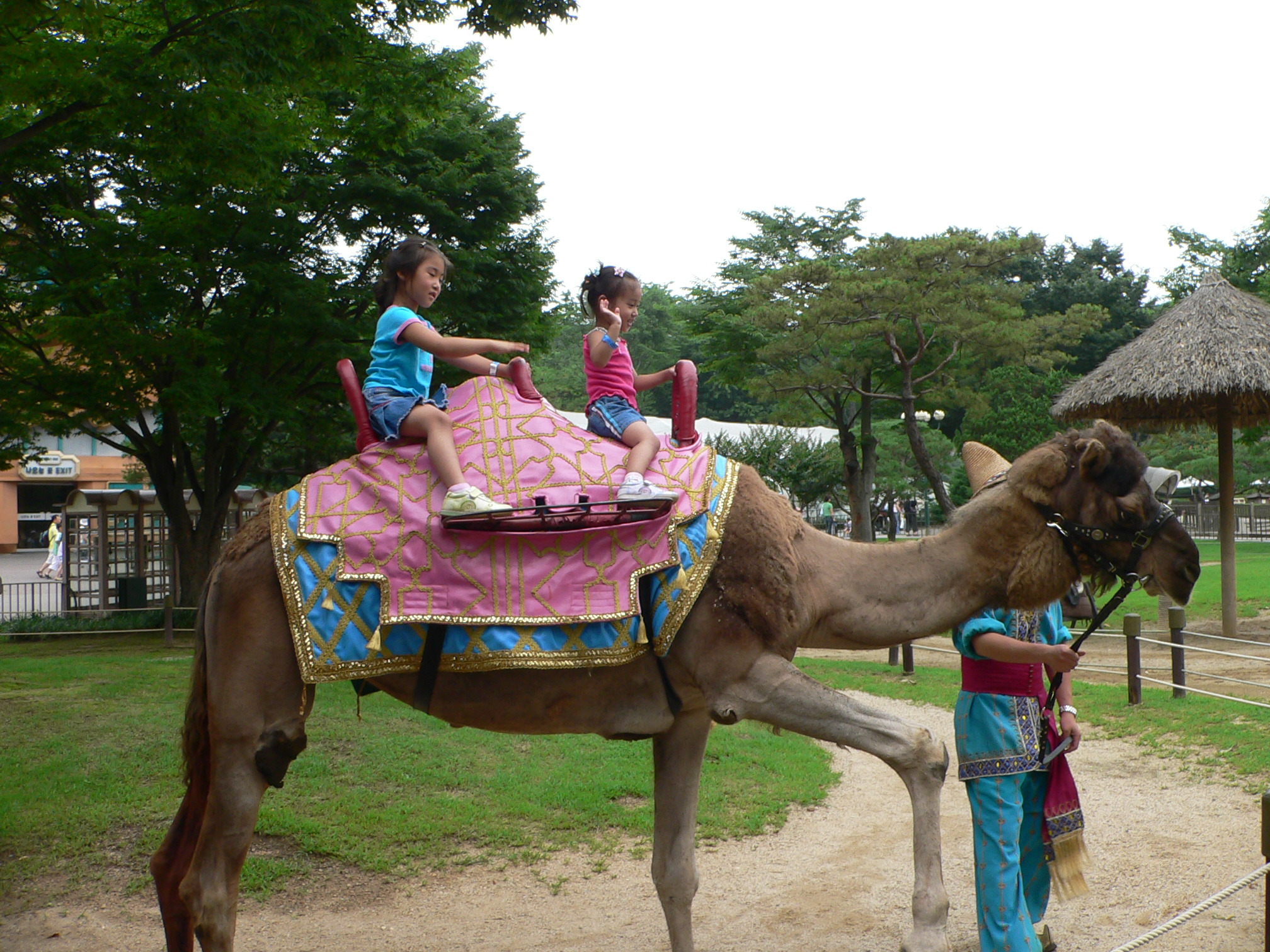
현재는 사라진 낙타 타기
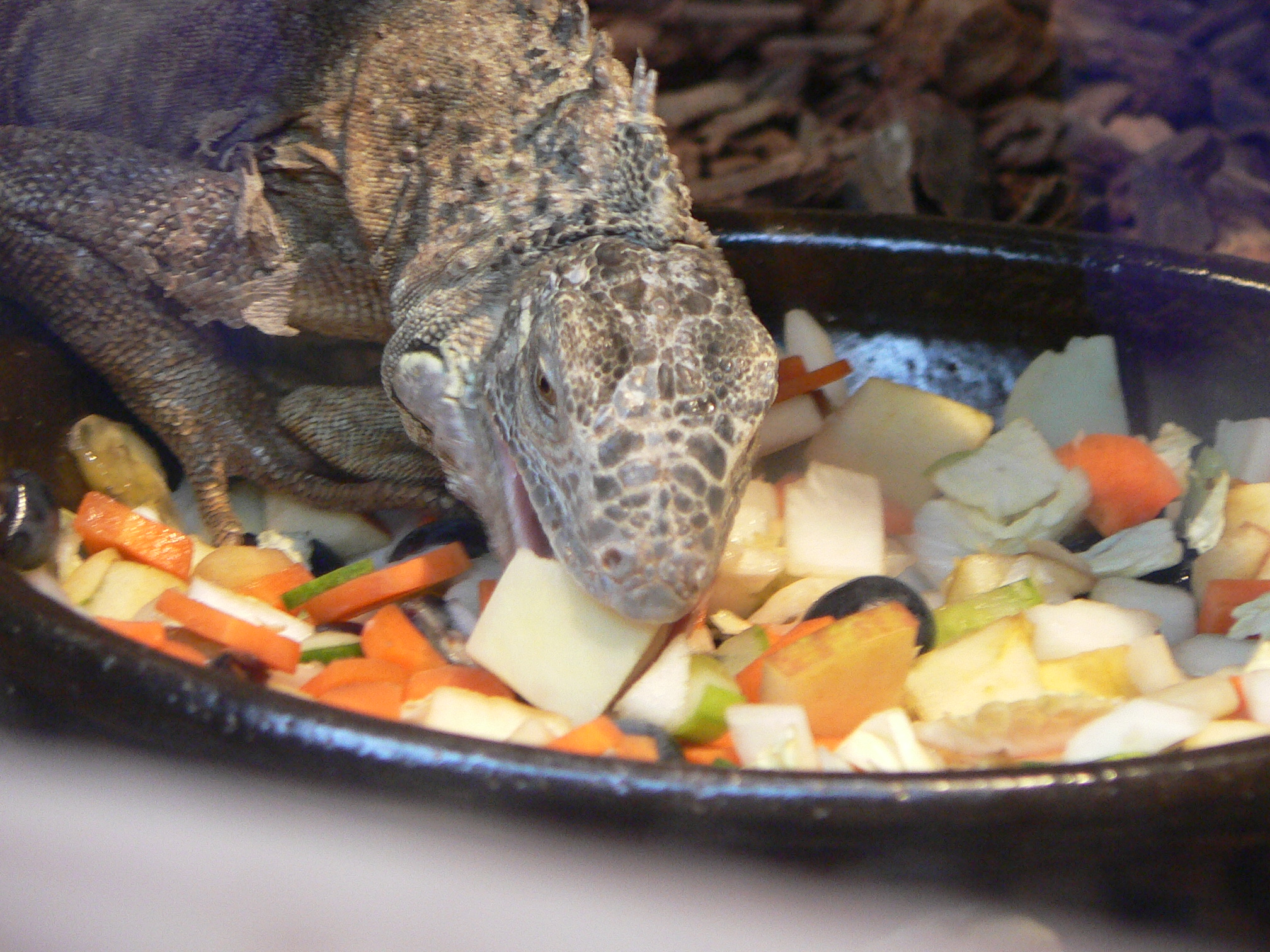
이구아나
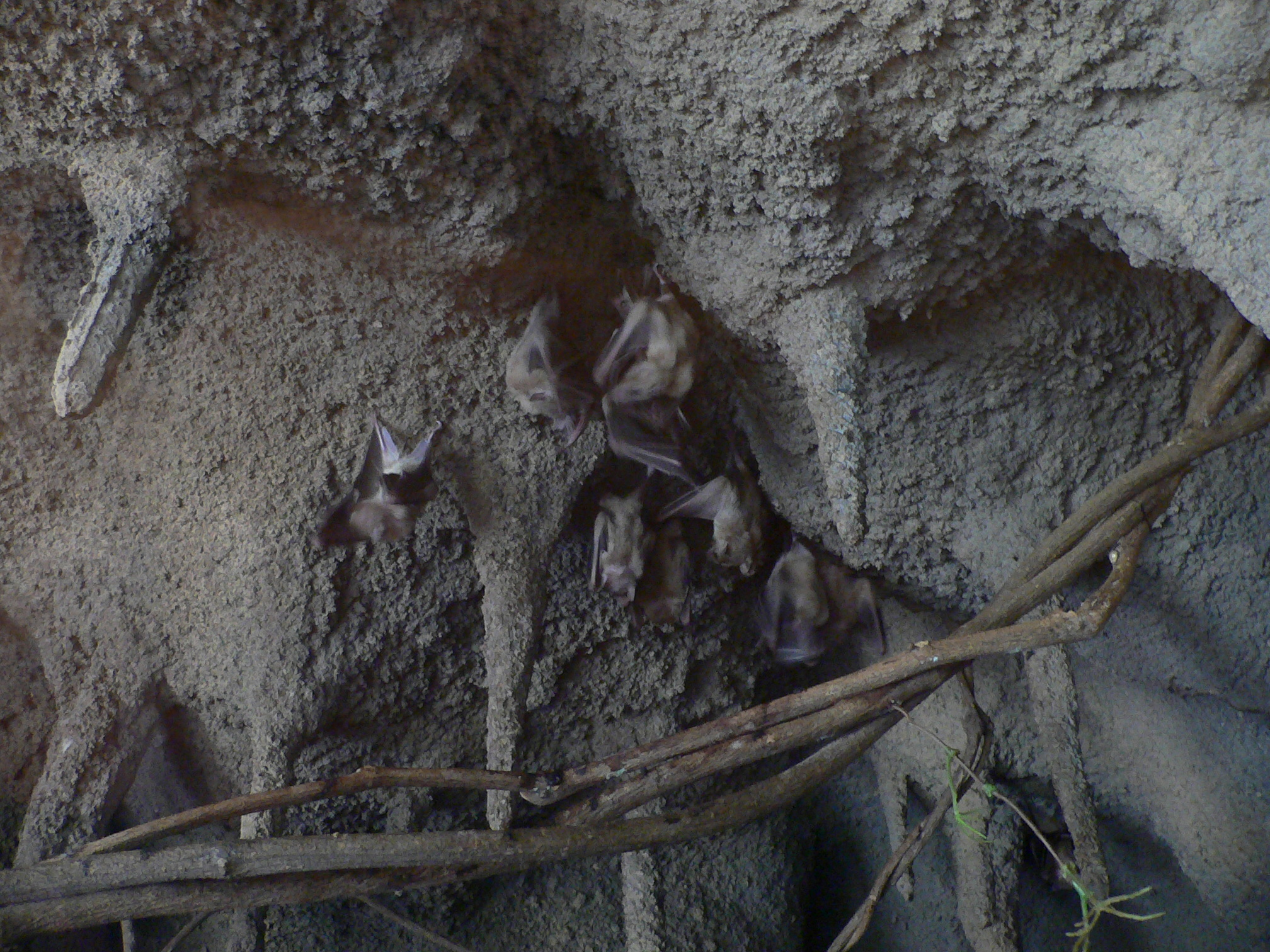
박쥐
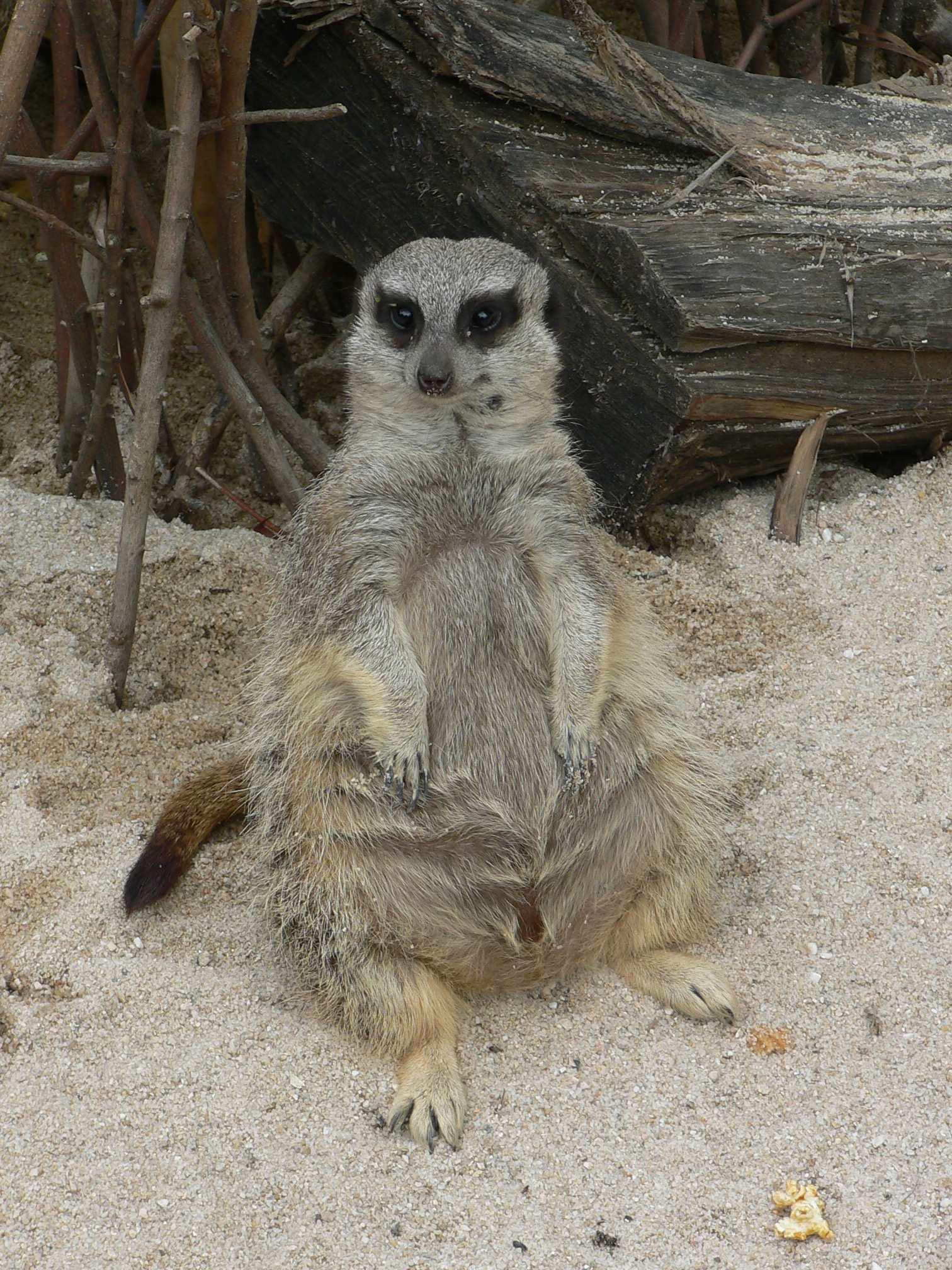
미어캣
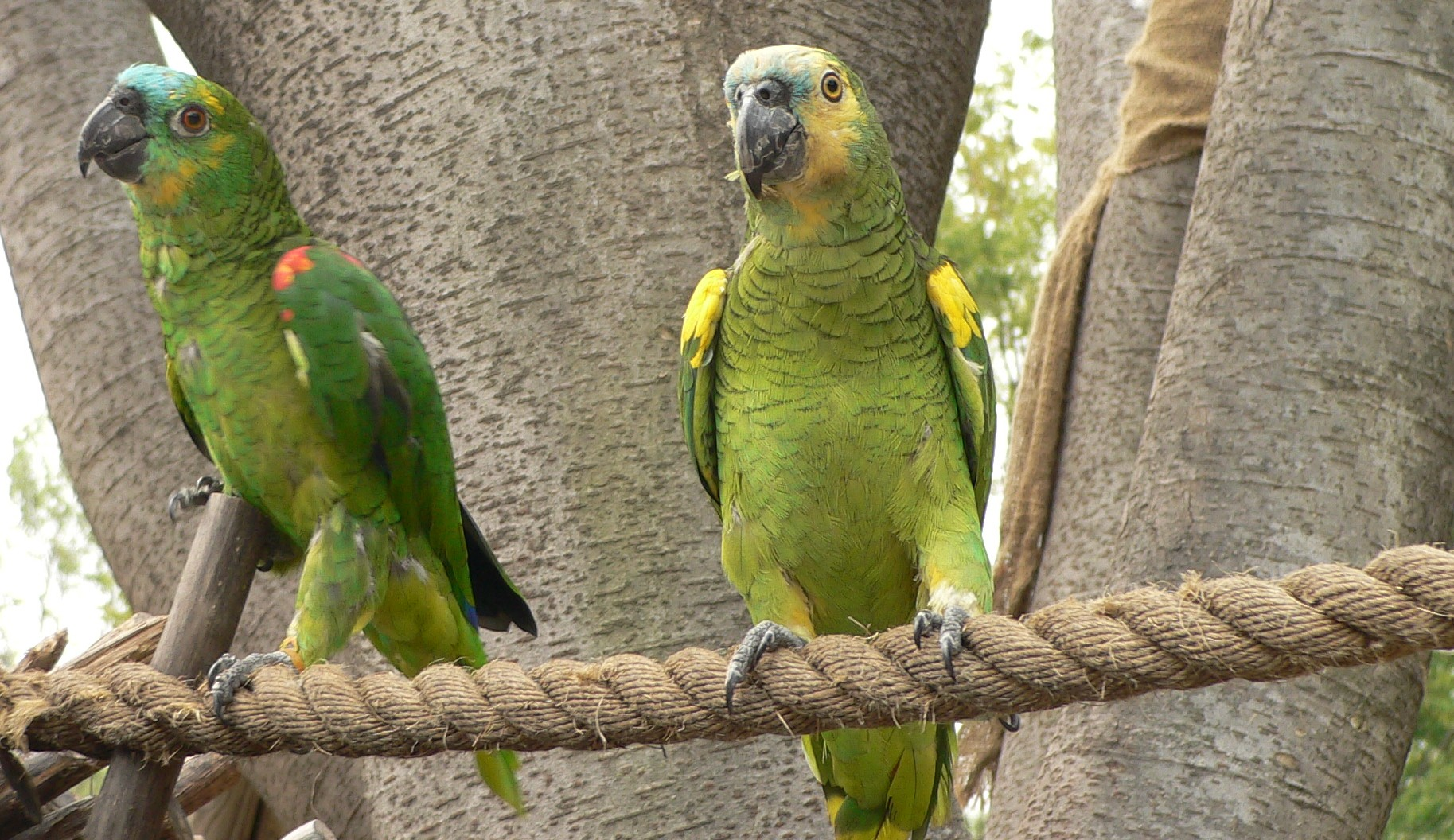
앵무새
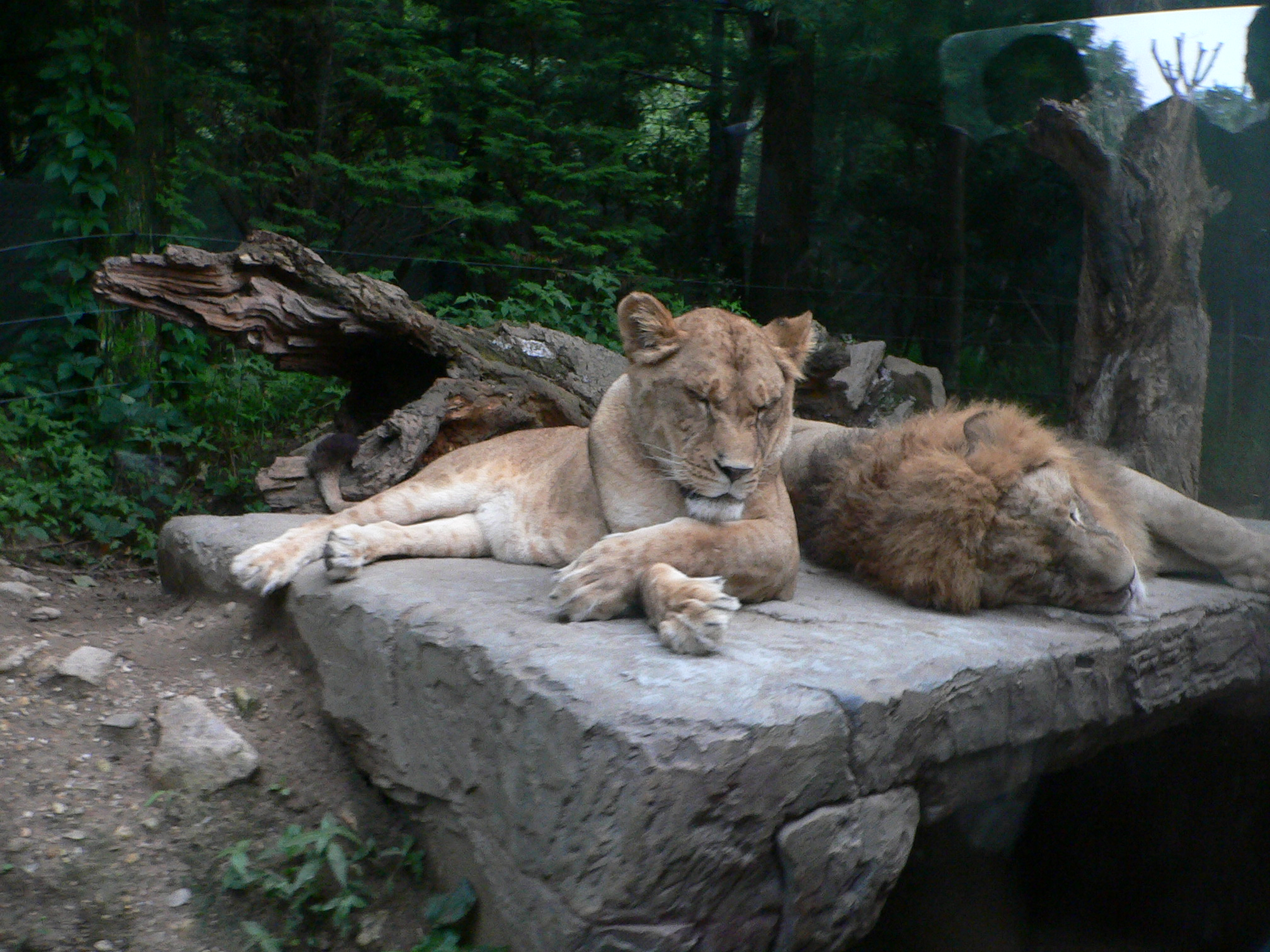
암사자
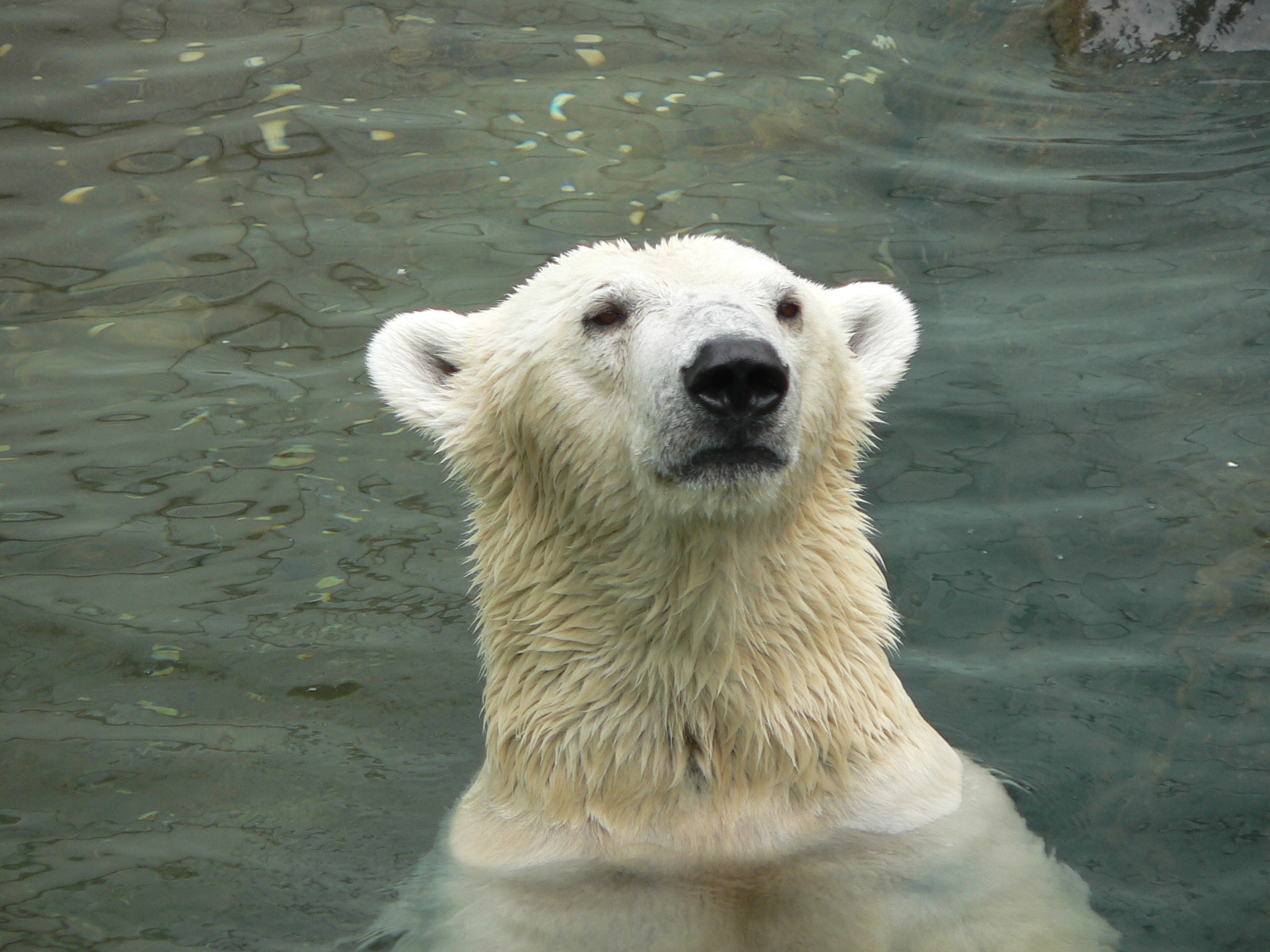
북극곰
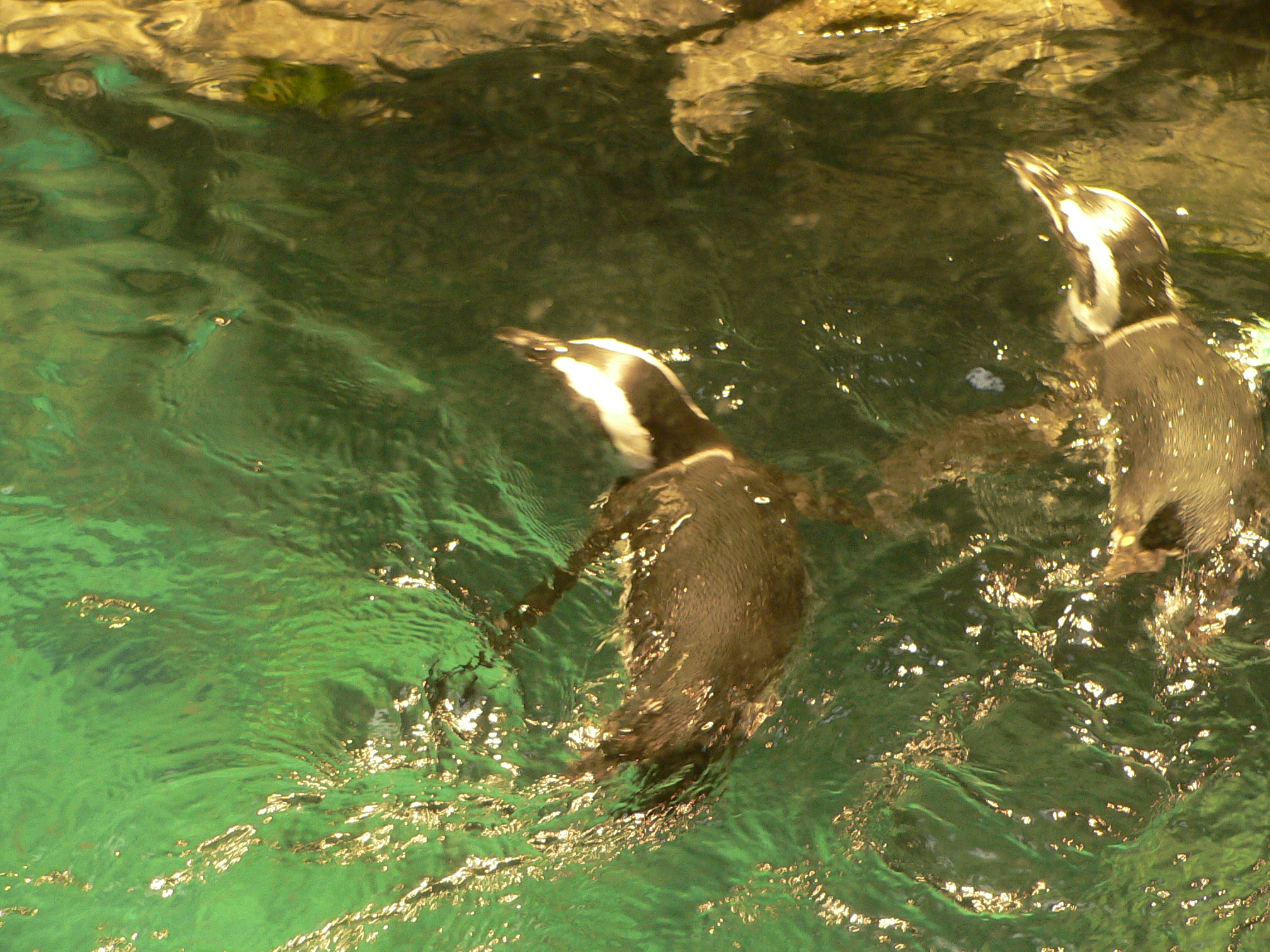
줄무늬펭귄속에 속하는 펭귄
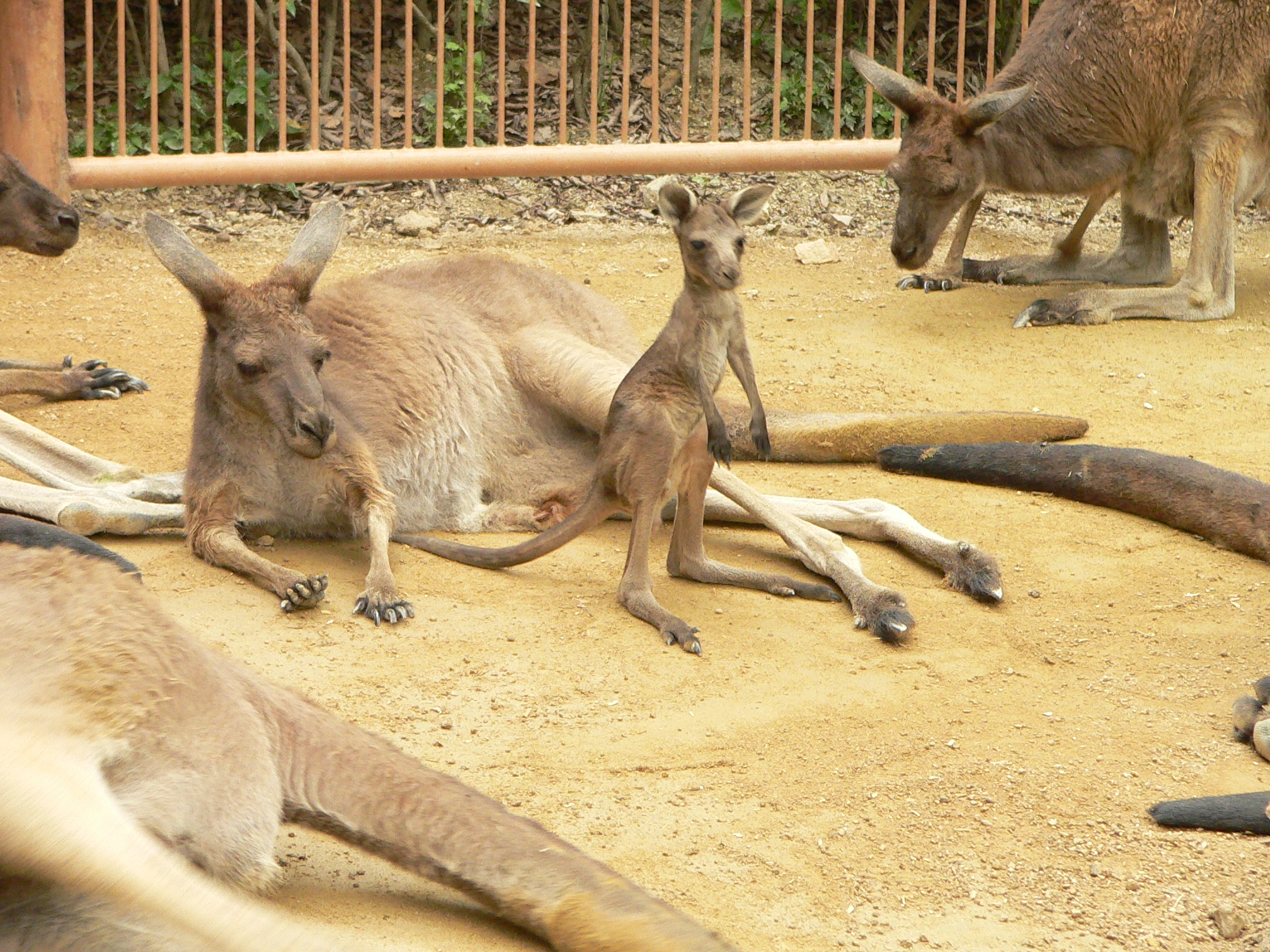
캥거루
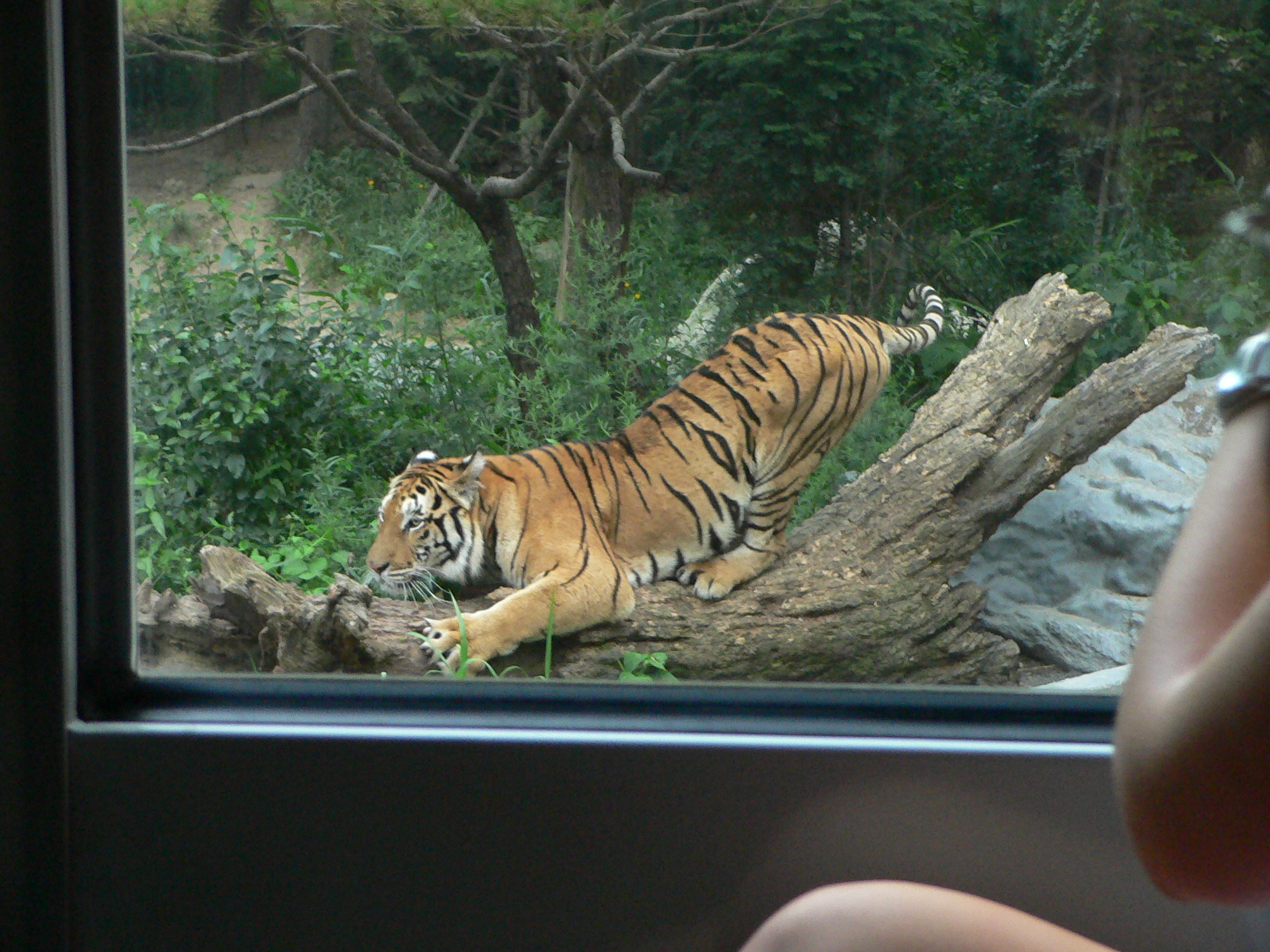
몸을 늘이고 있는 호랑이
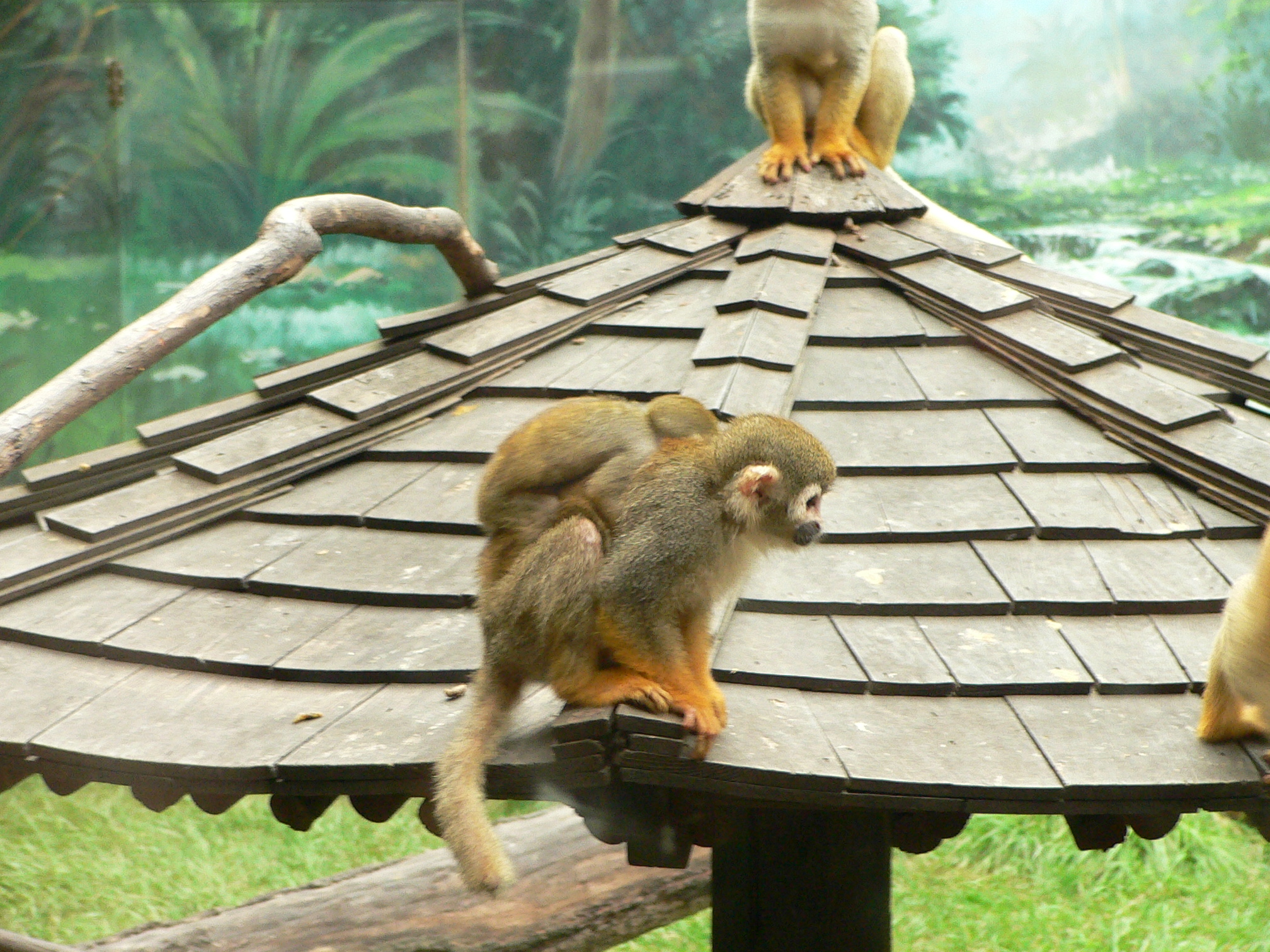
남아메리카다람쥐원숭이
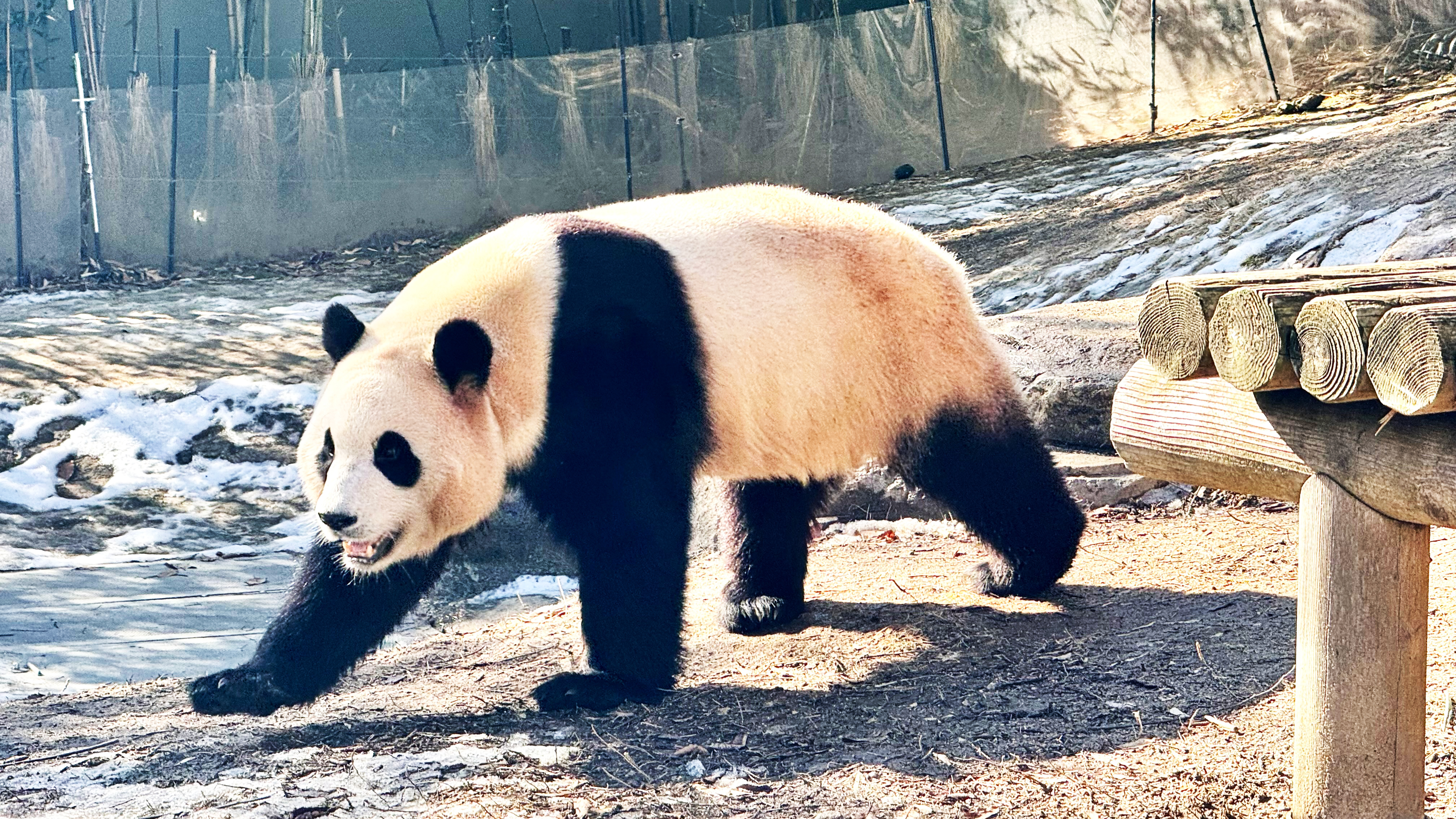
푸바오
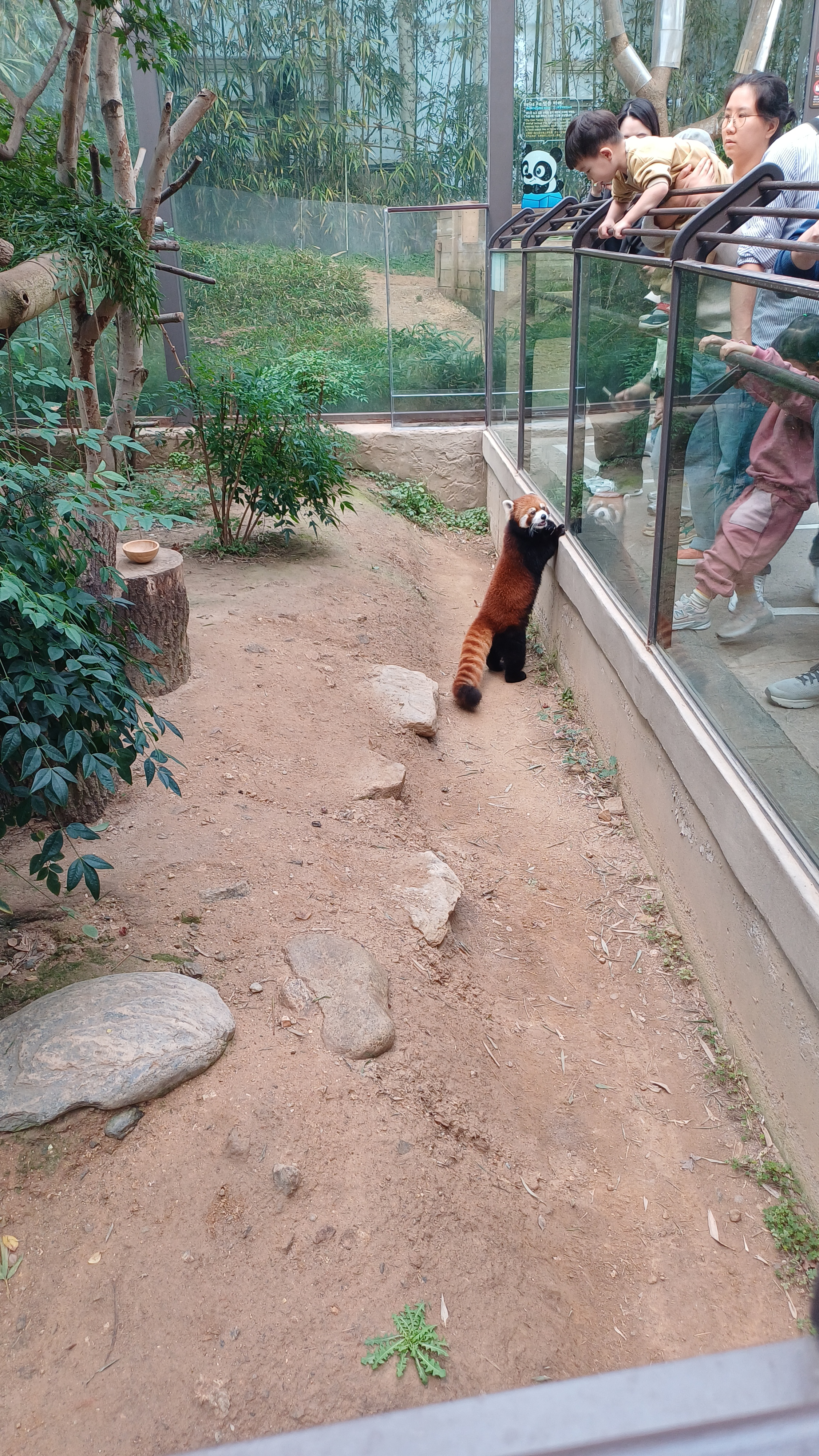
주토피아 레서판다
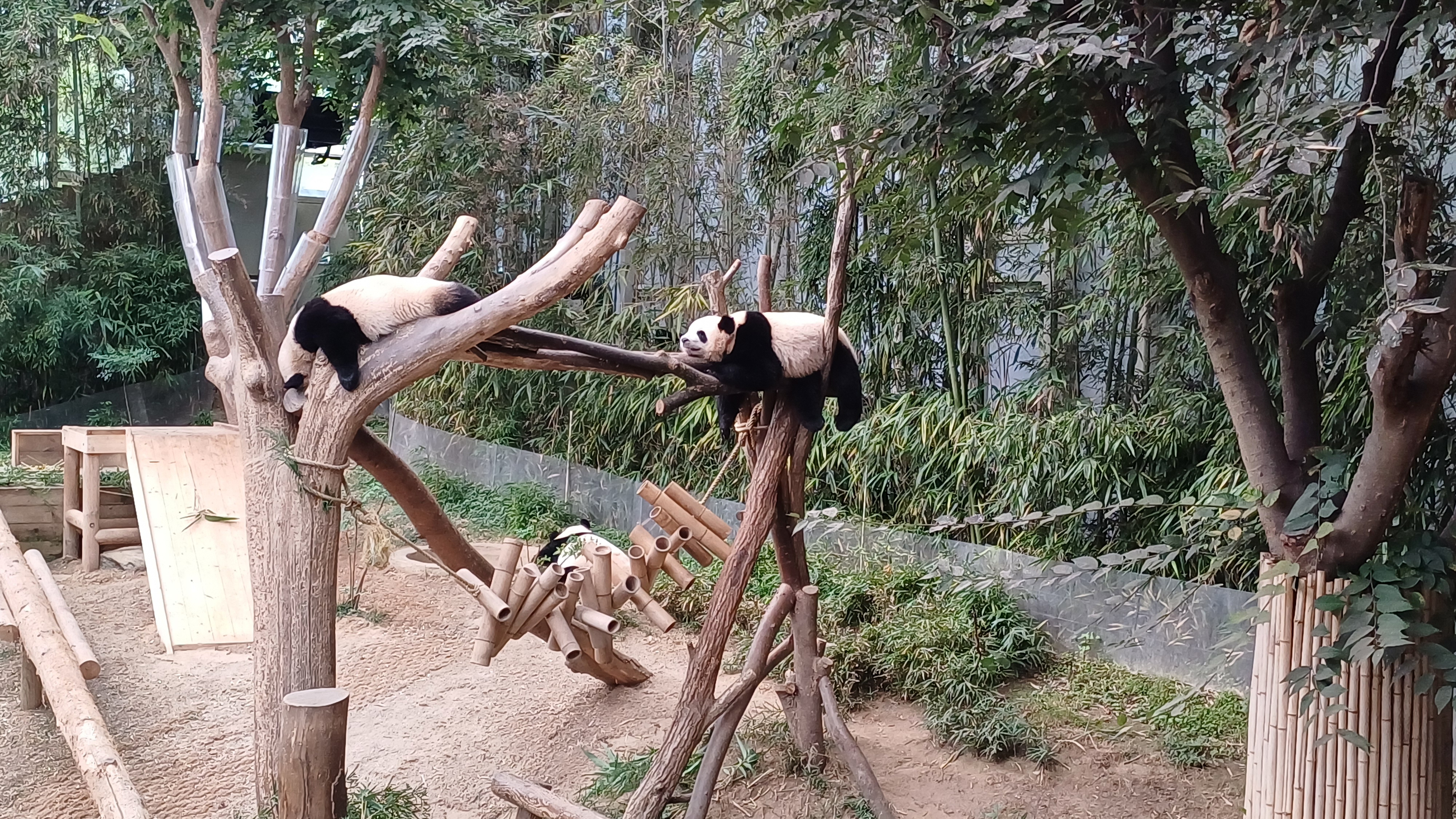
용인 에버랜드 팬더
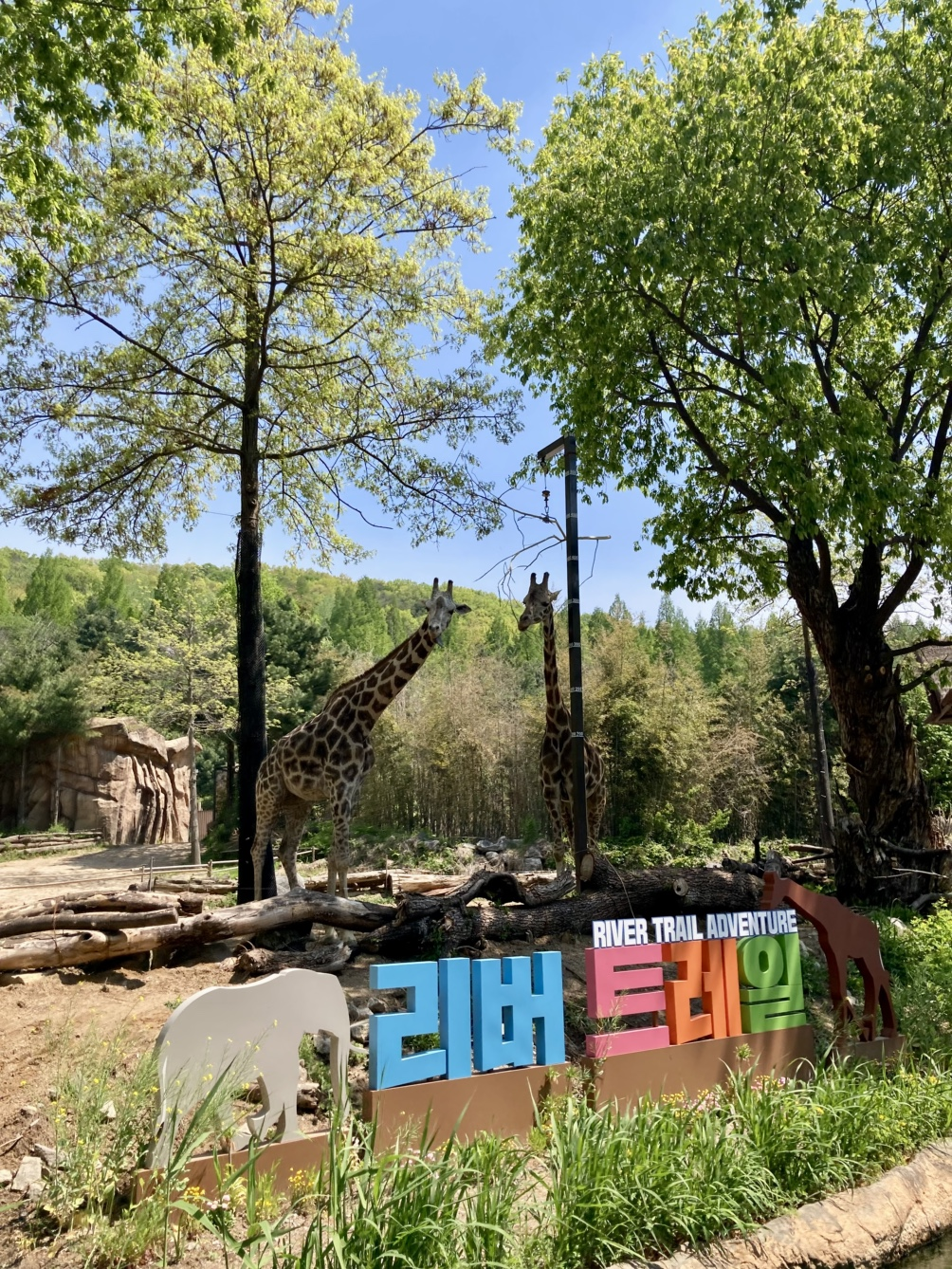
기린, 리버트레인
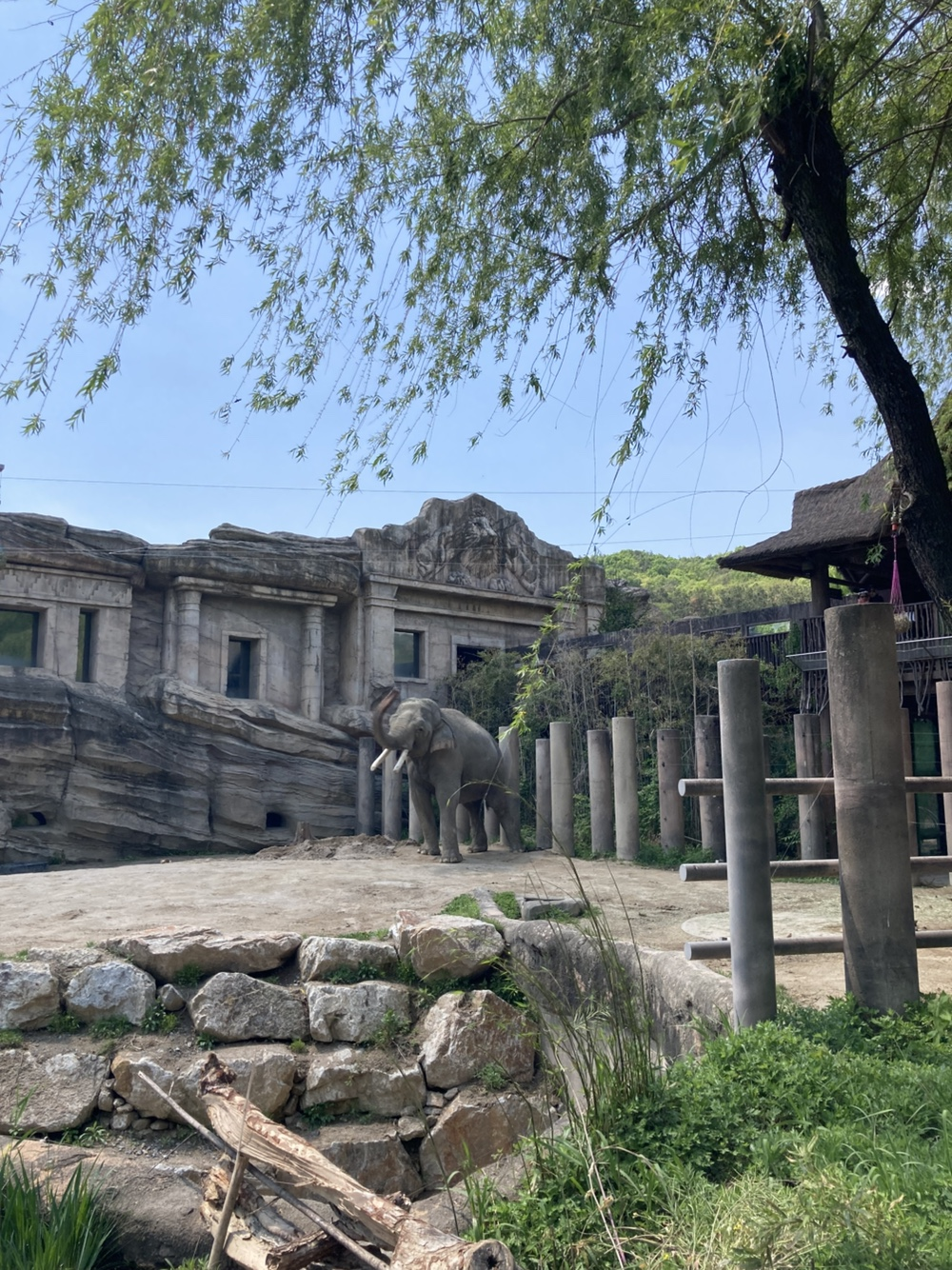
코박이(코끼리), 리버트레일

## 사건사고
2007년 1월 14일 오후 5시경 가고일의 매직배틀을 타던 30대 여성이 머리가 끼어 사망하였다.
2008년 11월 3일 오후 9시경 독수리 요새 감속기 교체 작업을 준비하던 인부가 떨어지는 크레인 부속품에 맞아 사망하는 사고가 발생하였다.
2014년 11월 5일 오즈의 성에서 남아의 손가락 절단 사고가 발생하였다. 남아는 병원으로 이송되었다.
2017년 2월 25일 오후 5시 10분경 티익스프레스가 멈추는 사고가 발생하였다.
2023년 5월 12일 오전 11시 12분경 매직트리에 화재가 발생하였다. 현재는 복구되지 못하고 철거되었다.